# Église Saint-Quentin de Saint-Quentin-de-Baron
L'église Saint-Quentin est une église catholique située dans la commune de Saint-Quentin-de-Baron, dans le département de la Gironde, en France.

## Localisation
L'église est située dans le sud-ouest du village, sur la route départementale D120 qui mène, vers le sud-ouest, en direction de Camiac-et-Saint-Denis et, au-delà, à La Sauve.

## Historique
L'église Saint-Quentin est fondée au cours du XIIe siècle. Sa construction primitive se compose d'une nef unique terminée par un chœur et une abside en hémicycle.
L'édifice est fortifié au XIVe siècle avec le rehaussement d'un parapet crénelé et des modifications, au XVIe siècle, lui apportent des éléments de style gothique flamboyant : la façade ouest à contreforts plats et son clocher-pignon ; la nef à deux travées reçoit des voûtes d'ogives en étoile ; des baies géminées sont percées dans le mur sud et, en 1522, la façade nord reçoit un bas-côté à chevet plat dédié à Notre-Dame, commandé par le seigneur de Bisqueytan.
Au XVIIe siècle, une sacristie est construite contre le chevet du bas-côté. Elle est remplacée en 1903, puis démolie en 2007.

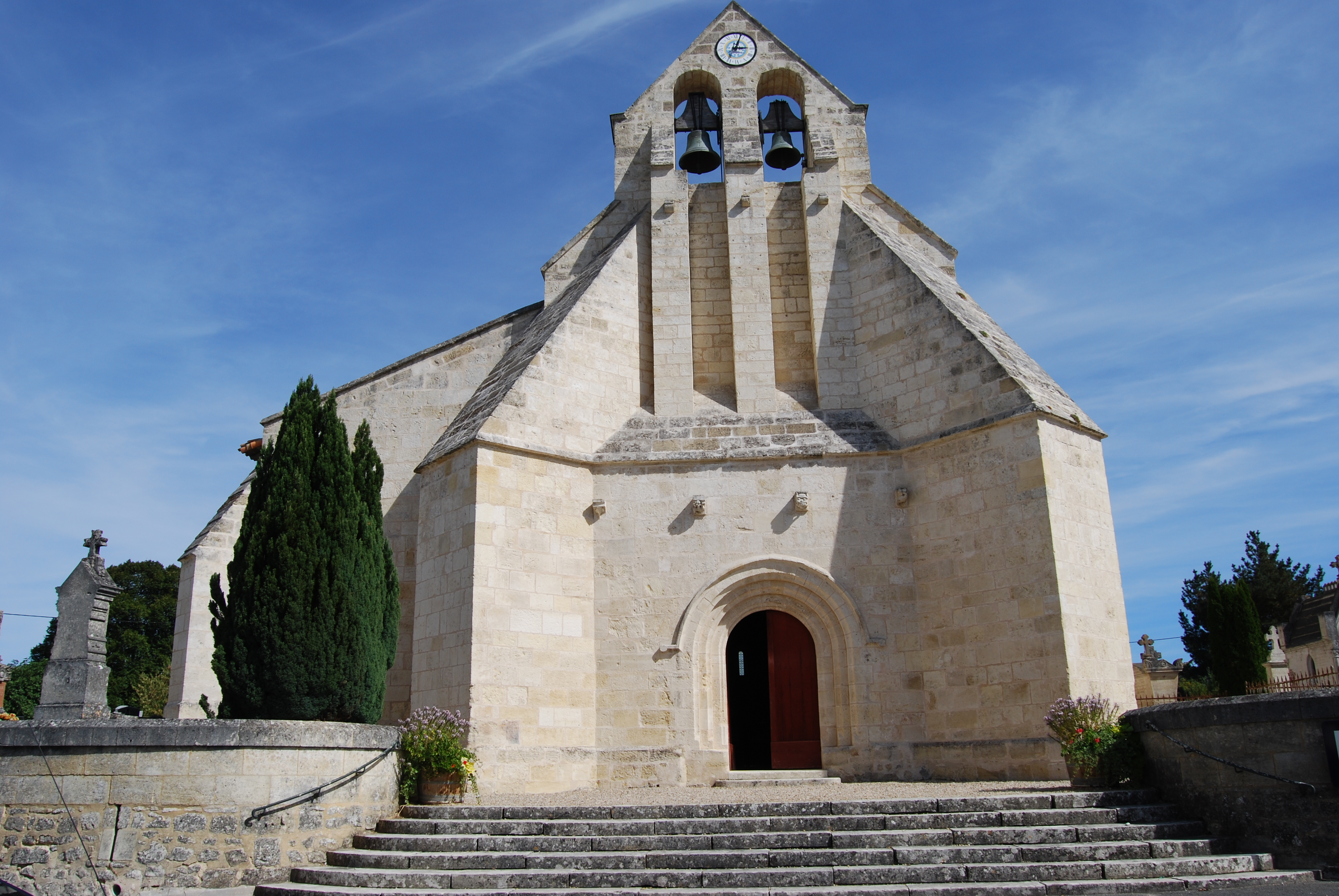
Façade ouest
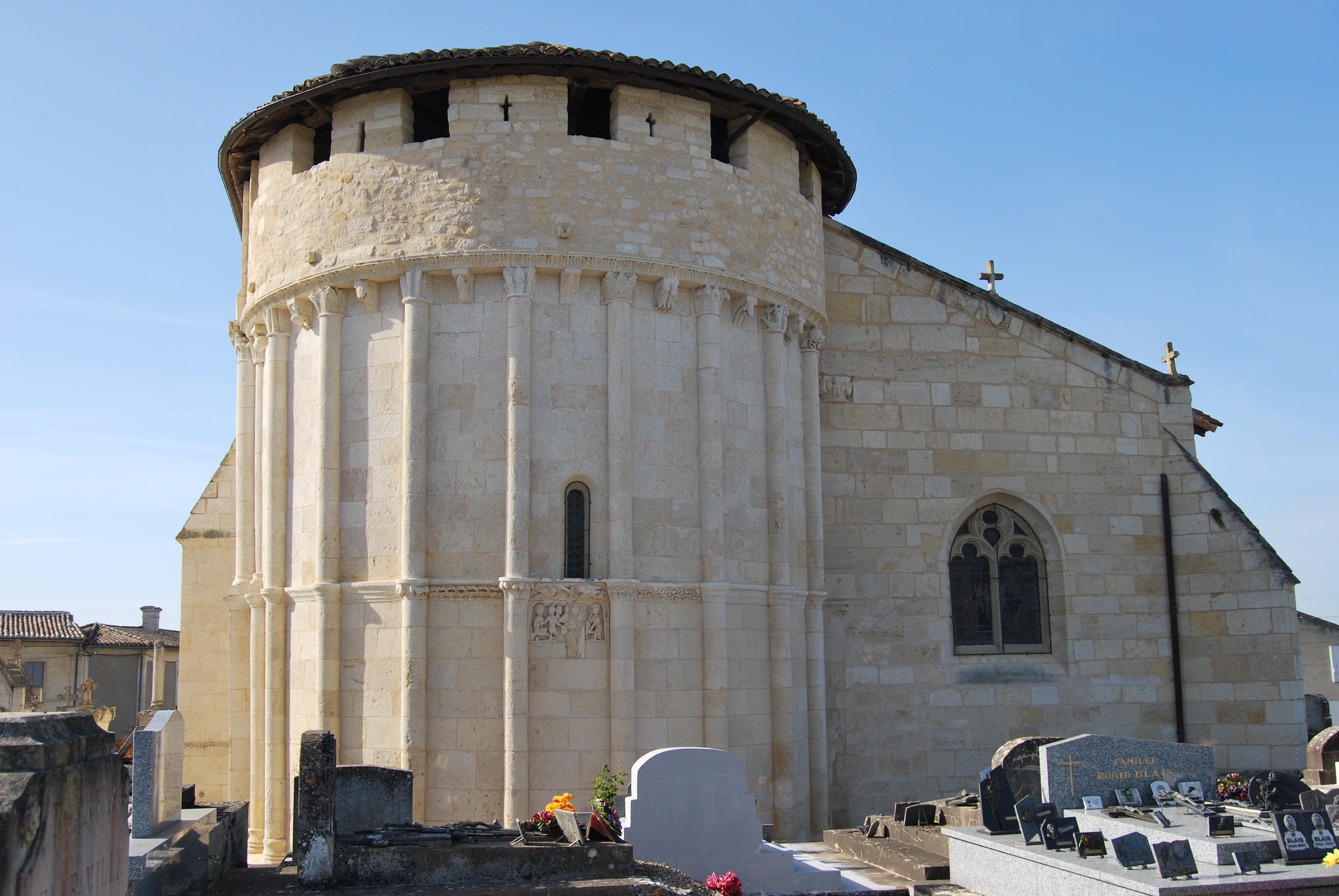
Chevet et bas-côté nord
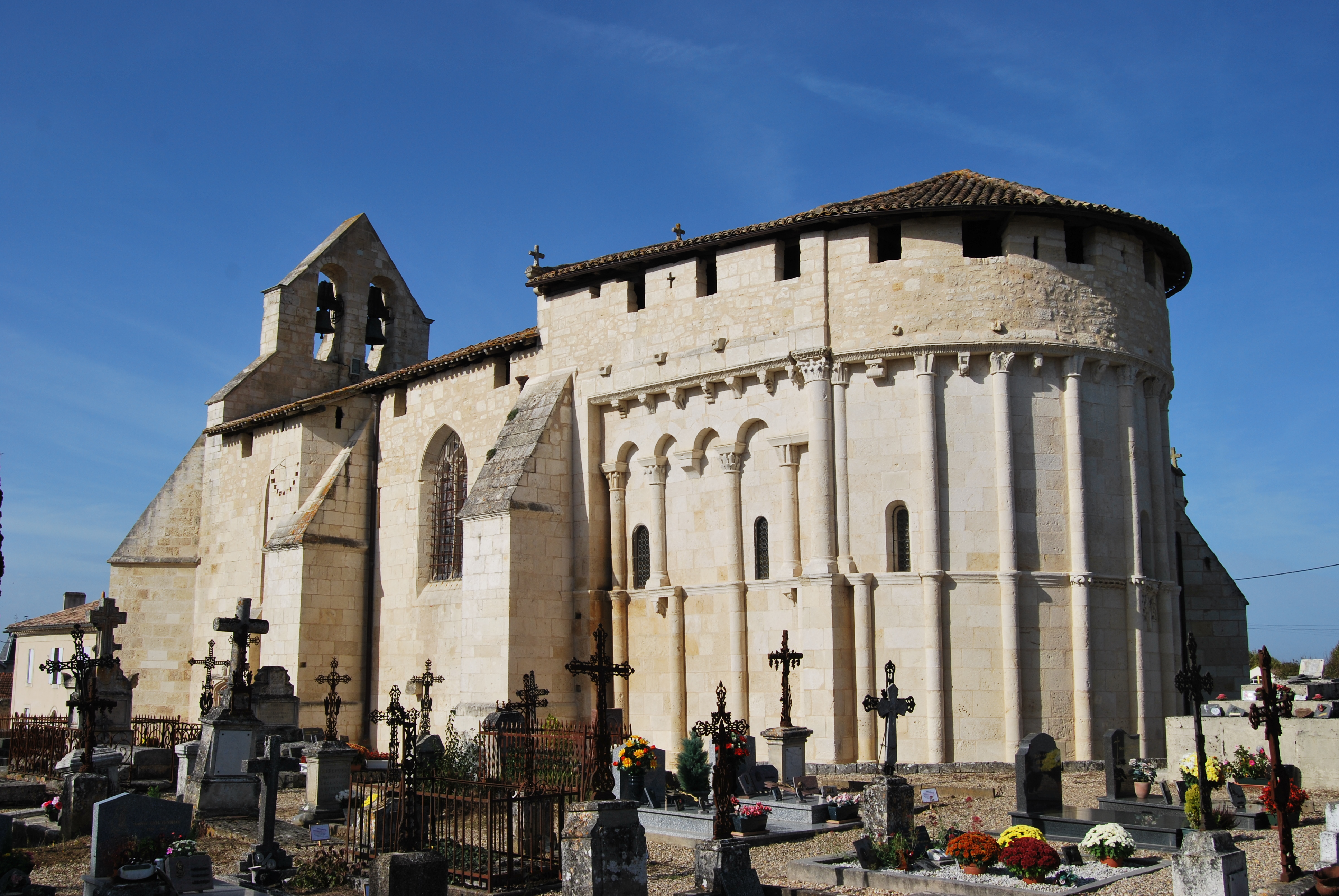
Chevet et façade sud
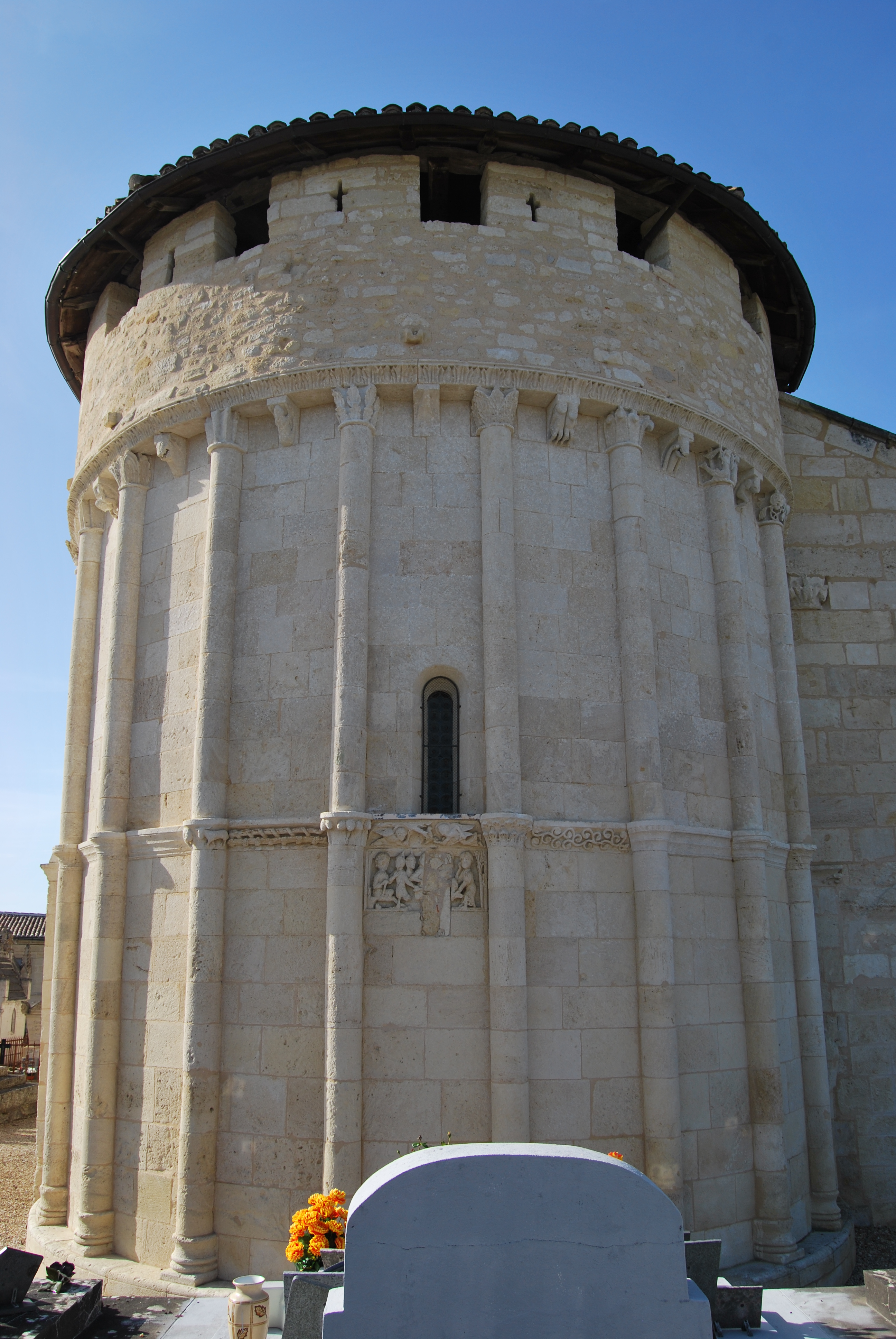
Chevet

Sur la façade sud de l'église se trouve un cadran solaire moderne et les vestiges de plusieurs cadrans canoniaux.

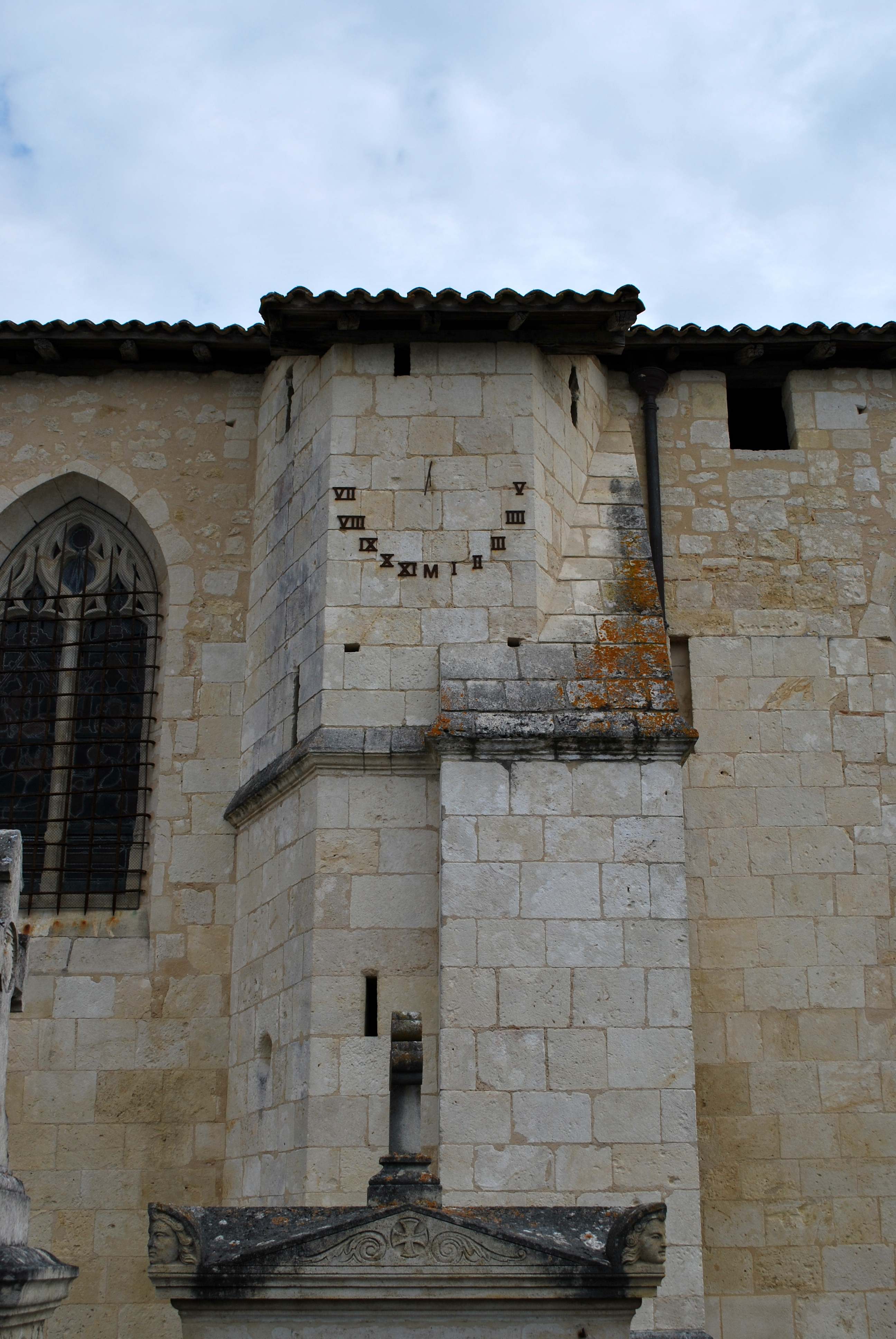
Cadran solaire
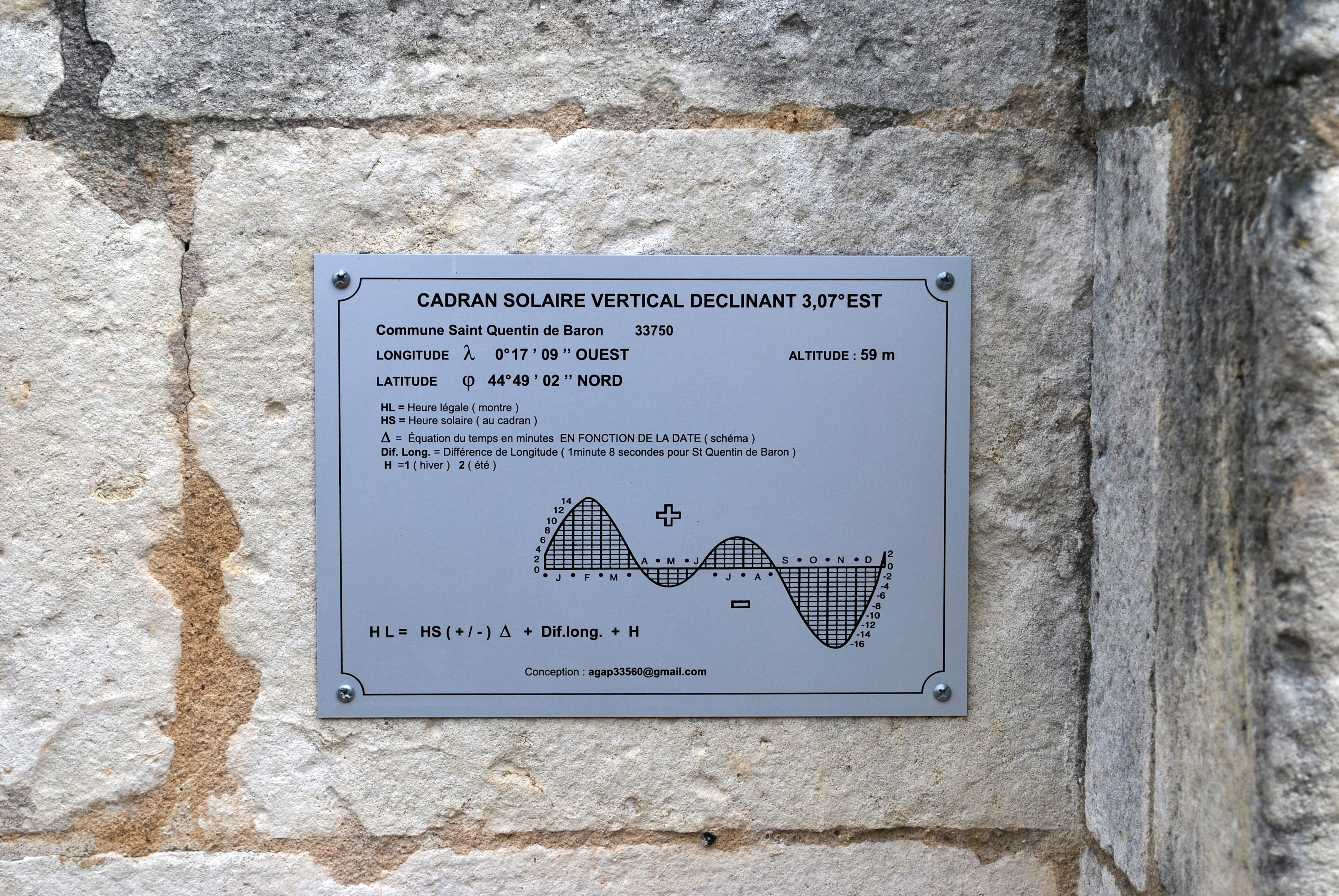
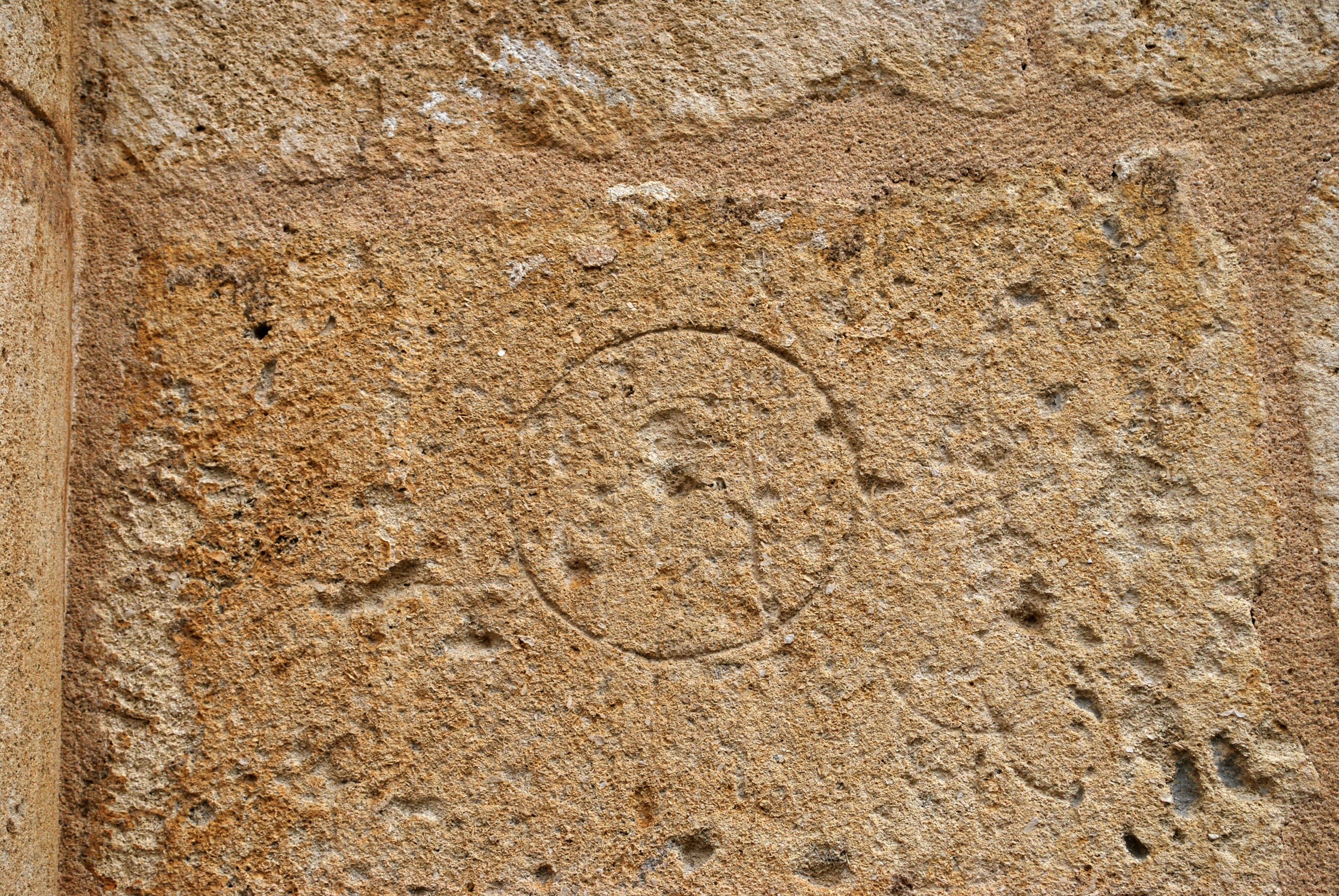
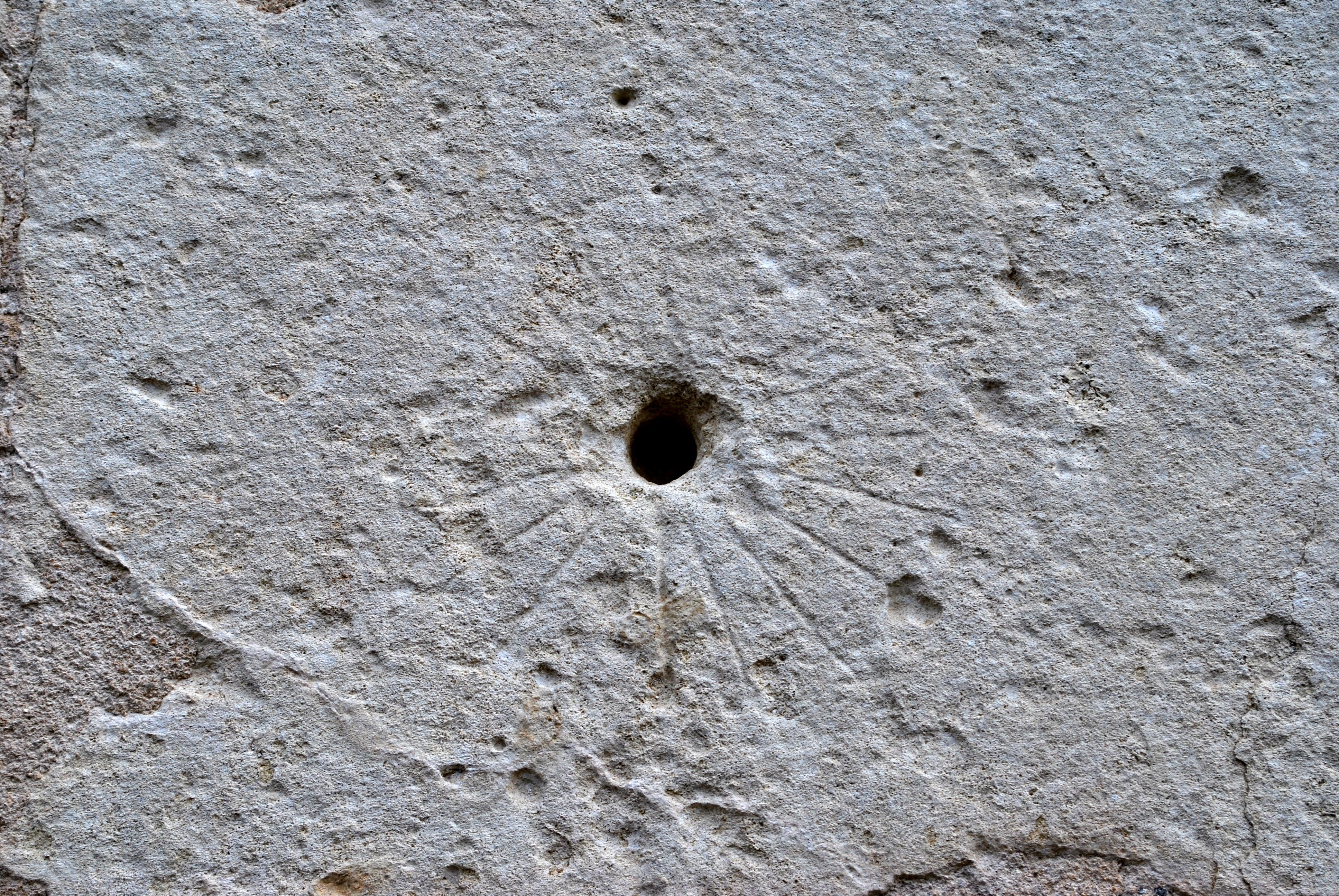
Cadran canonial
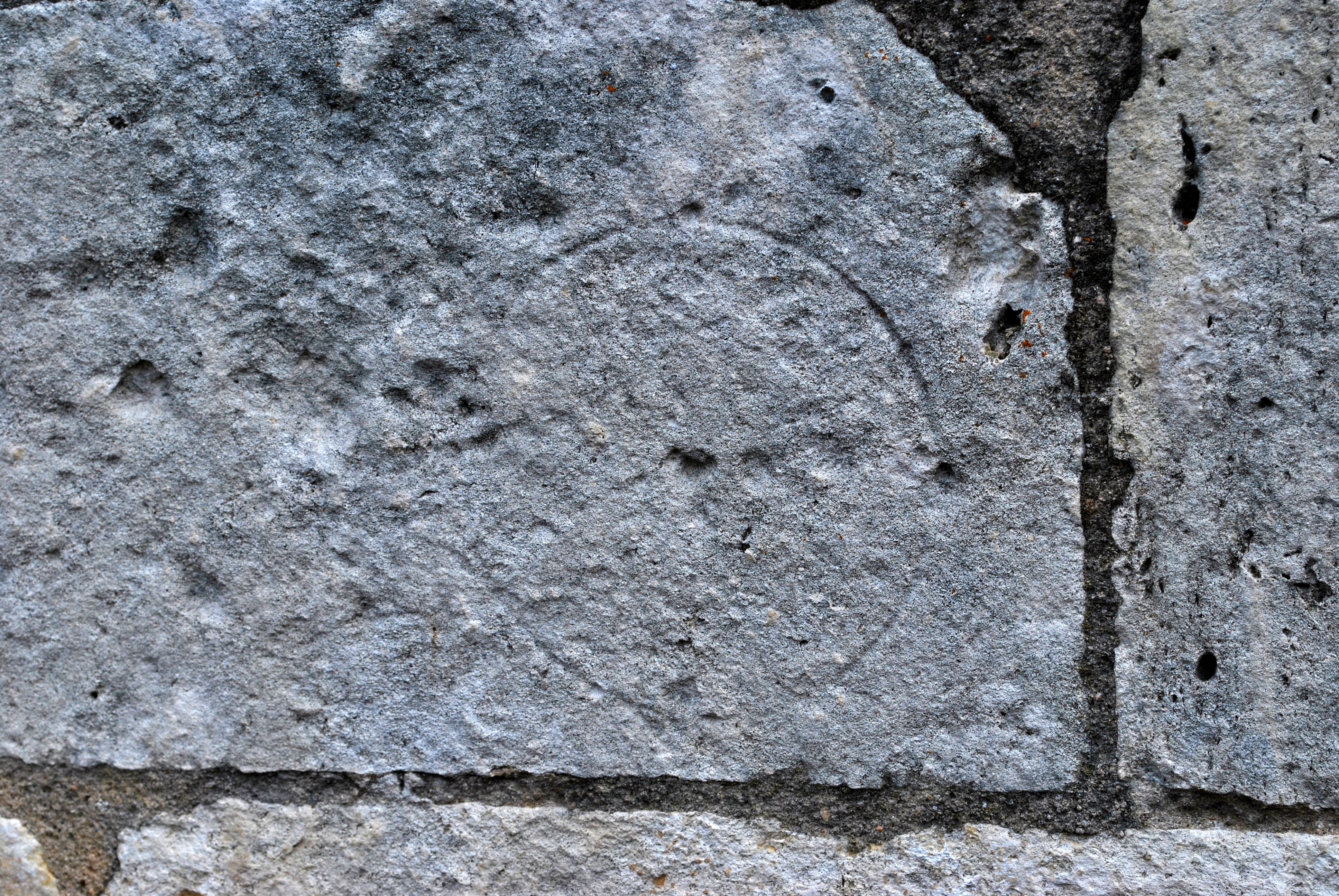

L'intérieur de l'église

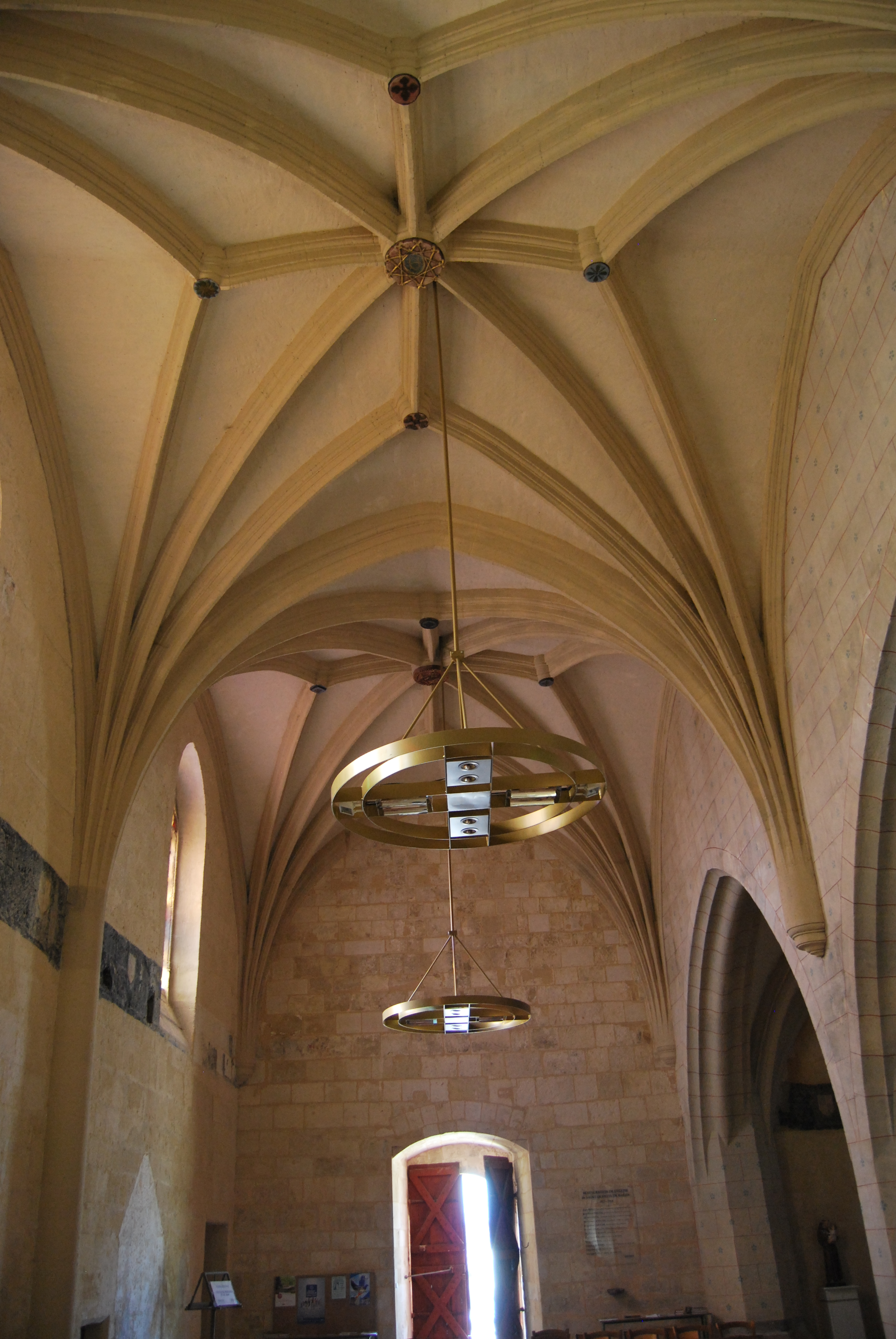
Voûte d'ogives en étoile
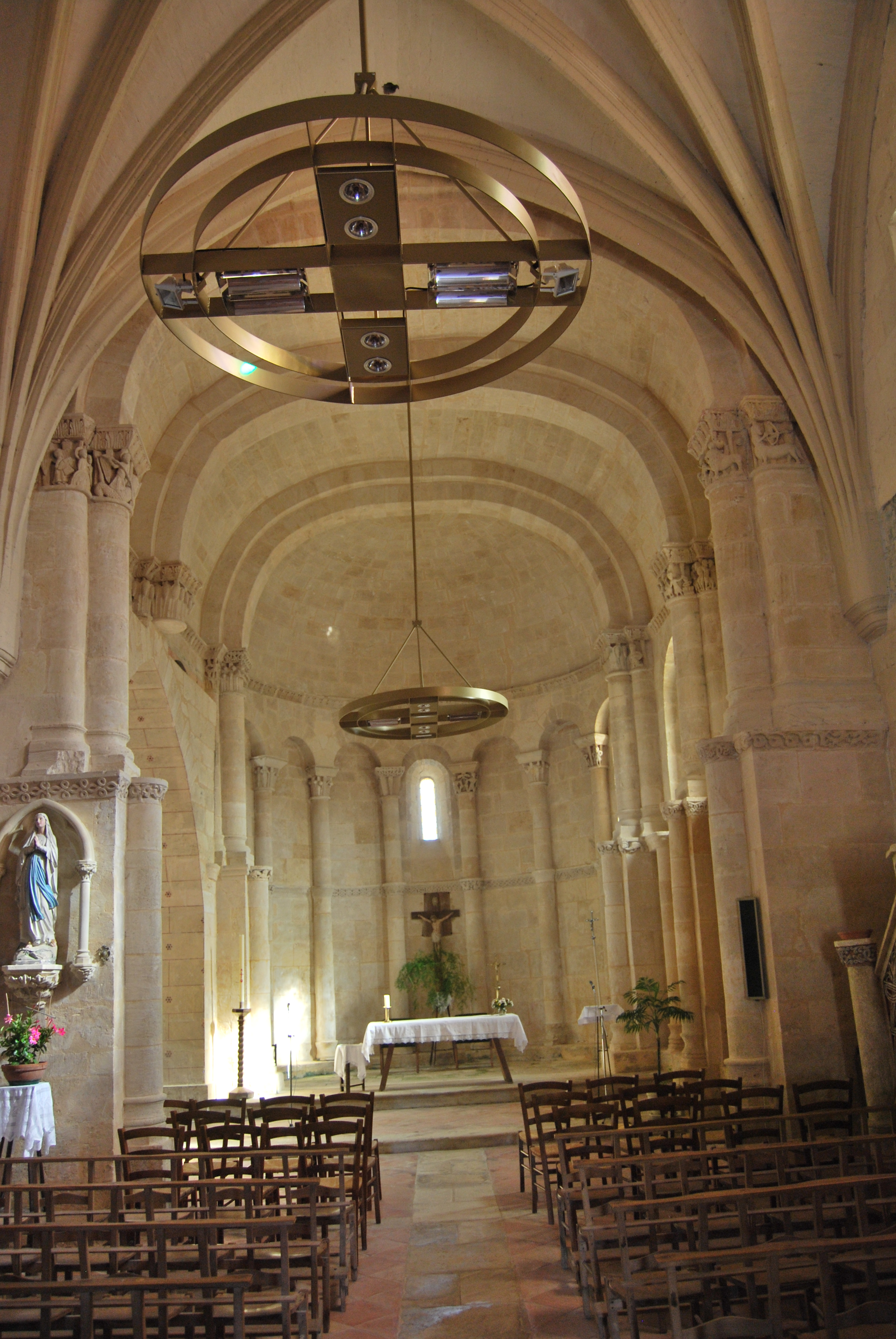
Nef et abside
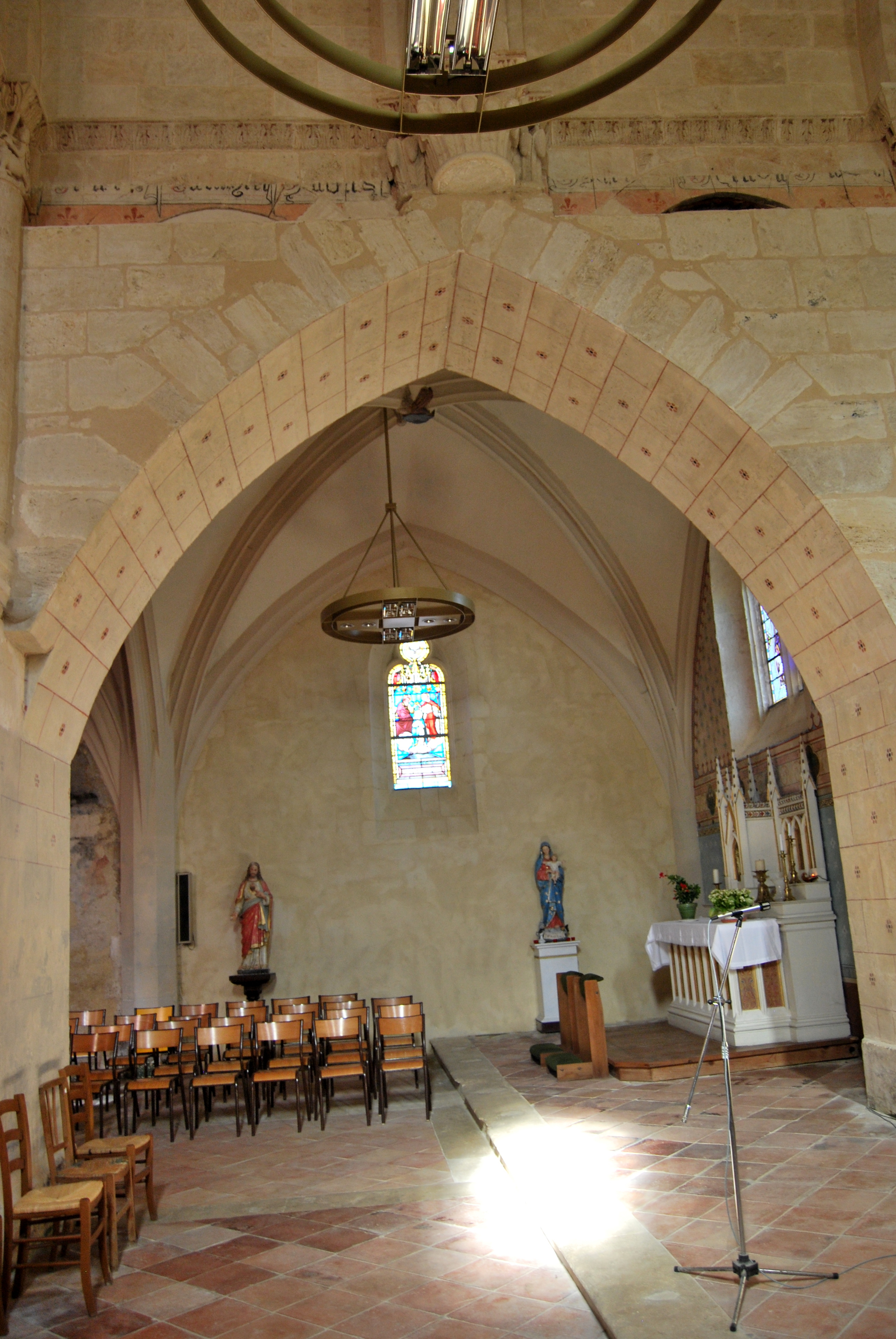
Chapelle nord
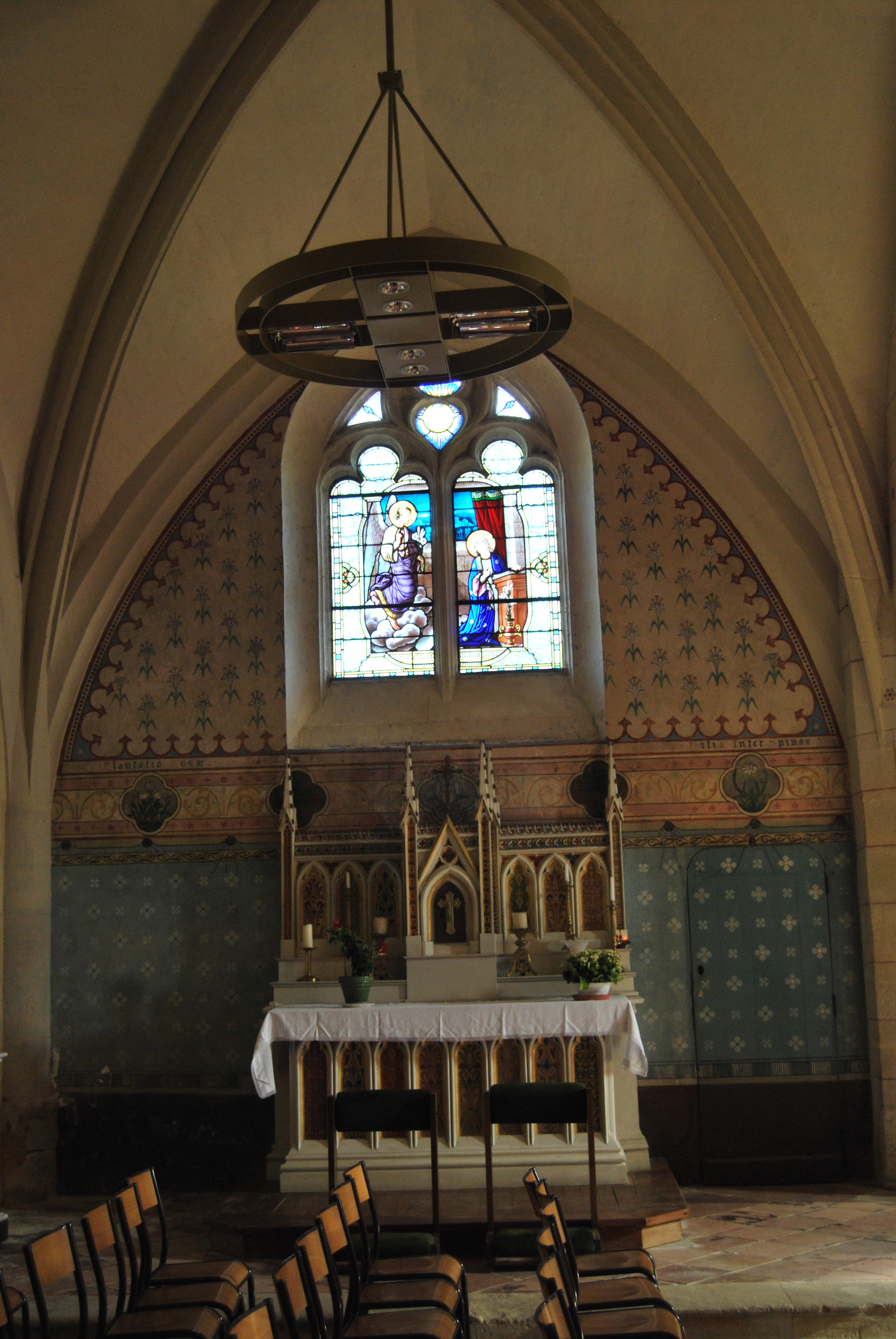
Chapelle sud

L'édifice est classé au titre des monuments historiques en 2004.
L'église Saint-Quentin recèle un trésor de l'art roman : adoration des Rois mages, archange terrassant le dragon, cycle d'Abraham, Daniel livré aux lions, Samson tuant le lion, sirènes, centaures, etc. Les sculptures comptent des pièces originales et uniques et d'autres qui ont été reproduites, avec un souci de fidélité, depuis des modèles de l'abbaye de La Sauve-Majeure et qui ont aujourd'hui disparu ou sont abîmées.

### L'iconographie extérieure
Sous la fenêtre axiale du chevet, un bas-relief présente l'adoration des Rois mages tandis que le chevet est orné de 14 chapiteaux dont quatre sont figurés et de 26 modillons.
Il y a un :
L'adoration des Rois mages :

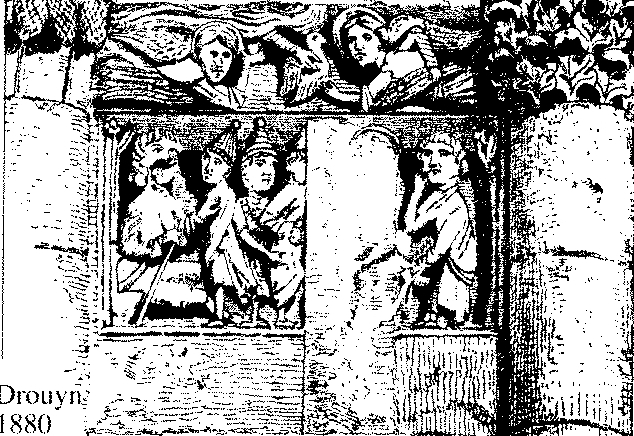
Dessin de Léo Drouyn (1880)

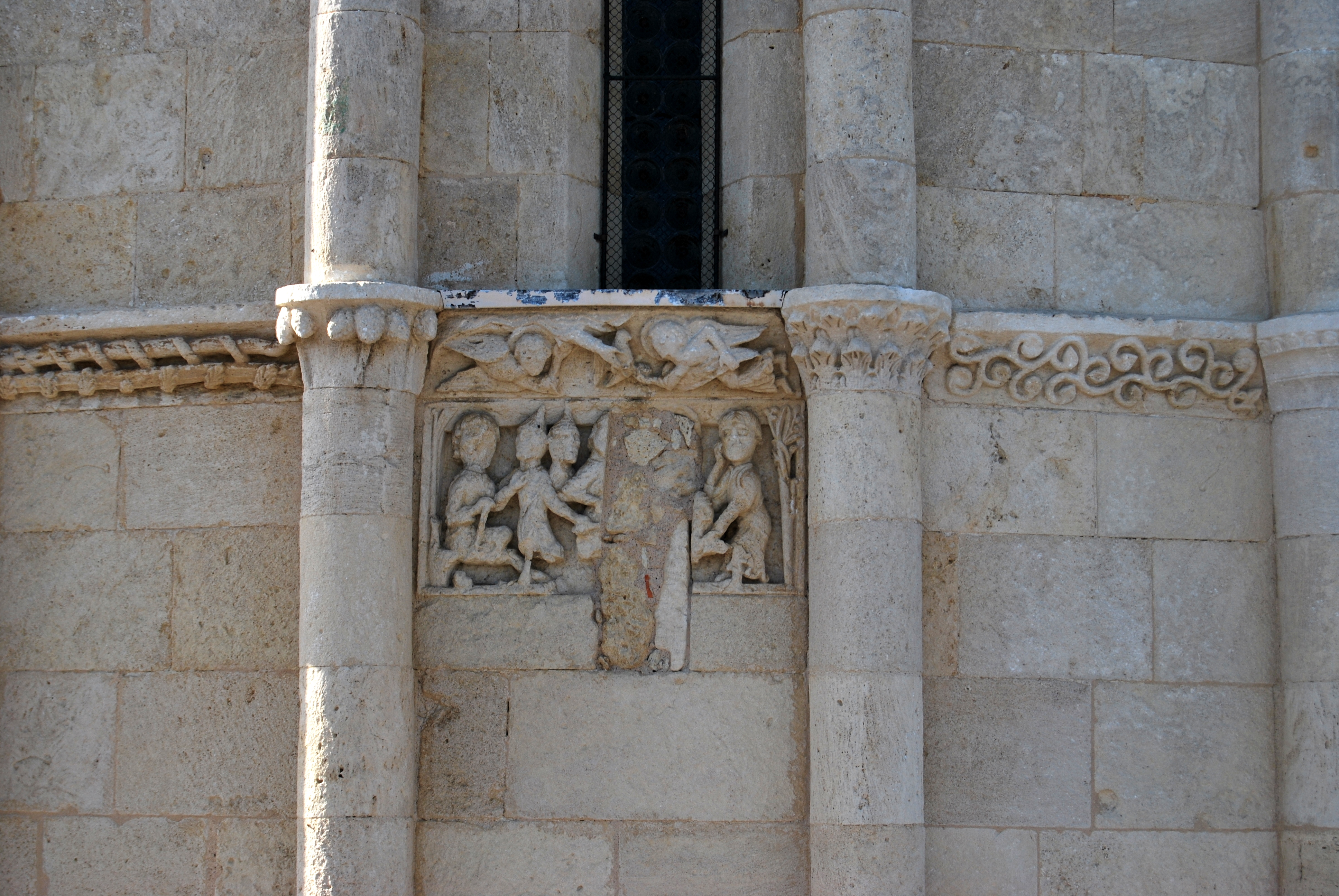
Le diptyque

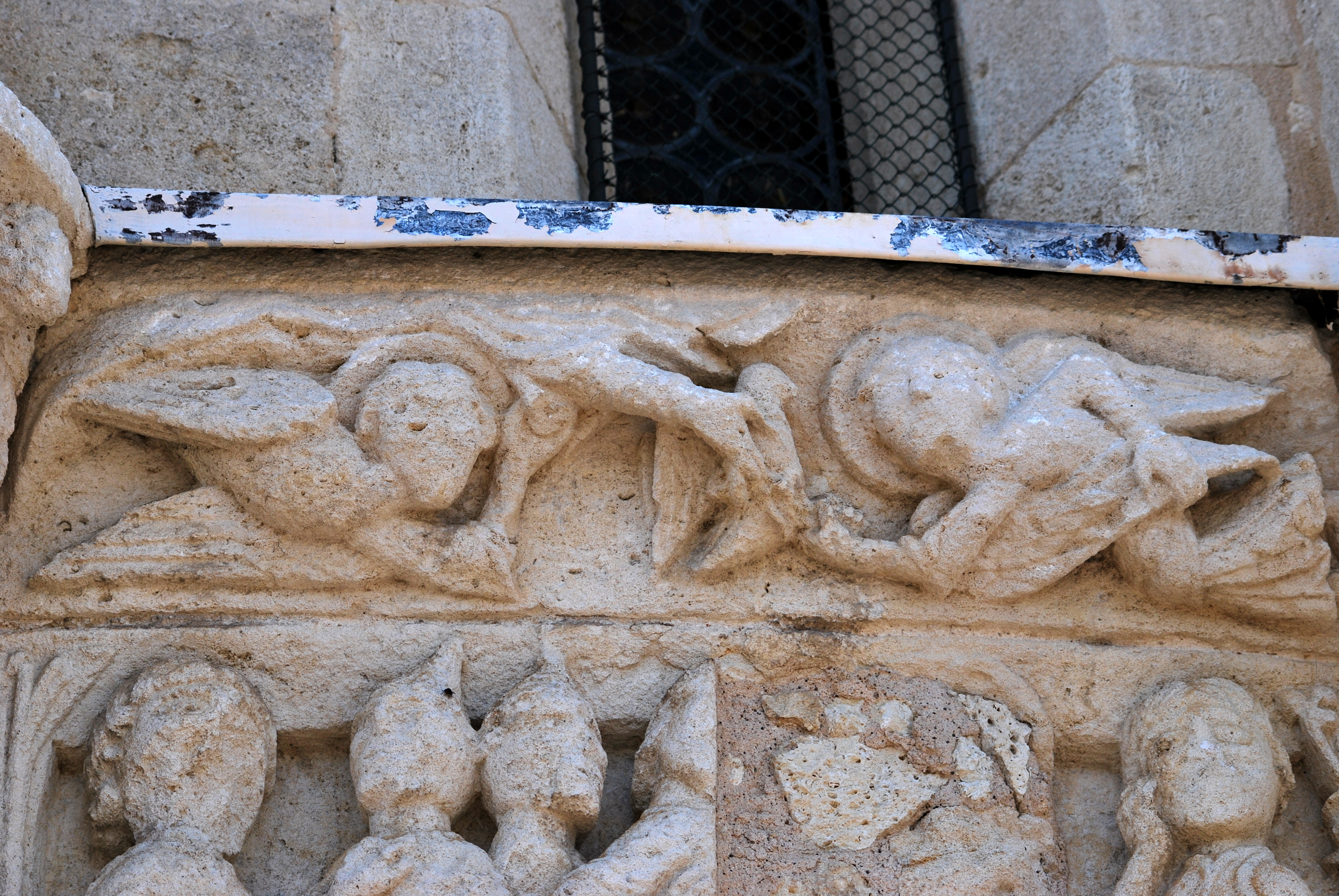

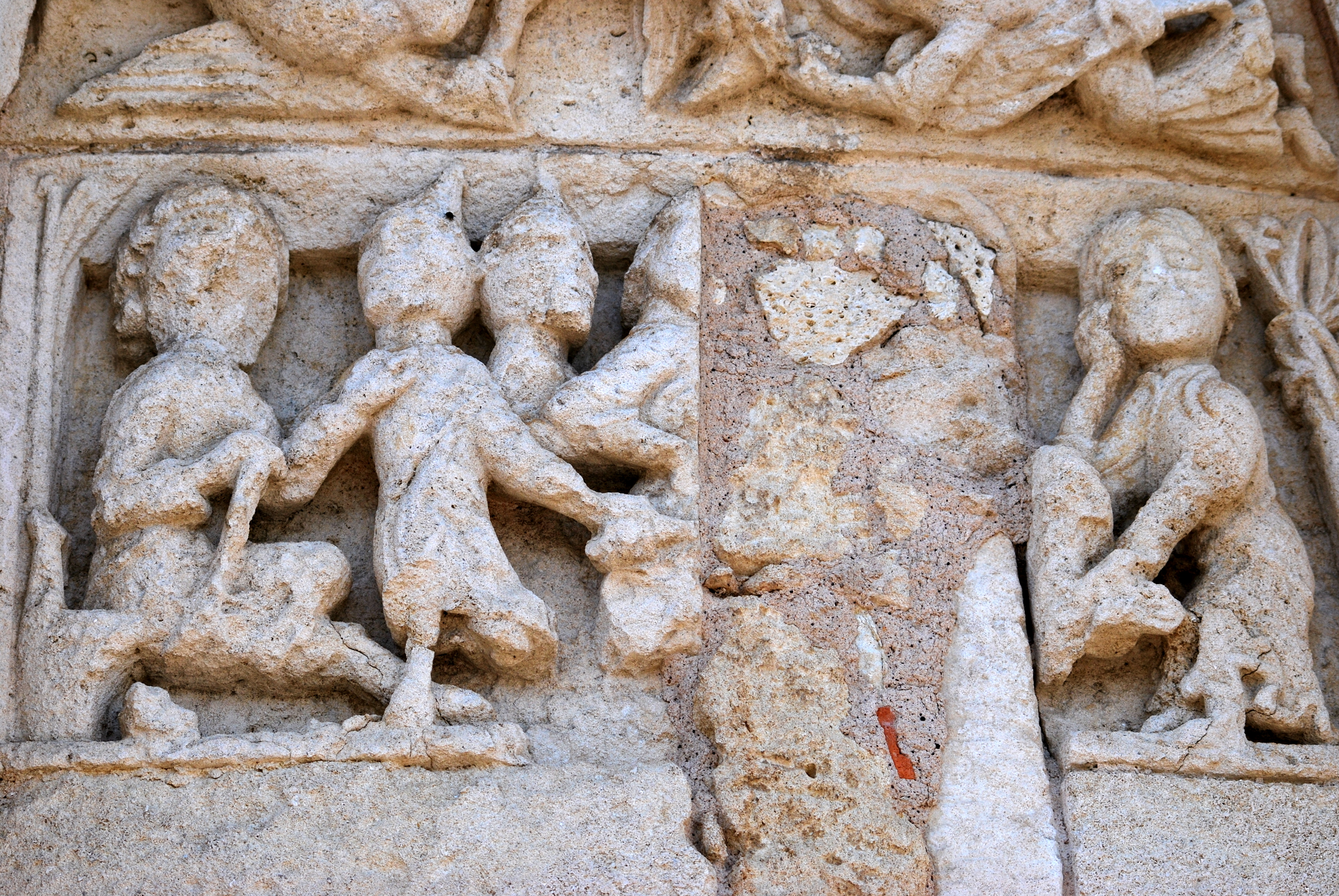

L'ensemble sculpté s'insère entre les deux colonnes-contreforts orientales et à l'aplomb de la baie axiale de l'abside. Il est composé de deux parties : un premier panneau de six personnages, avec une bordure rectangulaire, et, au-dessus, un bandeau allongé avec deux anges nimbés qui volent l'un vers l'autre.
L'œuvre montrant aujourd'hui quelques signes d'érosion, on peut, pour appuyer la description, faire référence à un dessin de Léo Drouyn datant de 1880 et montrant quelques détails aujourd'hui disparus.
La scène principale est délimitée par deux arbustes à feuilles fantaisistes. On peut y voir six personnages visibles auxquels il faut ajouter l'enfant Jésus, supposé se tenir assis ou debout près de sa mère ; Marie et l'enfant ont été presque totalement remplacés par un bloc de pierre venant colmater la fissure produite par l'ancienne fenêtre de l'abside.
À l'extrême gauche du panneau, Hérode trône sur un fauteuil bas. Le roi est nu-tête, mais le sceptre, tenu dans la main droite, et le privilège de recevoir une ambassade en croisant les jambes sont les marques de la royauté. De sa main gauche, il indique au premier mage le chemin à prendre et lui donne congé. Les deux autres mages sont parvenus à Bethléem, où ils trouvent la sainte Famille pour lui offrir leurs présents. Les mages portent la tiare conique du clergé mazdéen qui permettait de les reconnaître en Occident.
Vers le milieu du panneau, les deux failles verticales correspondent à la lumière de l'ancienne fenêtre de l'axe et une pierre brute a été utilisée pour combler la cavité et remplacer la sculpture originale. Il ne reste plus de Marie que la moitié du nimbe auréolant son visage et son coude gauche, qui devait tenir Jésus. Derrière elle, Joseph est debout, le buste incliné et la joue posée sur la paume de sa main. Il était devenu traditionnel depuis les Carolingiens de figurer Joseph des représentations de la Nativité dans cette posture stéréotypée.
Dans le bandeau supérieur, sur la gauche, le buste ailé d'un ange saille des nuages représentés par des ondulations. Sa main exhibe un objet circulaire (peut-être une hostie), à l'endroit où la main de Dieu traverse le firmament accompagnée du vol d'un colombe. L'ange de droite apparait en entier, revêtus d'une longe tunique à plis verticaux. Sa main droite est offerte à la colombe. Conformément au code iconique, cette colombe escortée d'anges est la forme corporelle de l'Esprit saint, dont a été conçu Jésus.
Le diptyque exprime avec économie, en peu d'espace :
- une histoire : la visite et l'offrande des Rois mages à Jésus ;
- un dogme : l'incarnation en Marie du Messie par le Saint-Esprit ;
- un mystère : le Dieu unique en trois personnes ; la verticale réunit la filiation divine, Dieu le Père (Dextra Domini), le Saint-Esprit (la colombe) et le Fils monogène sous les traits de Jésus enfant. La ligne horizontale réunit la famille terrestre et corruptible.

La colonne méridionale : 
À la même hauteur que le diptyque, se trouve une corbeille avec deux animaux. Cette corbeille est reliée au diptyque par un décor de nature végétale. La première bête incline la tête sous son corps, elle a des pattes griffues et sa queue est rentrant et sagittée. La seconde bête a des oreilles de taureau, de grandes cornes et également des pattes griffues ou palmées.
Certains guides y voient le bœuf et l'âne de la Nativité, en rapport avec le diptyque, d'autres y voient le lion de saint Marc et le taureau de saint Luc. La bête qui incline sa tête n'est pas un équidé, en raison de ses pattes griffues et n'est pas non plus le lion de saint Marc en raison de sa queue rentrante et sexuée, qui est un symbole de la honte. Toute interprétation est sujette à caution.
Les sculptures de cette partie basse du chevet datent, probablement, du dernier quart du XIIe siècle.

#### Les chapiteaux du chevet
Les corbeilles des chapiteaux de la corniche faîtière sont de format moyen, sans tailloirs. Le plat de la corniche, à décors d'acanthes y a été substitué. Les corbeilles ont souffert de l'érosion. La majorité des corbeilles sont à décor végétal et imitent ceux encore visibles à l'abbaye de La Sauve-Majeure. Il y a trois chapiteaux figurés :
Deux sirènes : 

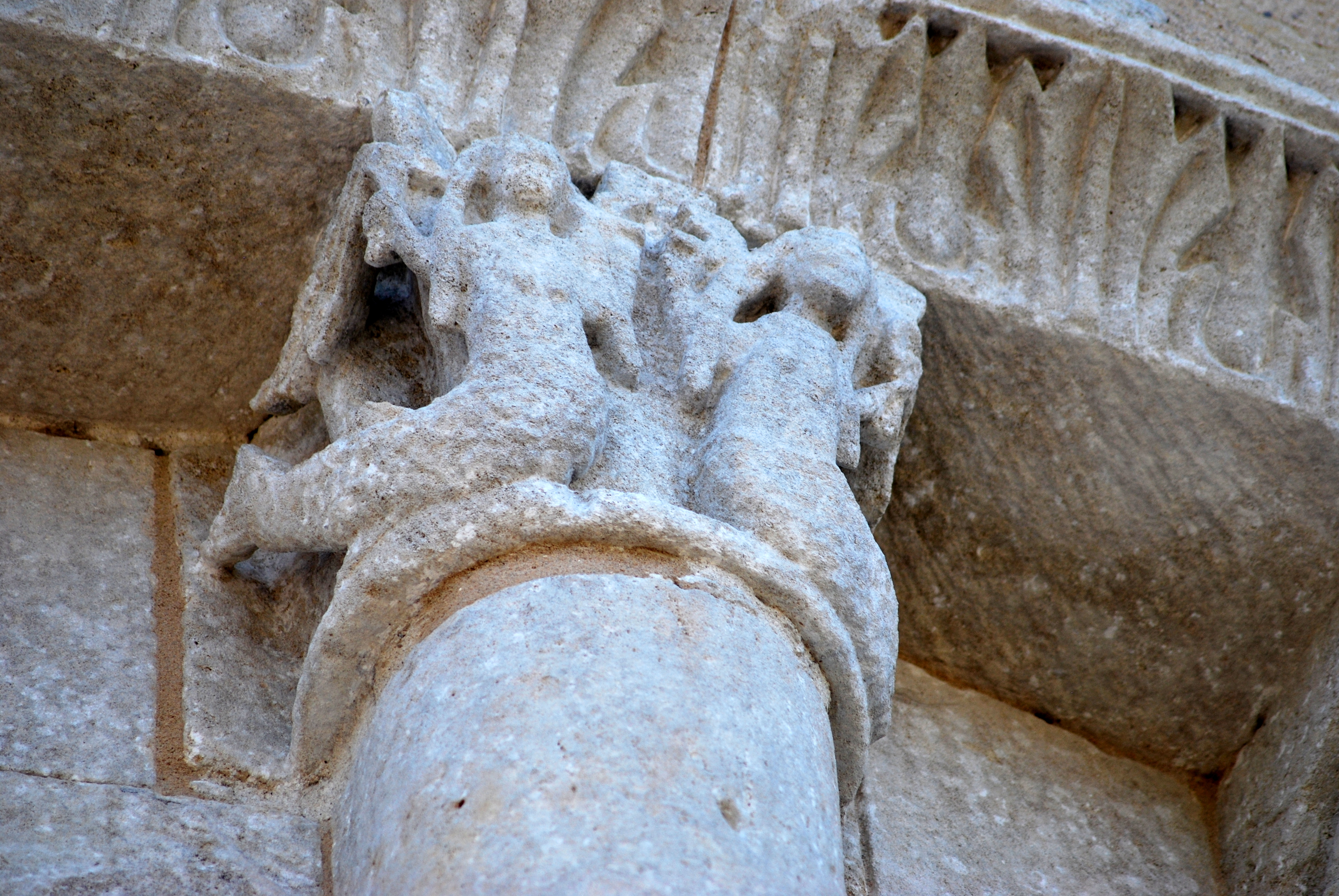
Chapiteau sud-est du chevet

Au milieu de la face principale, deux sirènes mono-caudales, dressées sur leur nageoire — les sirènes bi-caudales, c'est-à-dire avec deux nageoires en place des deux jambes sont assez fréquentes parmi les modillons des églises romanes —. Elles sont côte à côte, les chevelures retombent autour des seins et leurs mains tiennent des tiges feuillues. Les sirènes symbolisent les femmes qui attirent les hommes et les tuent par leurs cajoleries et leurs paroles trompeuses. Les tiges qu'elles tiennent font référence à une plaisanterie de nature sexuelle.
La composition est une copie d'un grand chapiteau de l'abbaye de La Sauve-Majeure.
Deux modillons encadrent les sirènes : un loup mordant une longue saucisse ou un objet cylindrique et un homme nu et ithyphallique. Ils sont les témoins de la réussite de la tentation induite par les femmes-poissons.
Têtes qui crachent des lianes : 

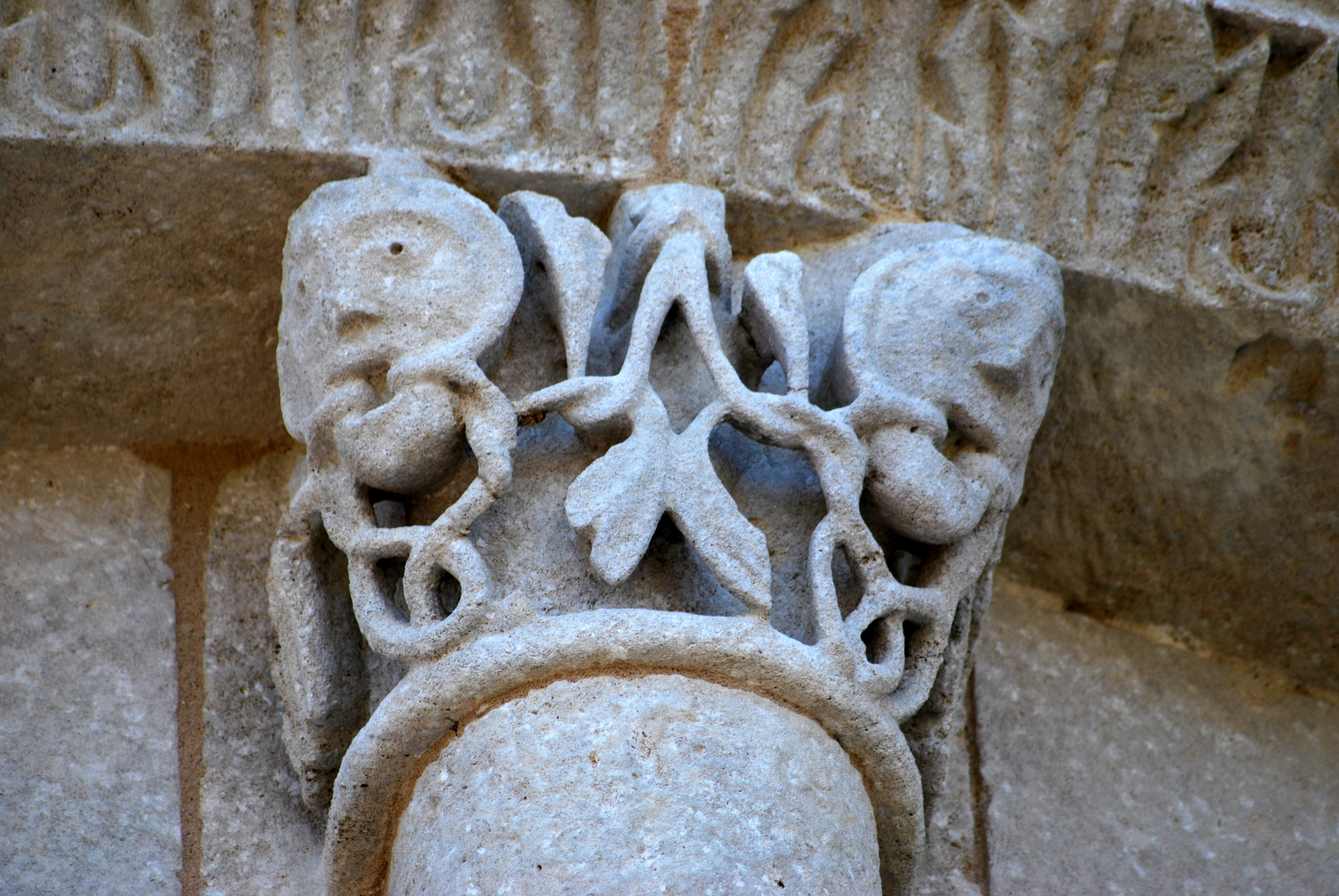
Chapiteau nord-est du chevet

Trois masques vomissent des tiges ou lianes feuillues : aux angles, deux gros mascarons à têtes d'hommes et au centre un petit protomé de bête non identifiable. Les humains ont des lèvres épaisses, d'où jaillit un entrelacs de lianes que le masque animalier repêche avec ses propres lianes recourbées.
La symbolique de la végétalisation de la bouche, du nez et des oreilles est une question qui relève du mythe de l'« Homme vert ». Cependant, dans les églises romanes, l'iconographie des êtres vivants qui présentent cette particularité relève toujours de la culpabilité morale.
Trois personnages et un animal : 

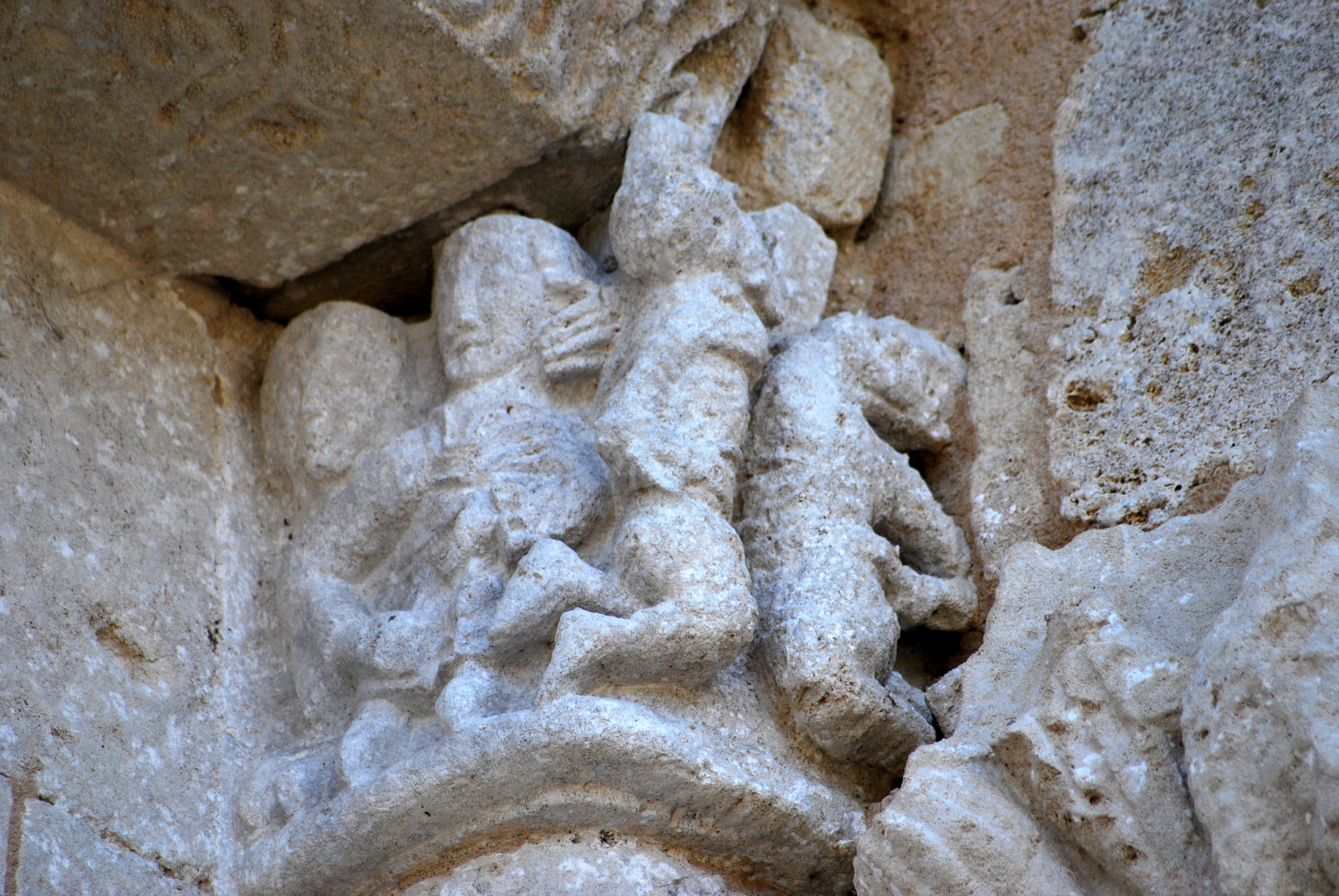
Chapiteau nord du chevet

Ce chapiteau est en partie englobé dans la maçonnerie du bas-côté, construit au XIVe siècle. Il est difficile d'interpréter la scène sans connaître le contenu de la représentation qui est cachée.
Nous pouvons distinguer trois hommes et un quadrupède. L'un des hommes semble assis sur les genoux d'un autre qui le tient par le cou. L'homme assis tient son propre genou avec sa main gauche et touche la jambe du premier homme avec sa main droite. Le troisième homme est à genoux devant un animal. Cette partie de la corbeille est un avertissement contre les étreintes impures et coupables, car les constitutions monastiques étaient unanimes à condamner tout attouchement, fût-il le plus innocent. La partie cachée de la corbeille est certainement un leçon de bonne moralité, comme les chapiteaux du portail de l'église Saint-Saturnin de Cardan.

#### Les modillons
Le programme figuré du chevet est d'origine et l'état de conservation est remarquable. Certains modillons, sur le mur nord, protégés depuis le XVIe siècle par la toiture du bas-côté, ont même conservé des traces de leur peinture médiévale. Ici, la série modillonnaire est d'une qualité rare et d'une importance capitale, car elle est reproduite d'après le grand répertoire secondaire de l'abbaye de La Sauve-Majeure, aujourd'hui pratiquement inexistant. Les modillons sont à comparer avec des pièces analogues des églises Saint-Siméon de Bouliac, Saint-Christophe de Courpiac, l'église Saint-Martin de Carignan-de-Bordeaux et du musée The Cloisters de New York.
La façade ouest : 
Sur la façade ouest qui est de style gothique flamboyant, quatre modillons romans sont utilisés pour la décoration. Sans doute est-ce une ré-utilisation de certains modillons qui ornaient la façade romane. Ce sont quatre exemples typiques de l'iconographie romane : une feuille, un homme à cheval, un démon qui avale un homme et une bête difficile à identifier.
L'image d'un homme à cheval est très rare en Gironde. L'exemplaire, ici, est le seul modillon avec un cavalier ; un chapiteau de l'église Sainte-Eulalie de Lignan en porte un.

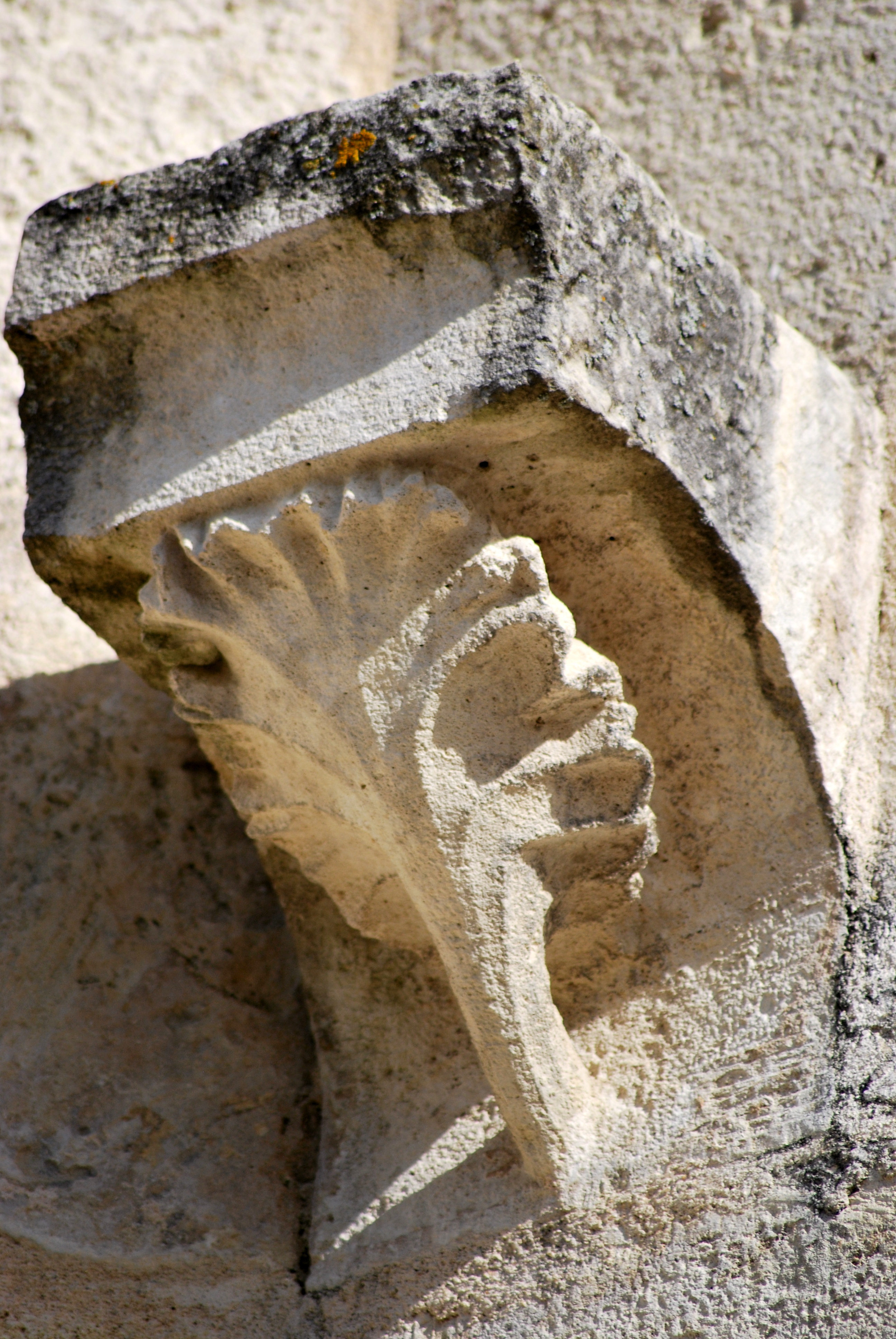
Feuille
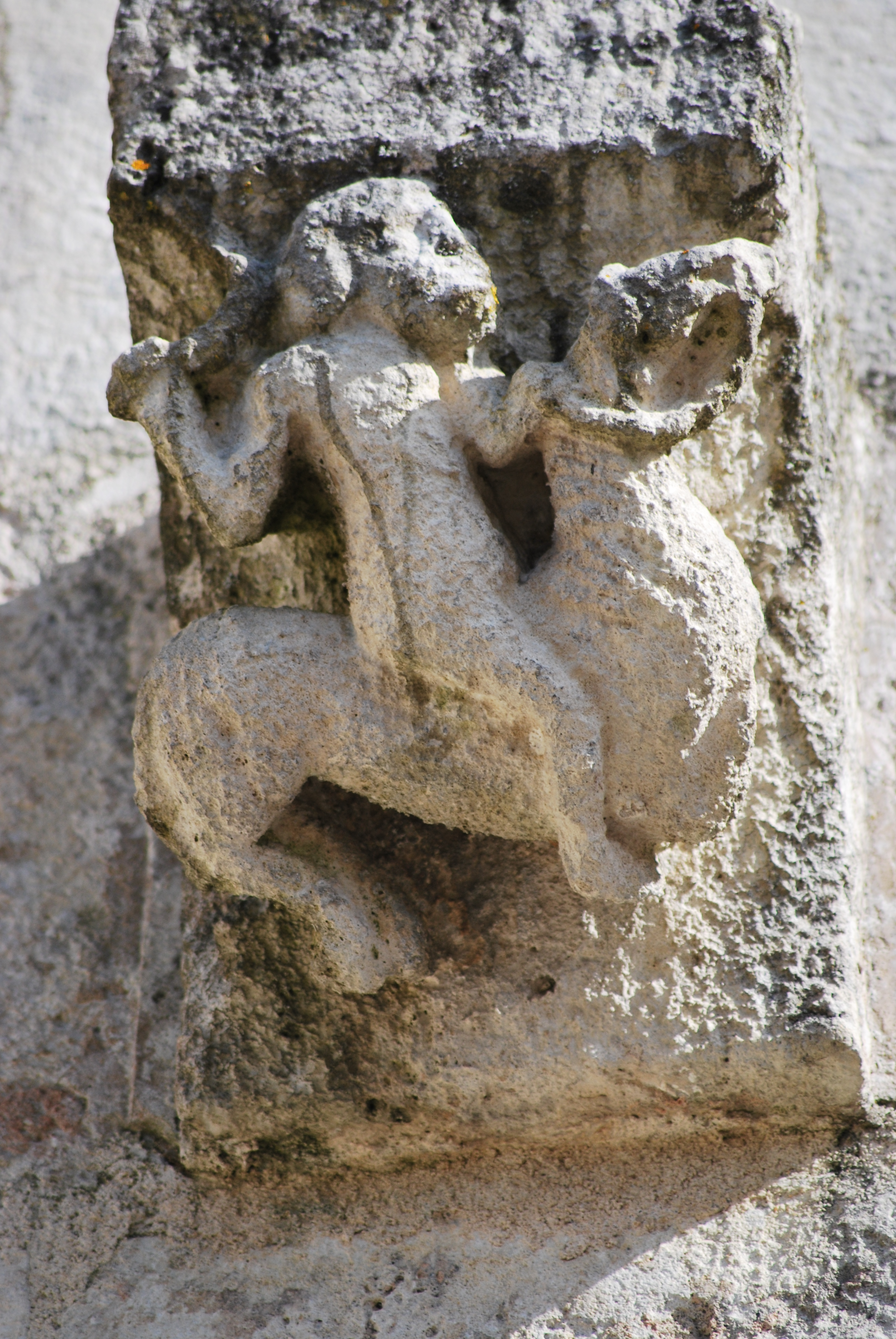
Cavalier
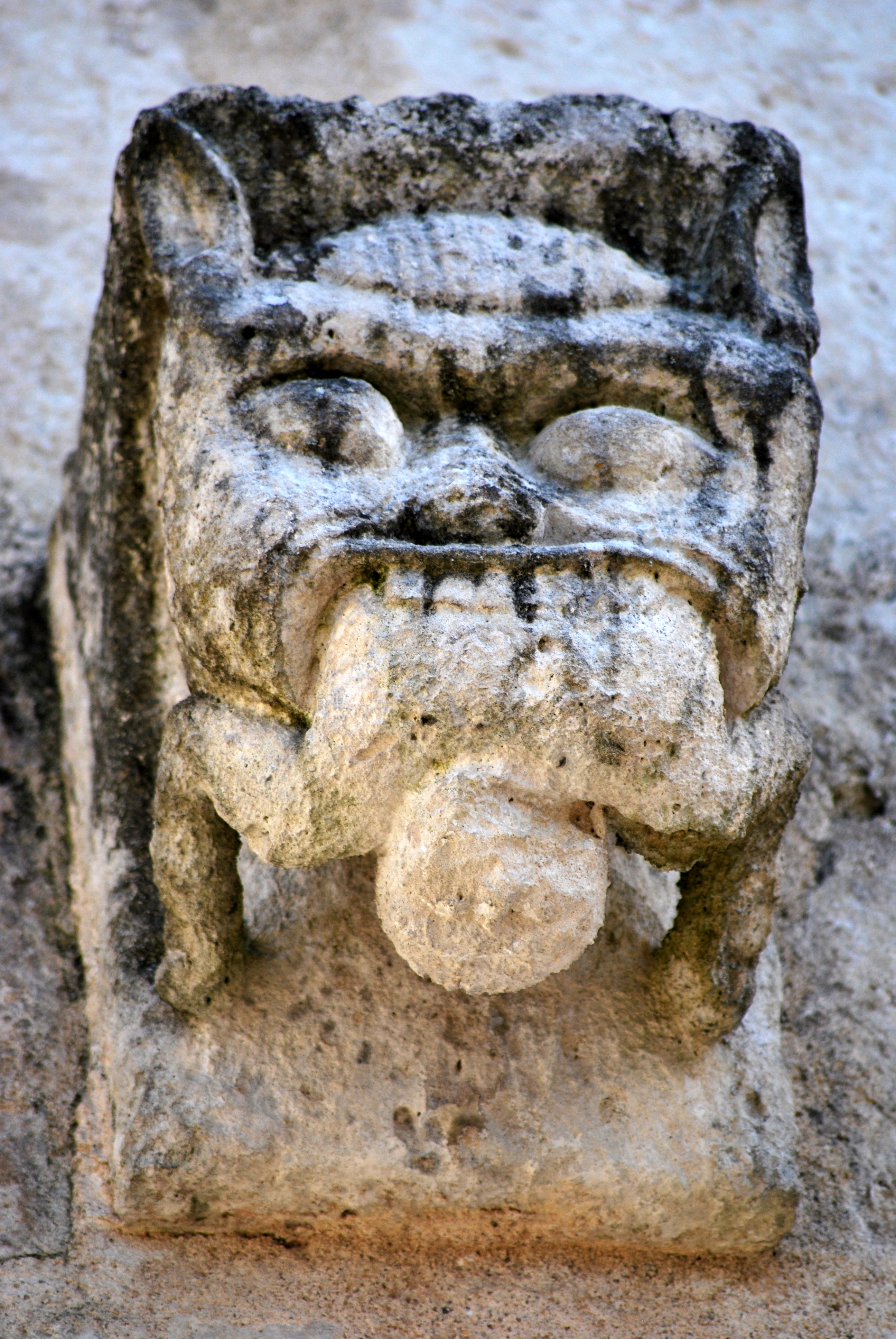
Démon
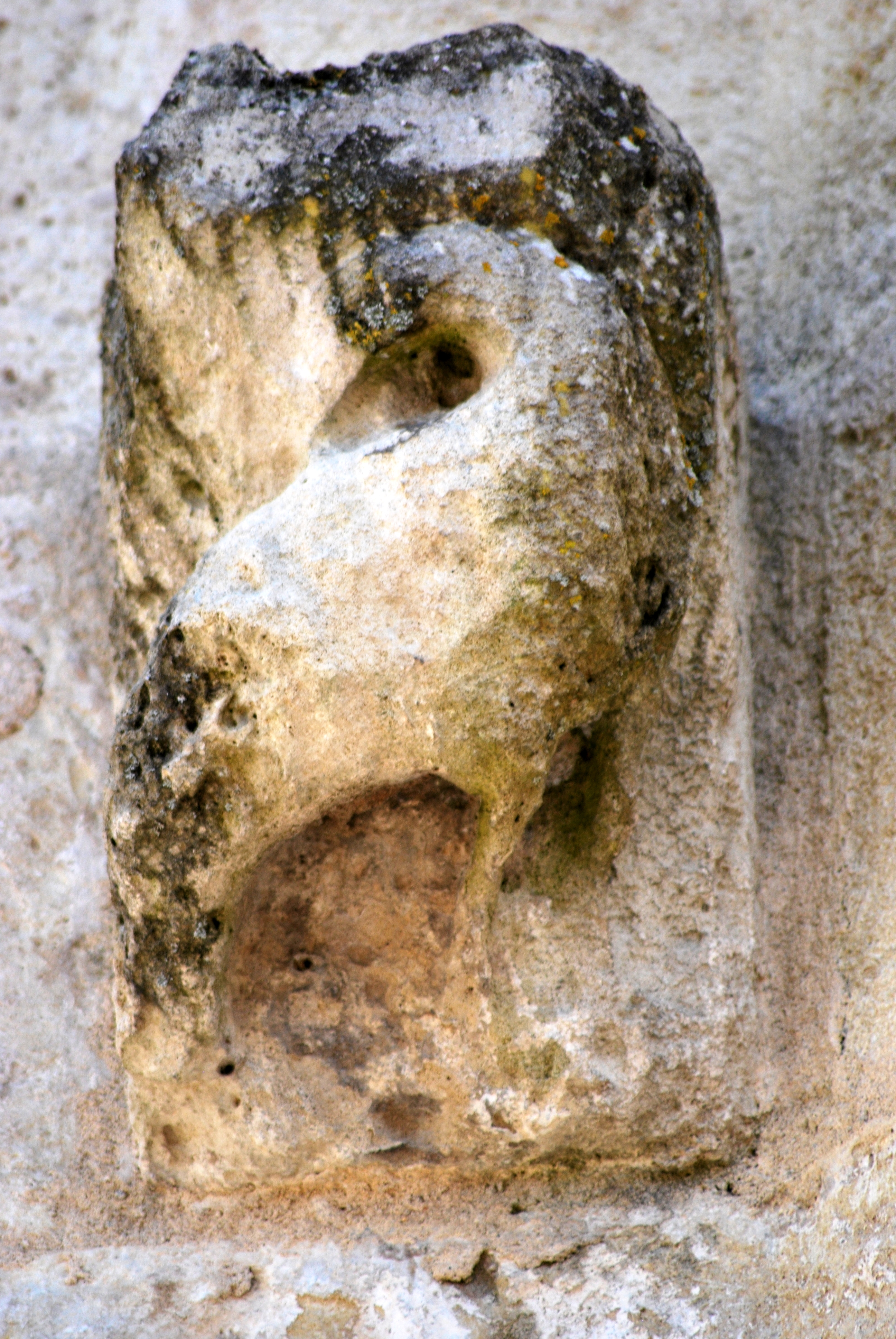
?

Le mur sud : 
Les modillons du mur sud de la nef sont, à première vue, des formes géométriques mais en s'approchant du chevet, on distingue plus nettement que ce sont des représentations moralisantes : une bête maléfique, un monstre qui dévore le pécheur, un homme nu.

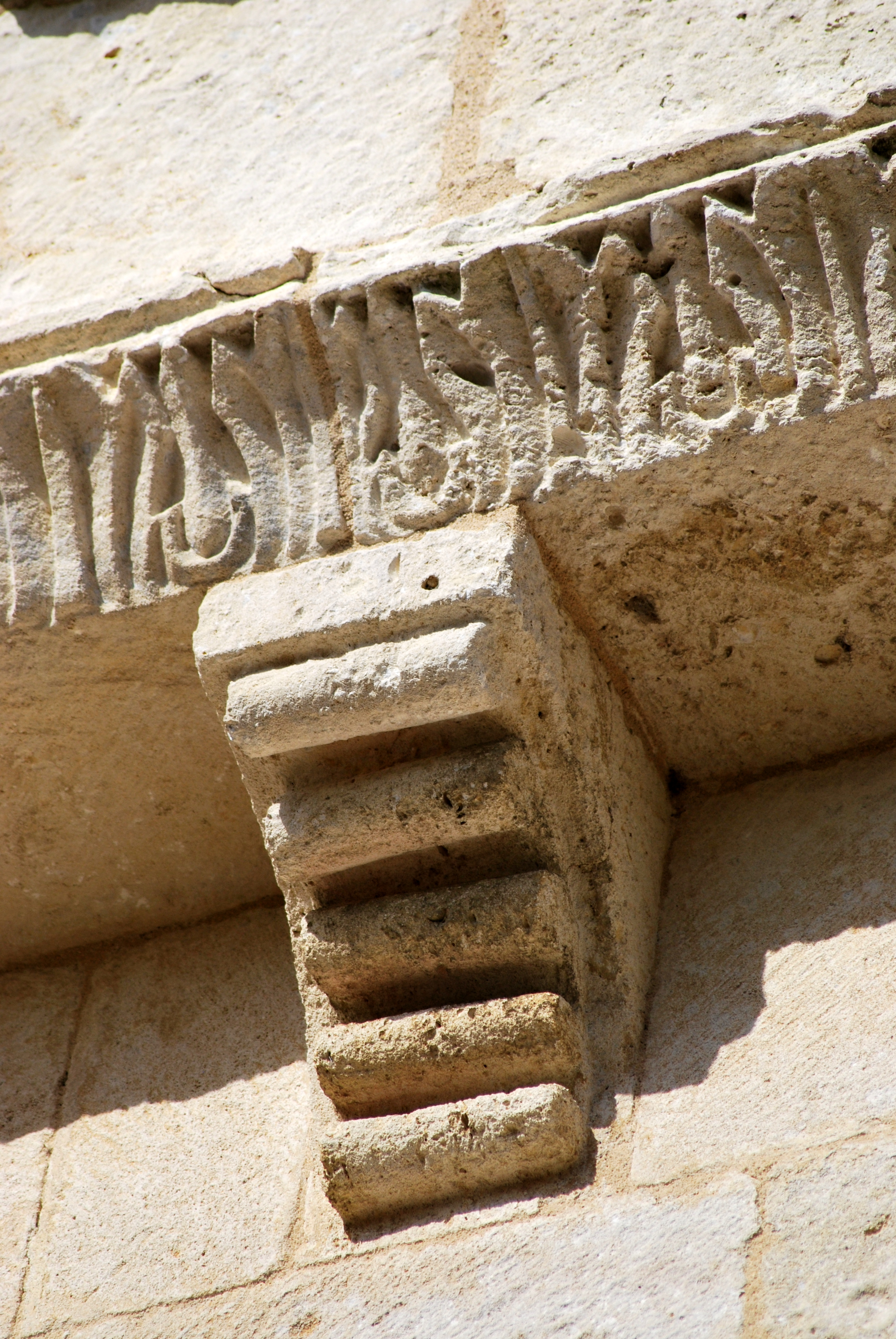
Rouleaux
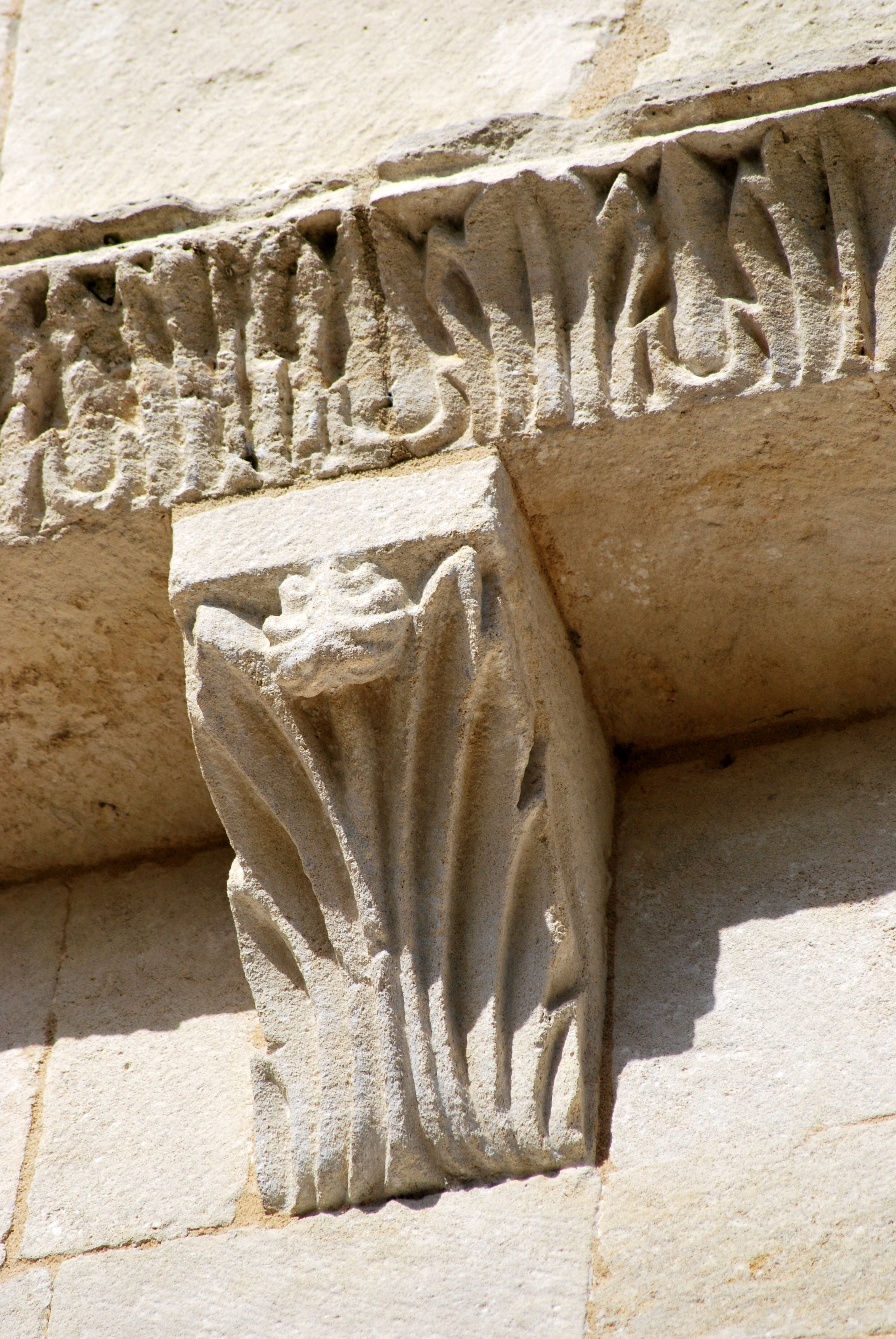
Feuille d'acanthe
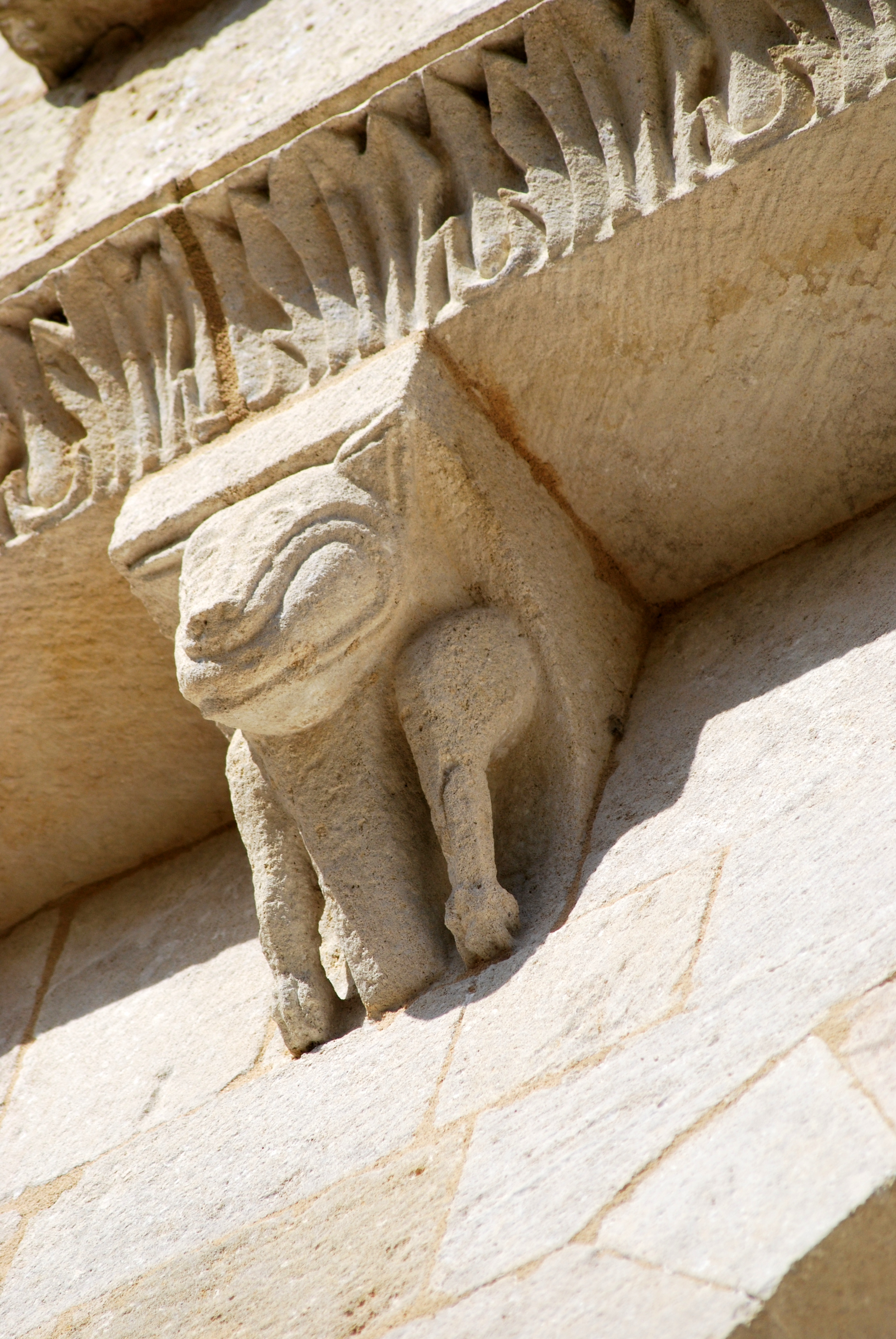
Bête maléfique
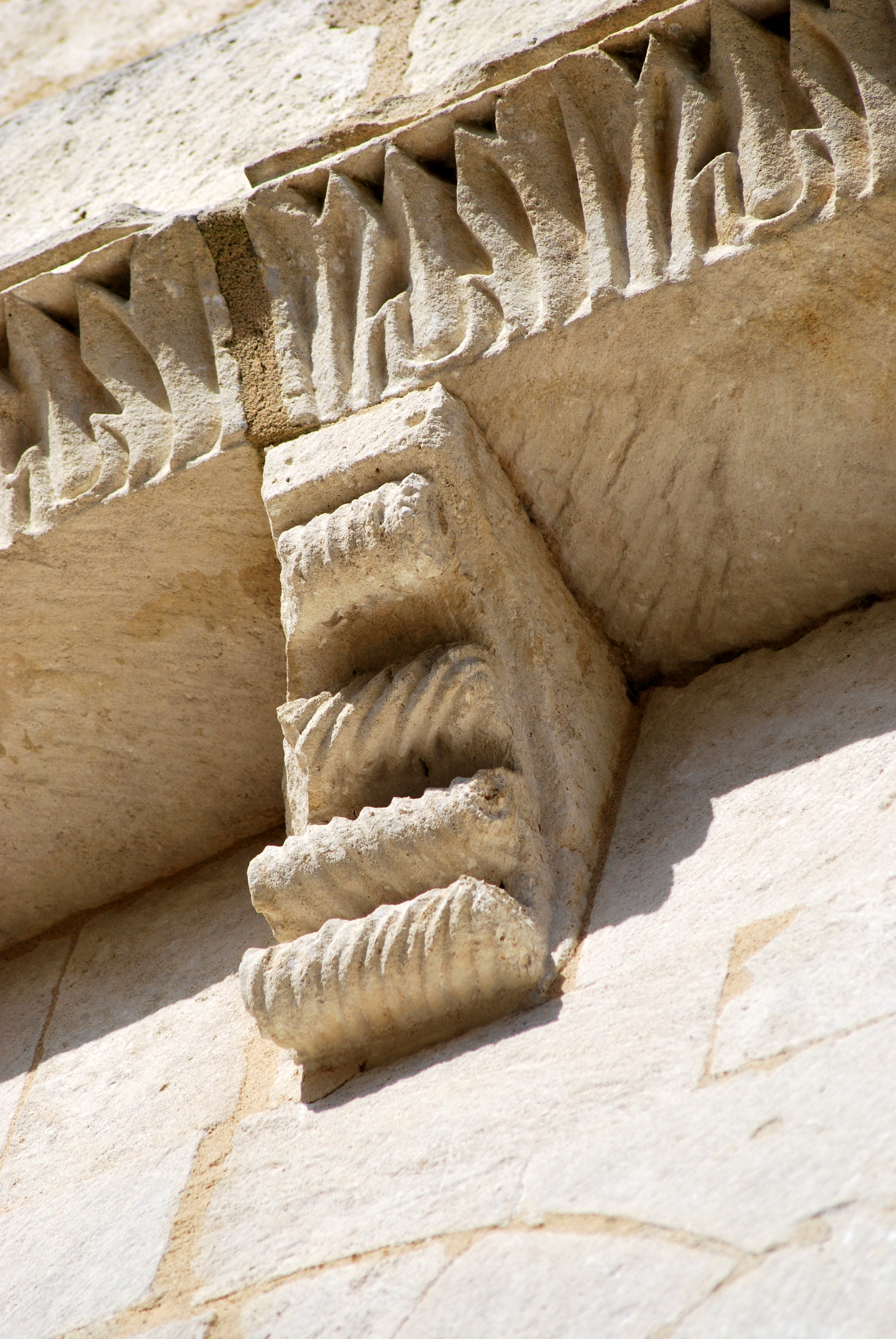
Rouleaux
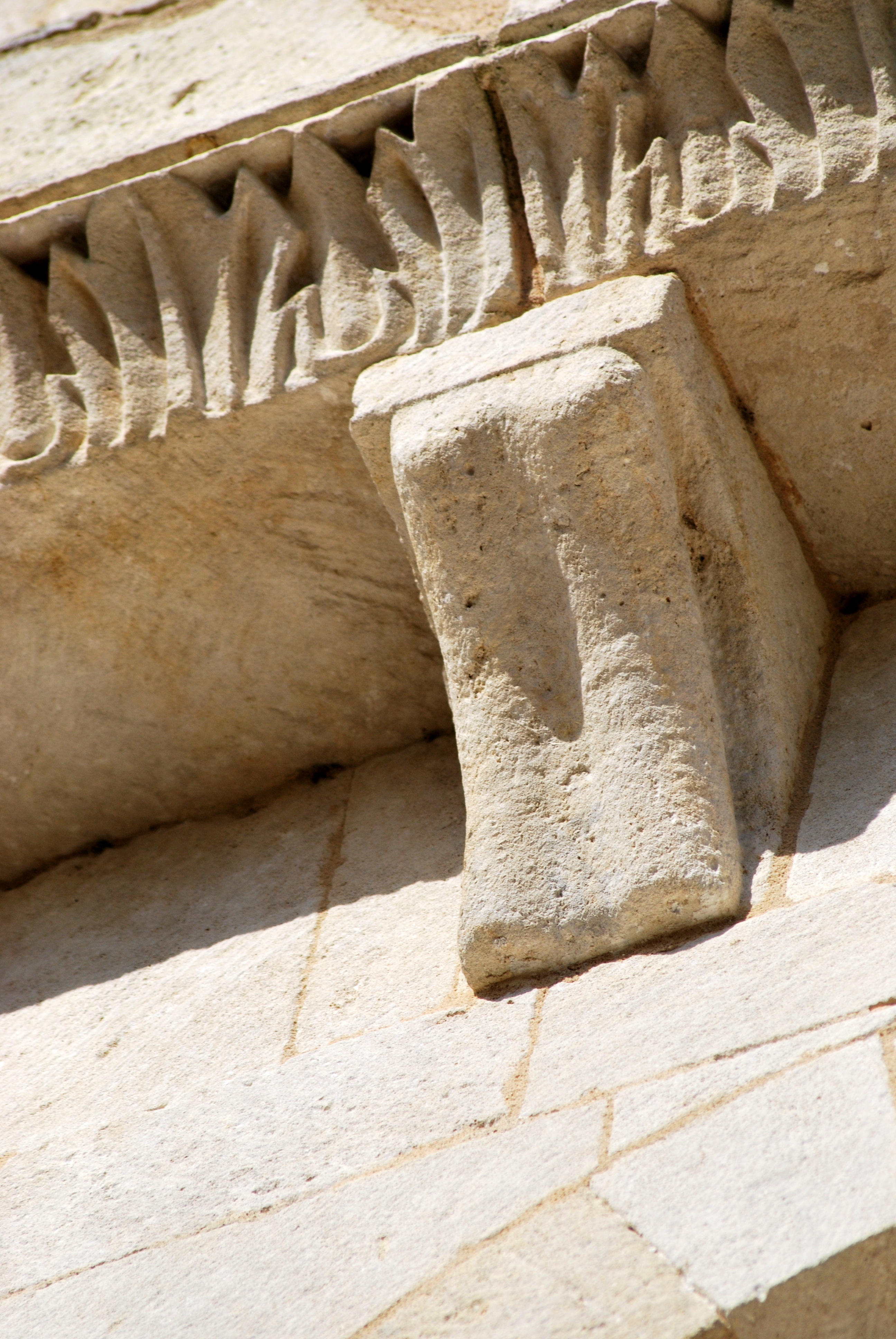
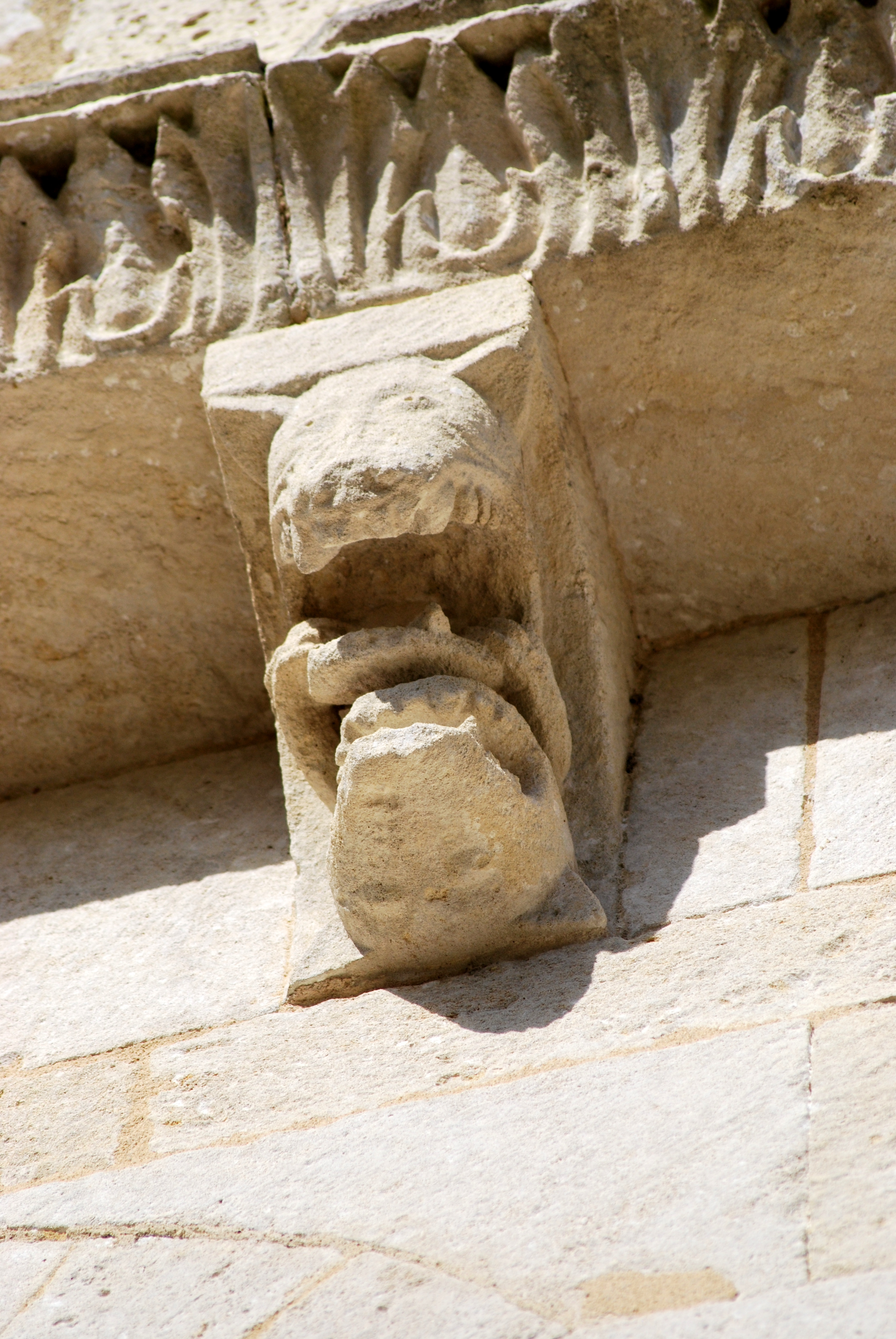
Monstre dévorant l'homme
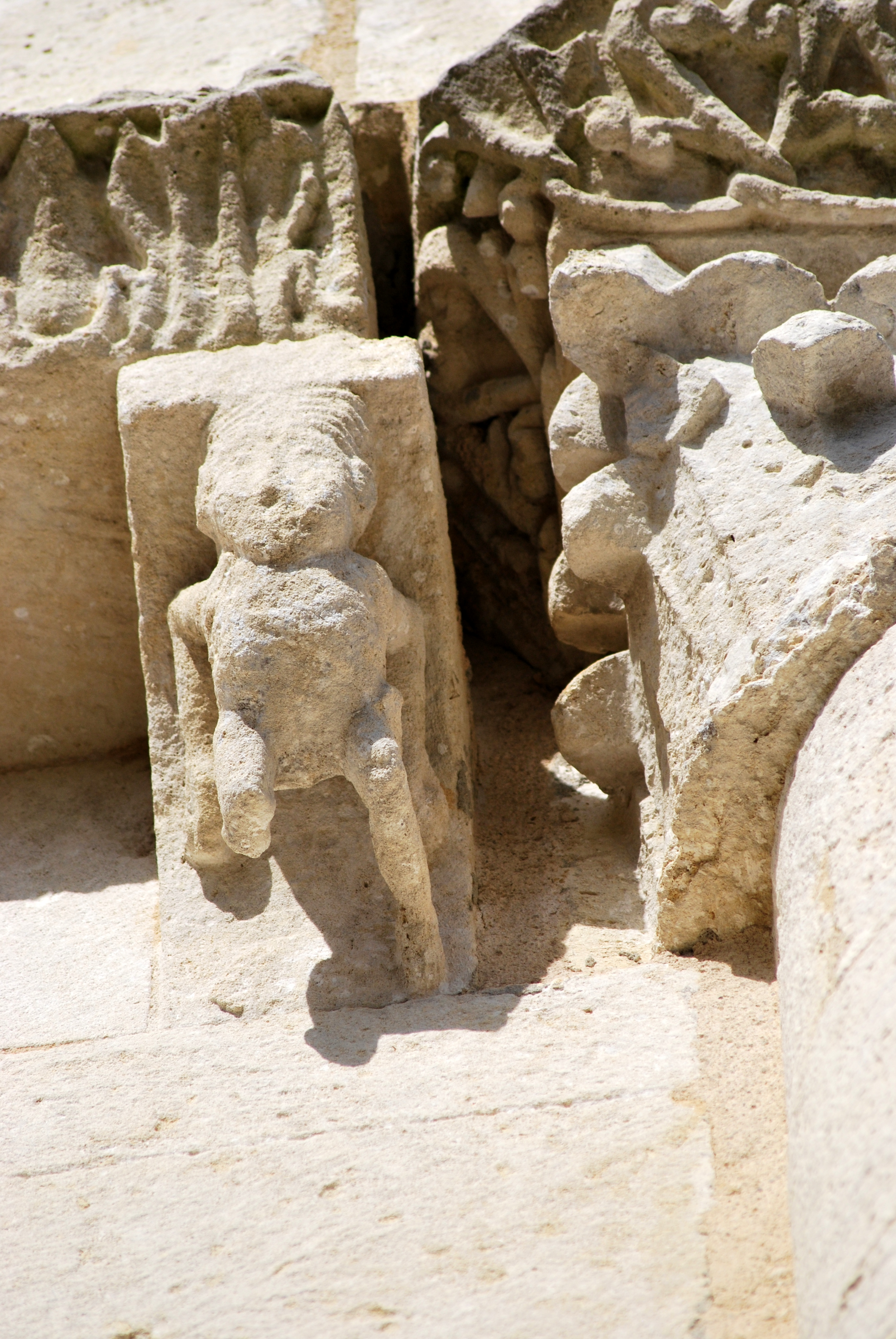
Homme nu

Le chevet : 
Autour du chevet, les modillons sont exclusivement des symboles du péché : un dolio (instrument de musique à vent utilisé par les saltimbanques), un acrobate dont les contorsions le transforme en monstre, une bête maléfique, un lapin, symbole de la sexualité débridée, un couple d'hommes, un loup avec un objet cylindrique dans la gueule, un homme ithyphallique et un homme bien habillé touchant ses cheveux, un des symboles de la vanité, qui encadrent le chapiteau avec deux sirènes tentatrices.

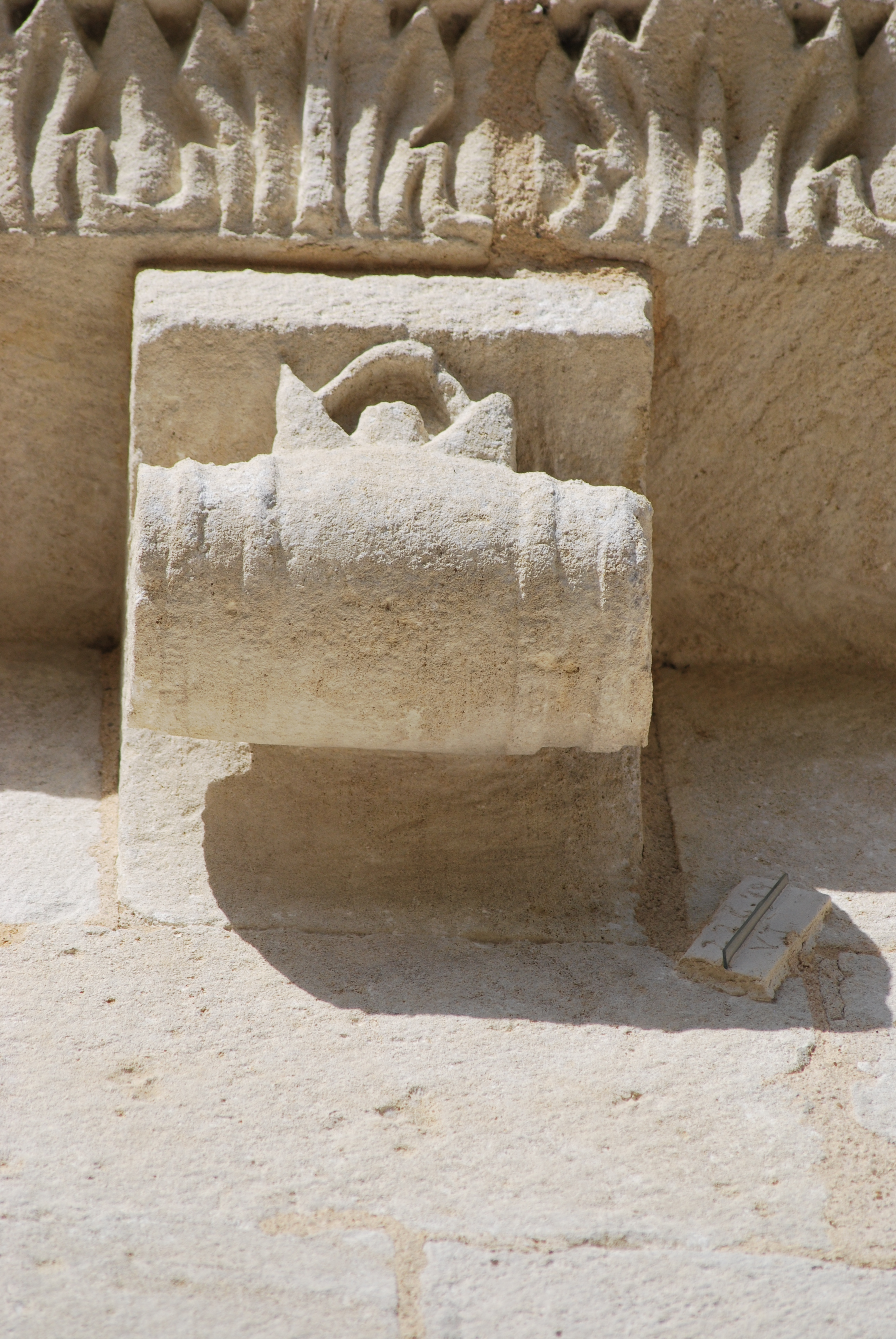
Dolio
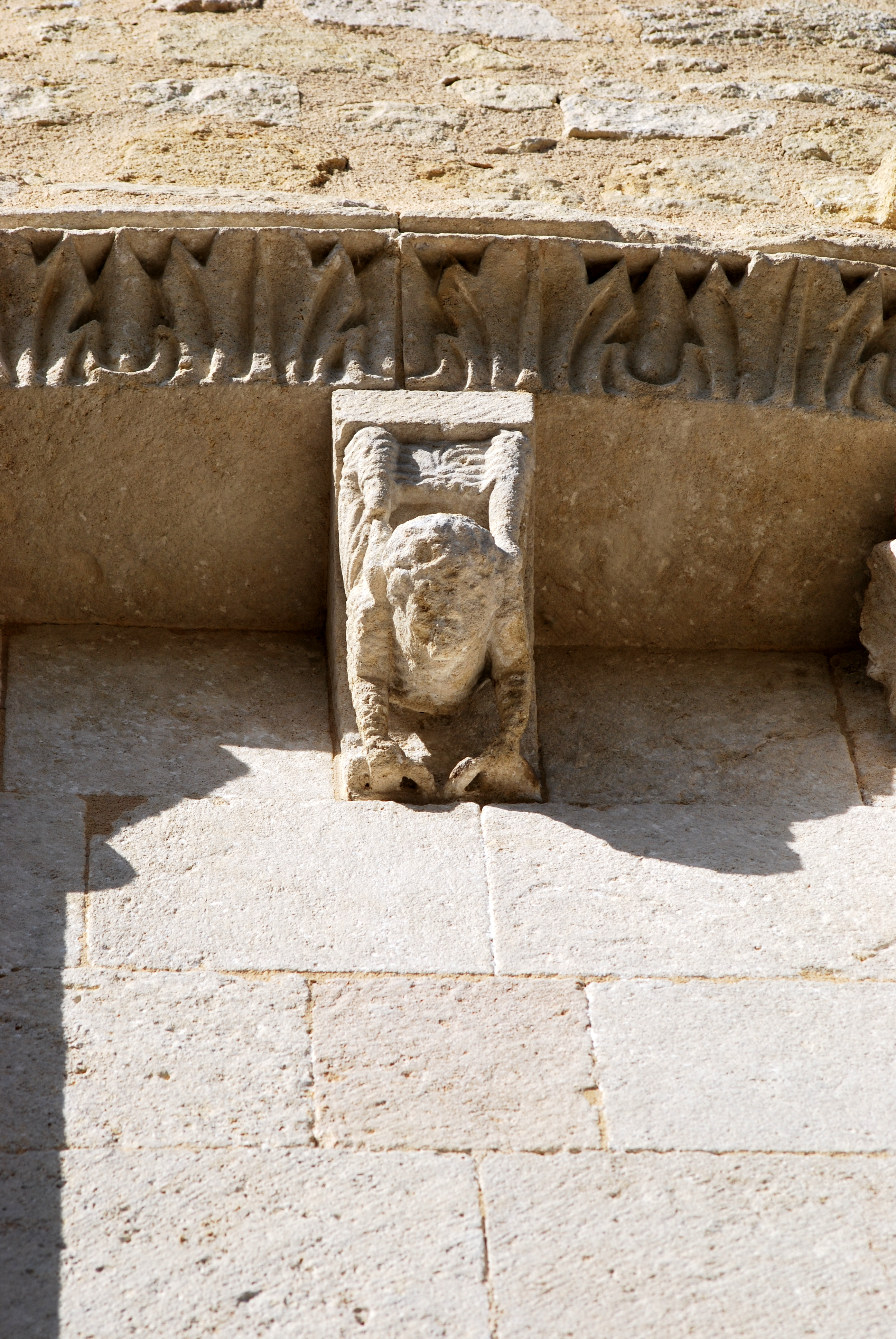
Acrobate
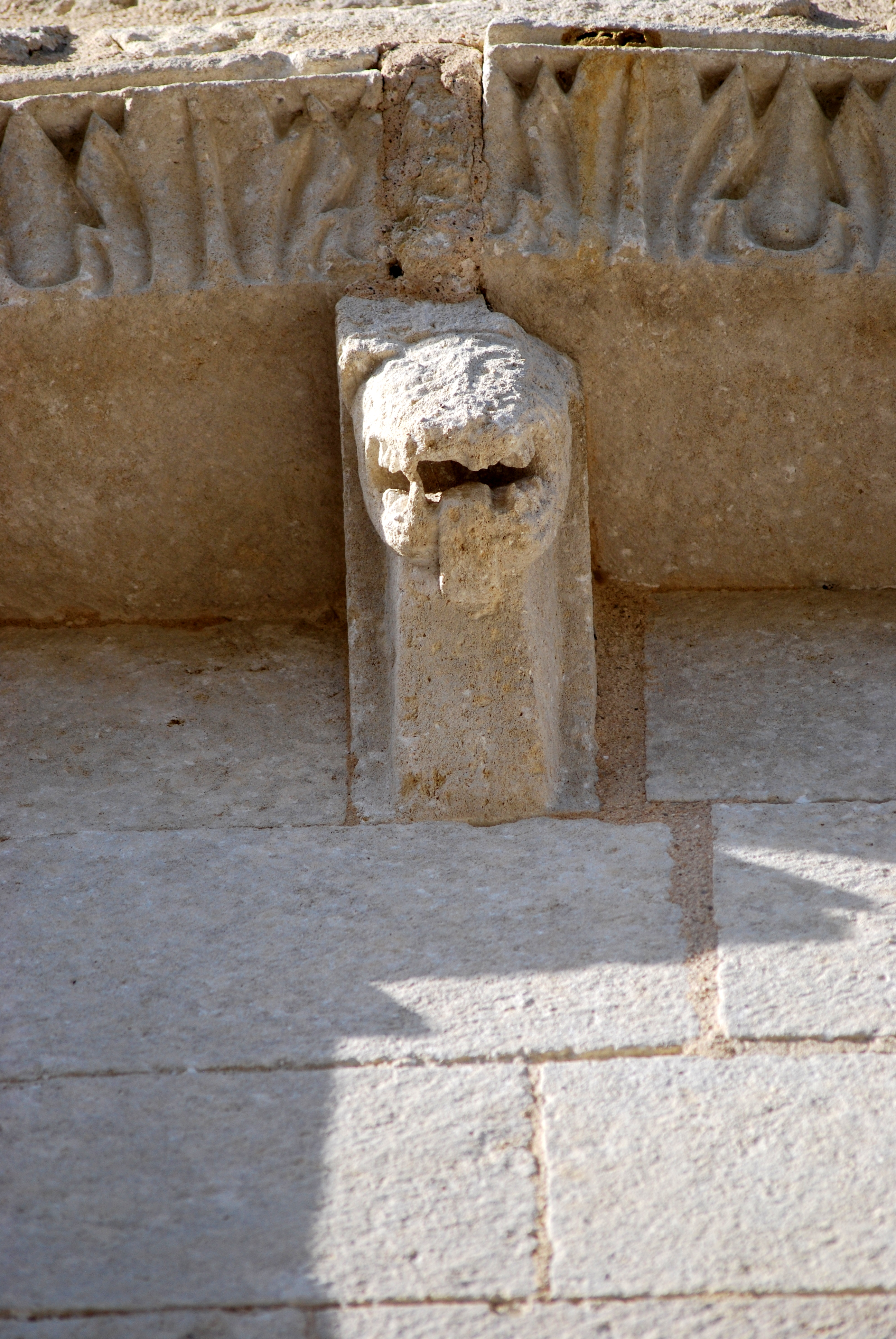
Loup
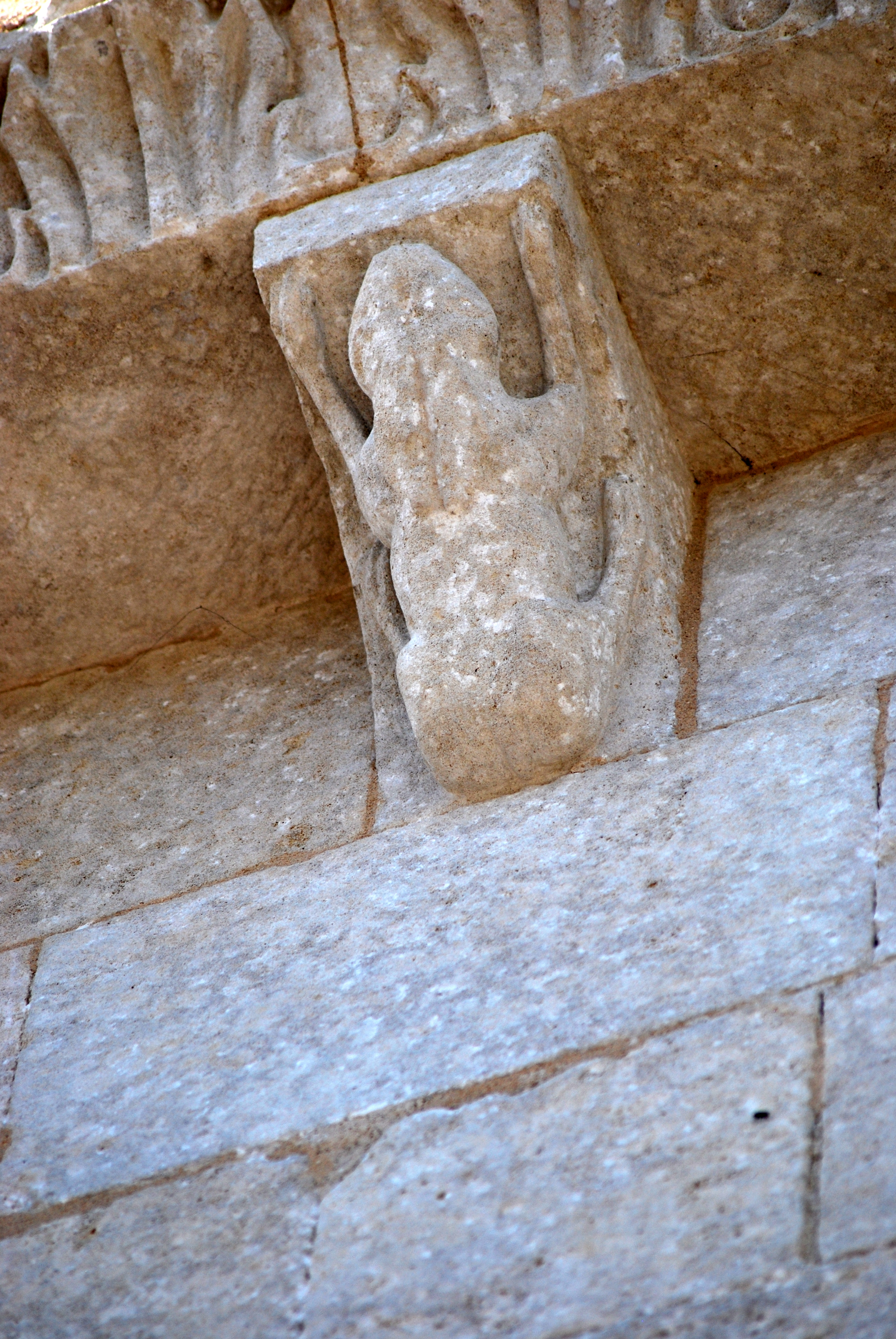
Lapin
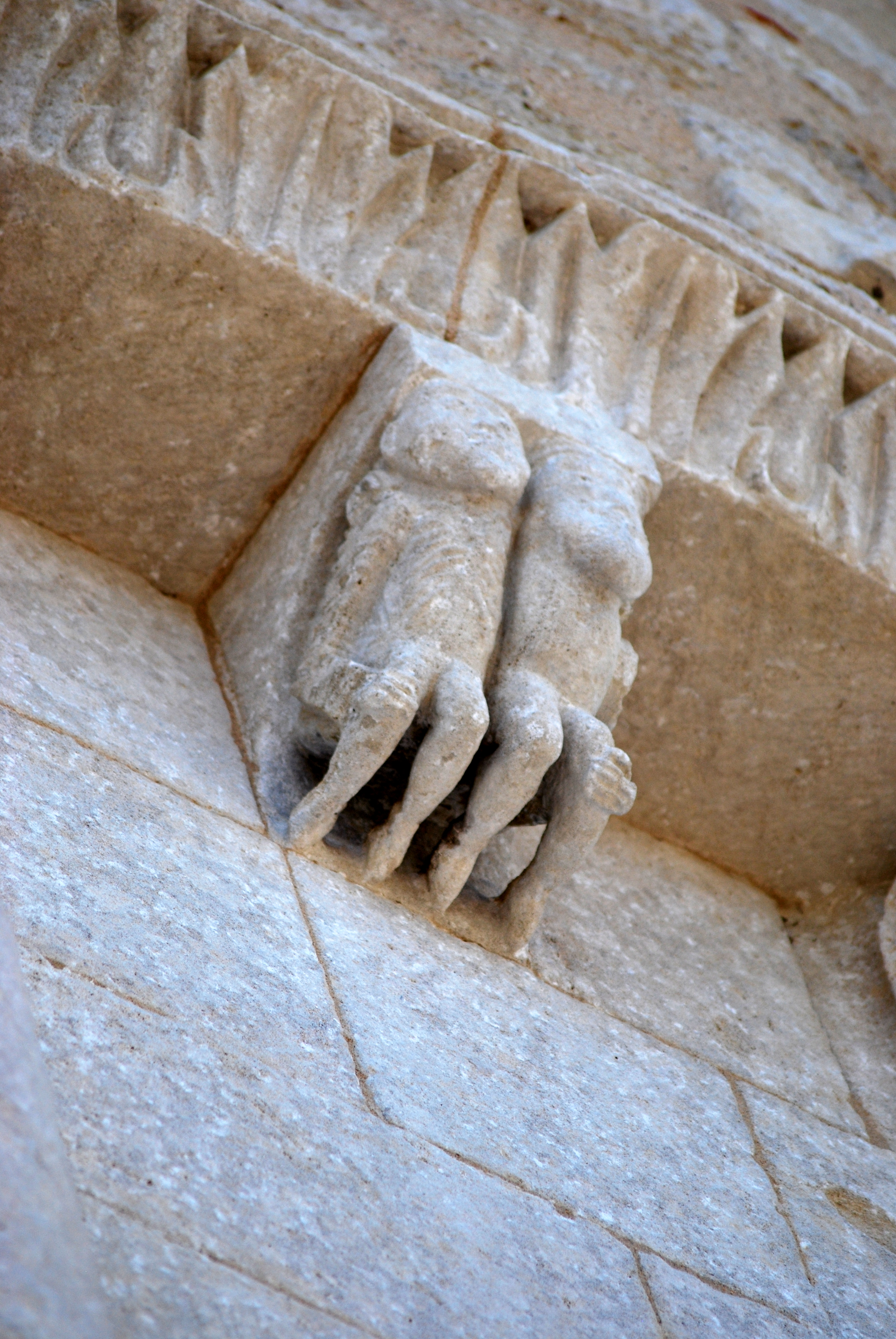
Couple d'hommes
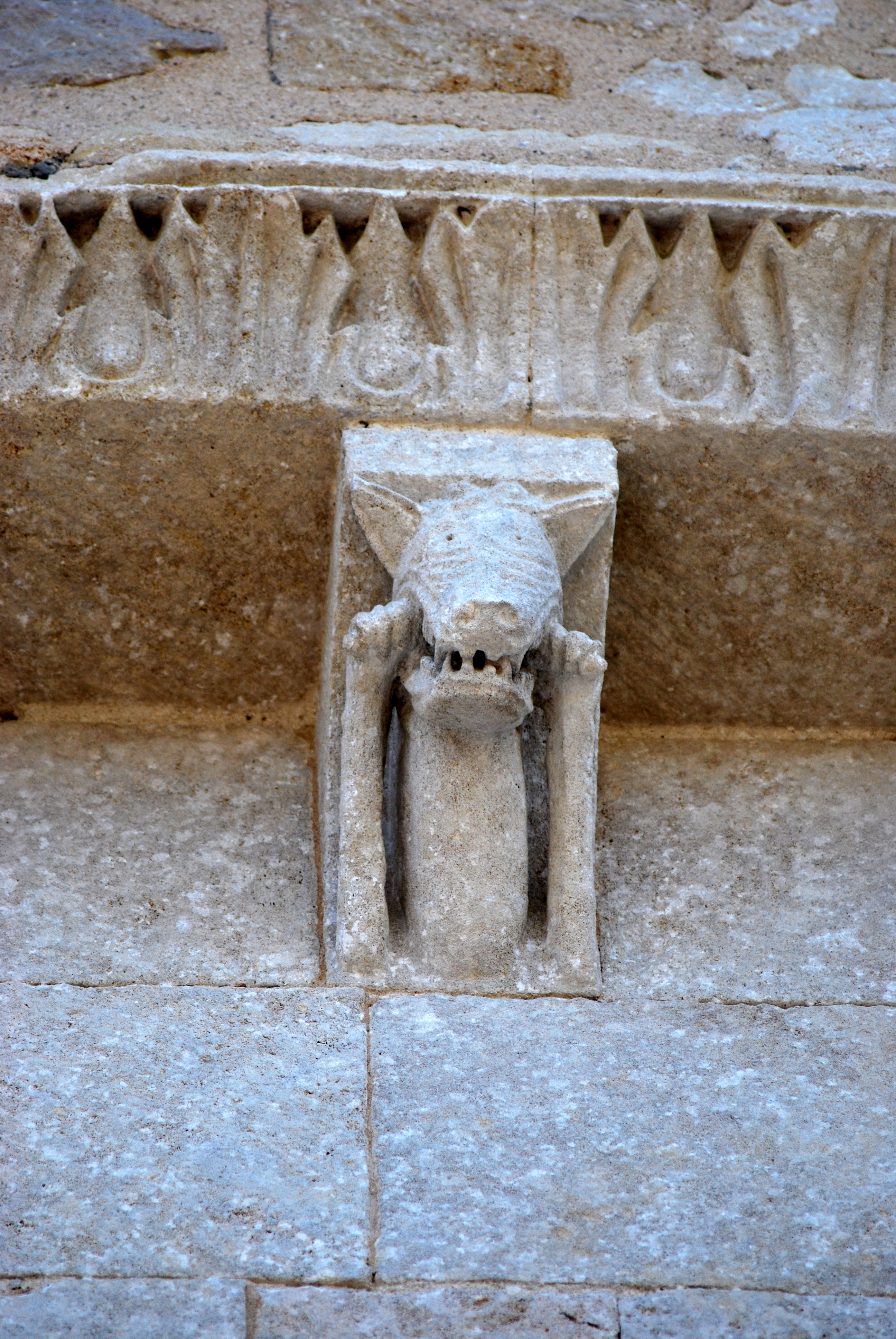
Loup avec objet cylindrique
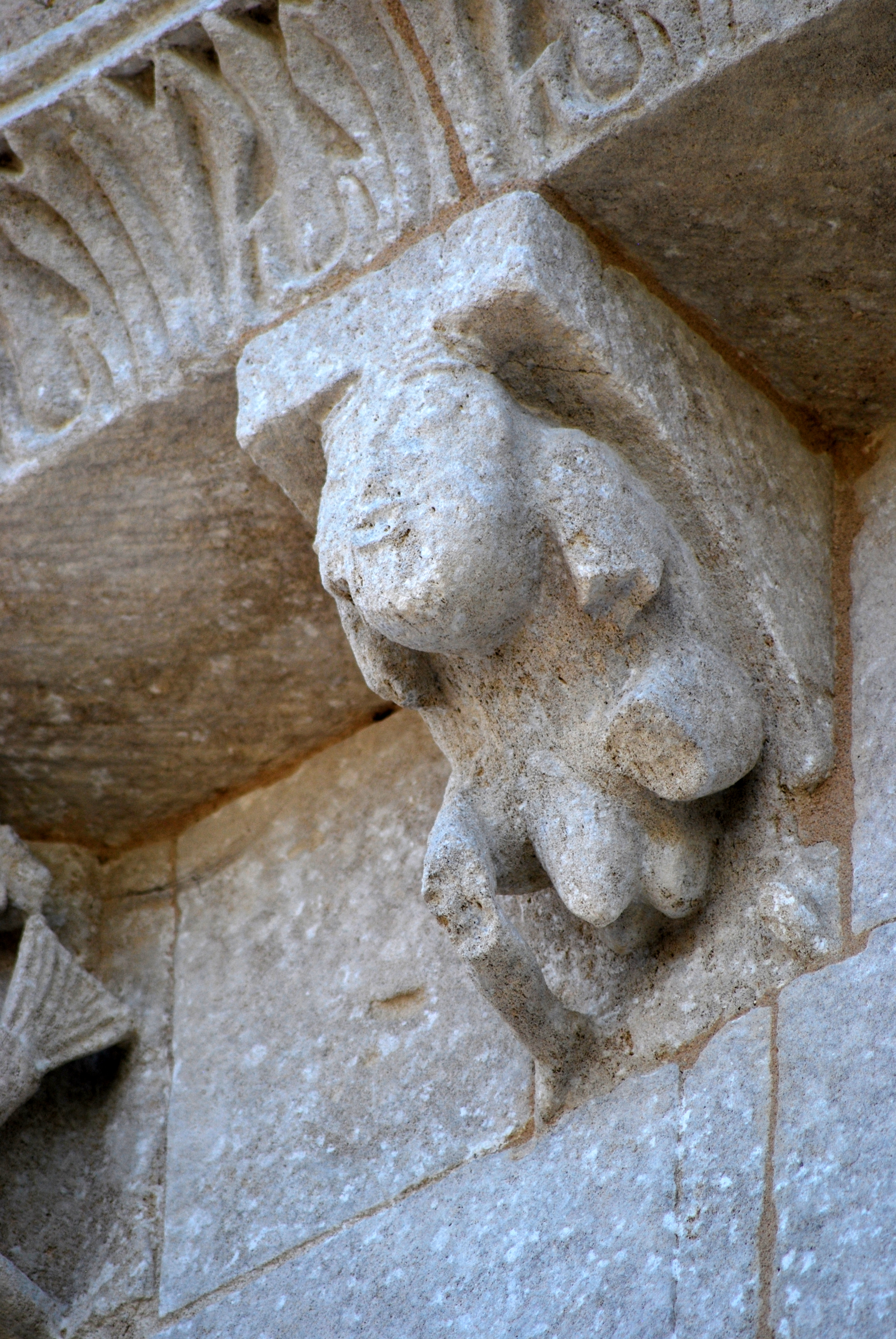
Homme ithyphallique
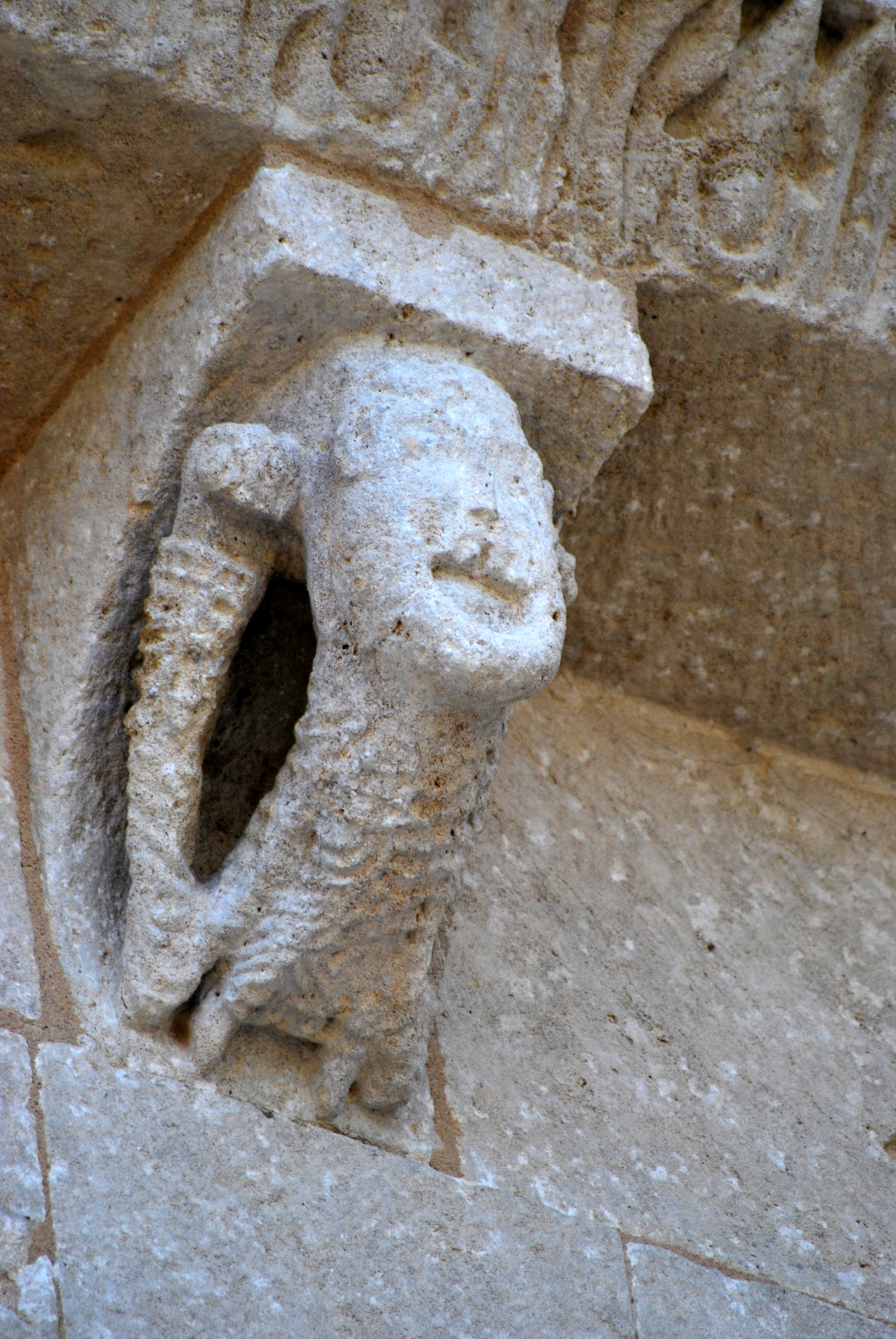
Toucher de cheveux

Le mur nord : 
La série de modillons continue sur le mur nord. Ils sont cachés sous les combles du bas-côté. Cette protection, depuis cinq siècles, a permis de conserver des traces de peinture polychrome datant de l'époque médiévale.
On trouve un homme bicéphale, un homme nu tenant des fruits de la tentation dans chaque main et assailli par des serpents issus de son pubis, un joueur de vielle tout nu, un homme nu, accroupi et tirant ses commissures avec ses mains, un couple d'hommes, un homme agenouillé avec une longue chevelure et un protomé de loup.
Dans l'iconographie des modillons cette série est une évocation de la luxure.

### L'iconographie intérieure
La décoration romane de l'église est très riche. Elle se trouve, comme d'habitude, autour de l'arc triomphal, le chœur et le chevet.

#### Le pilier nord de l'arc triomphal
Au nord de l'arc triomphal, le pilier consiste en trois colonnes engagées. Chaque colonne porte une corbeille historiée. Les scènes sont des copies des corbeilles qui se trouvaient à l'abbaye de la Sauve-Majeure. Elles sont faites par un atelier un peu moins talentueux que celui du « Maître de La-Sauve ».
Baptême de Jésus : 

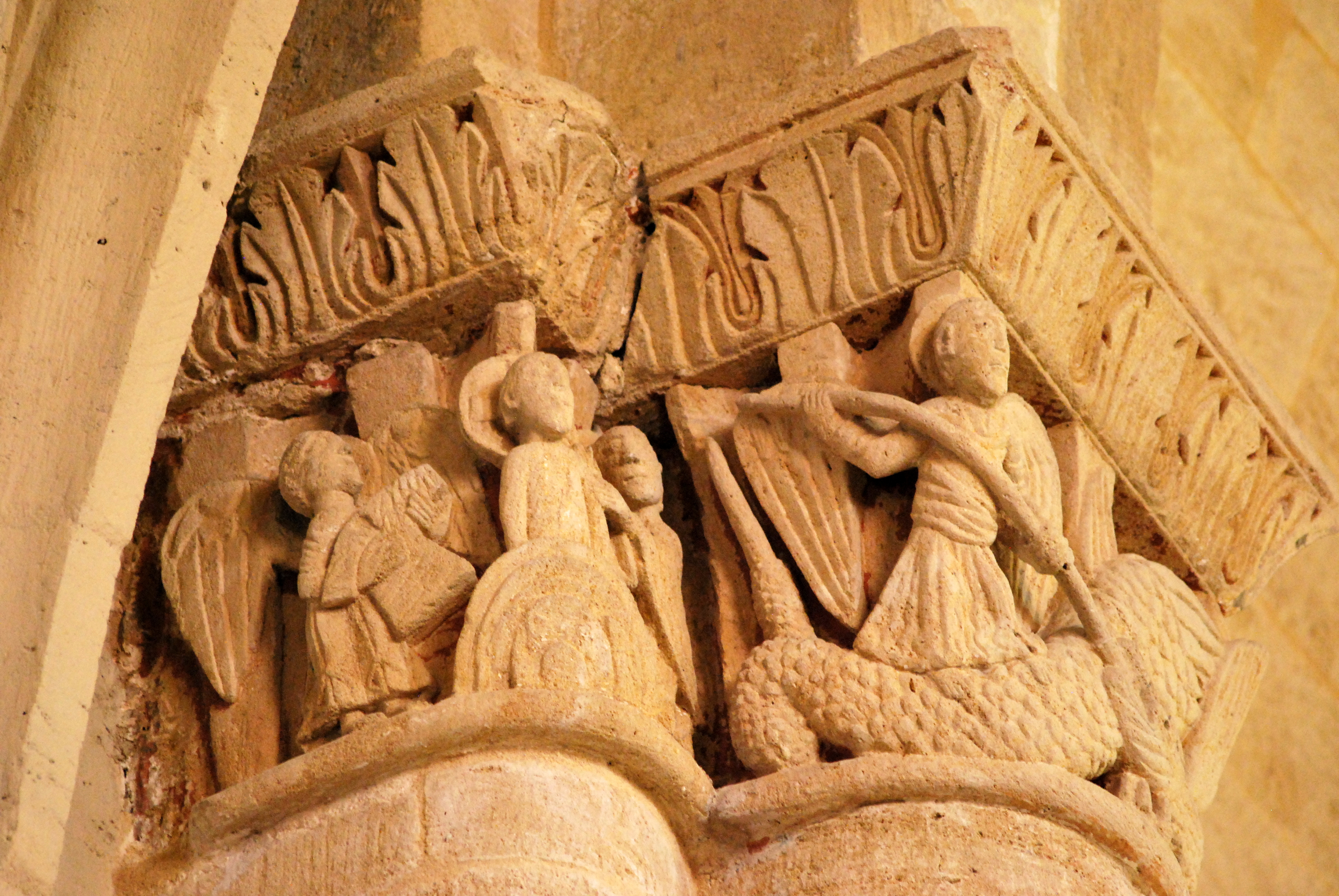
Baptême de Jésus

La face principale de la corbeille montre un ange déployant ses ailes et tenant la tunique du Christ. Au-dessus de sa tête, un météore informe représente probablement la colombe du Saint-Esprit. Cette figuration surprenante n'est pas décrite dans les Évangiles.
Jésus se tient debout à l'angle de la corbeille, dans une attitude figée, les bras plaqués au corps. Il est immergé dans la rivière Jourdain symbolisée par cinq demi-cercles concentriques et des poissons. Jean-Baptiste, dans le petit coin, est vêtu d'un manteau plissé. Sa main gauche tient l'épaule de Jésus. Dans la typologie dominante à l'époque, Jean aurait dû se situer à droite de Jésus, à la place de l'ange.
Ce chapiteau possède un équivalent à l'église Saint-Siméon à Bouliac.
Michel terrassant le dragon :

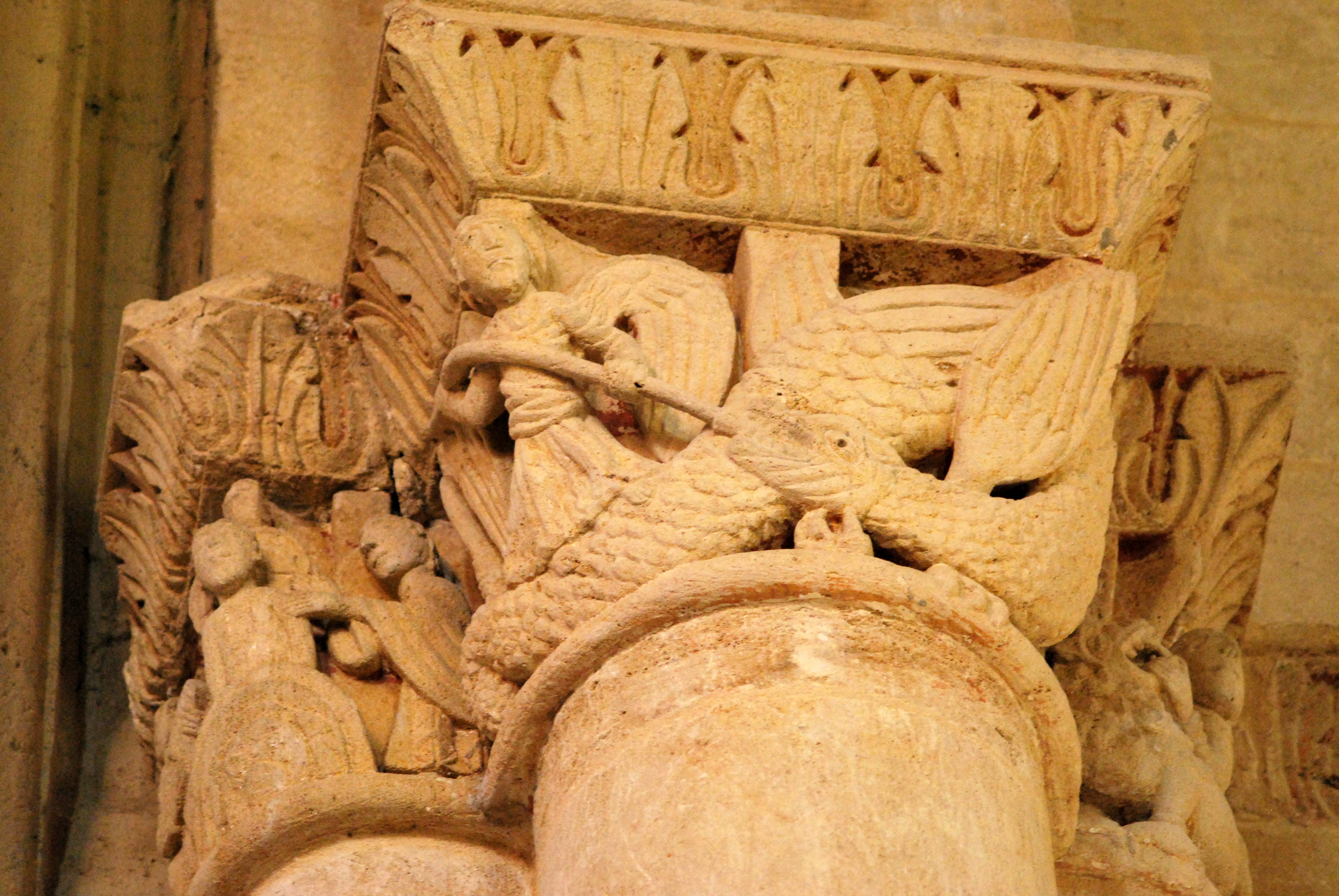
Michel terrassant le dragon

Cette corbeille (avec sa voisine directe au sud consacrée à Daniel dans la fosse) est une des pièces maîtresses de l'église. L'énorme dragon aux pattes ailées est vaincu par un petit ange aux pieds nus. La figuration de l'ange est générique : une tête nimbée, le visage stoïque, les ailes éployées et le geste impérieux et victorieux. Le fer de lance transperce le gosier du dragon.
L'archange qui piétine le dragon est généralement considéré comme étant saint Michel.
Samson et le lion de Thamnatha : 

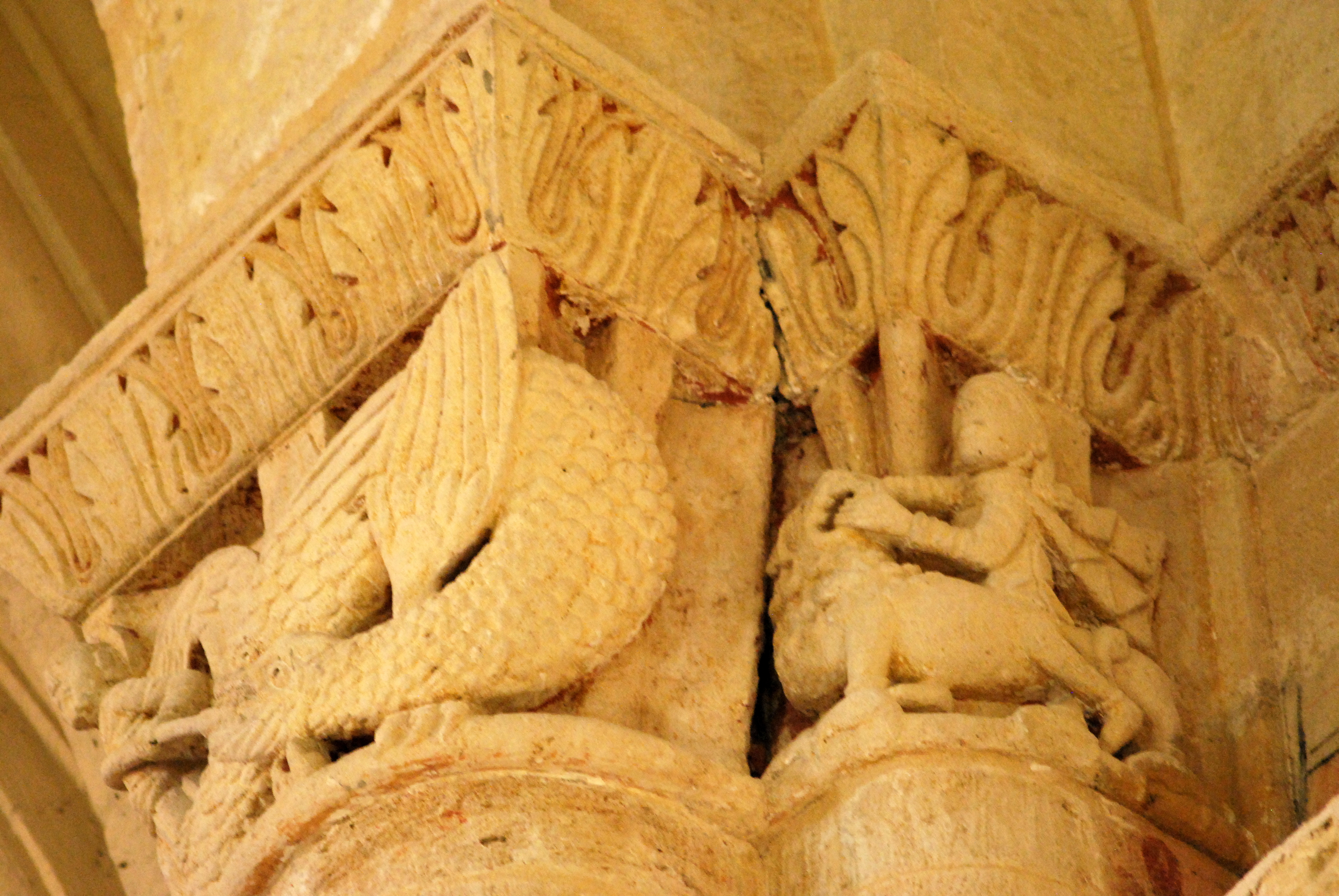
Samson tuant le lion

Les exploits de Samson (contre les Philistins, avec Dalila, tuerie du lion) comme décrites dans le livre des Juges, chapitres XIII à XVI, étaient très populaires dans l'iconographie romane. La plus fréquente représentation était Samson tuant le lion de Timnath à mains nues (chapitre XIV, v 6).
Au-dessus de la troisième colonne engagée du pilier, on trouve un Samson qui tue un lion à mains nues. On le voit à califourchon sur le dos du lion en train de lui déchirer la gueule en deux. Samson regarde les cieux, en gratitude à Yahweh, dont l'esprit vient de fondre sur lui pour lui communiquer cette force invincible.
La corbeille est une copie dont l'original se trouve à l'abbaye de La Sauve-Majeure.

#### Le pilier sud de l'arc triomphal
Il présente également trois colonnes engagées avec des corbeilles historiées, dont les originaux se trouvent à La Sauve-Majeure : un Daniel dans la fosse aux lions et deux centaures affrontés.
Daniel dans la fosse : 

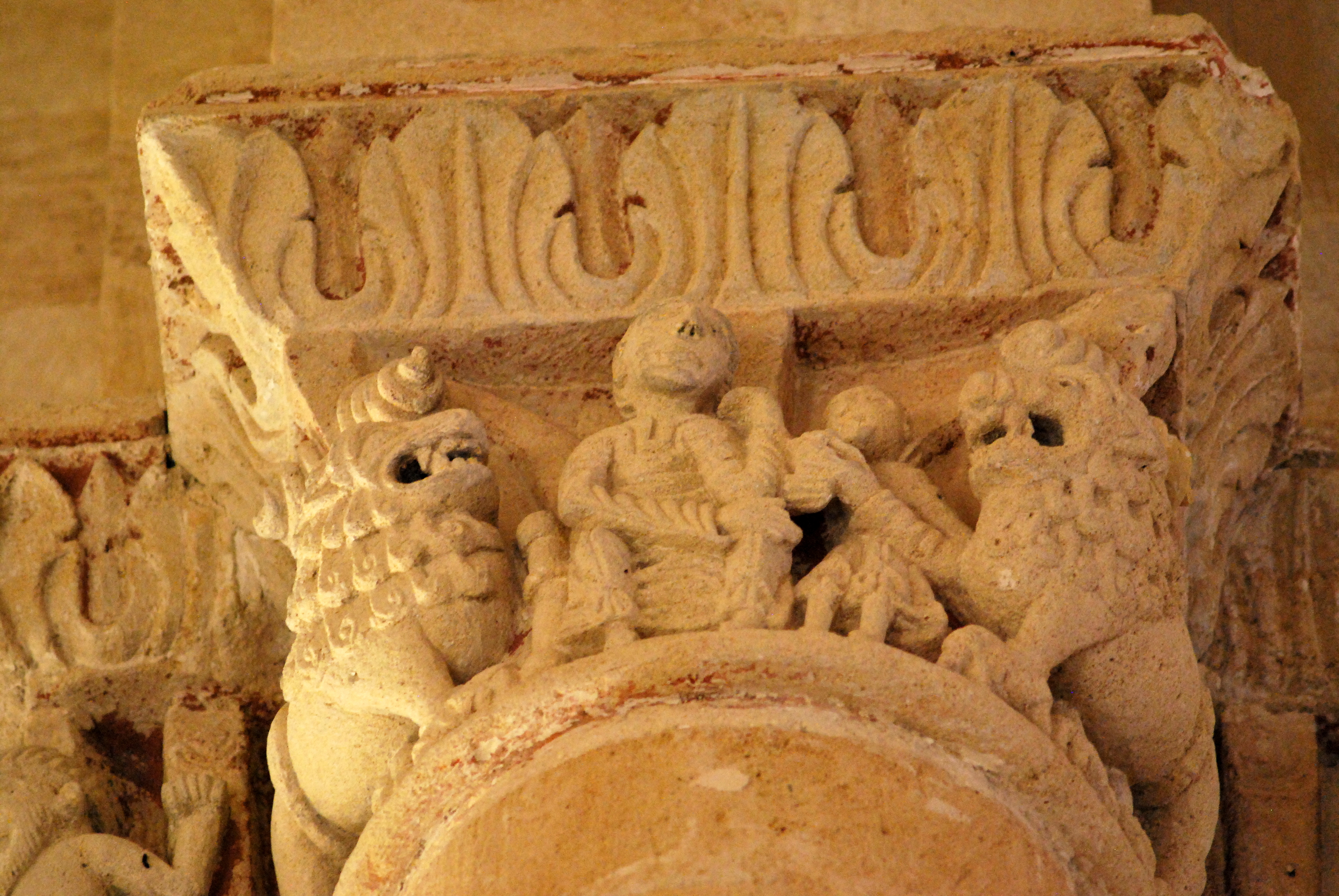
Daniel dans la fosse

Cette corbeille, par ses dimensions et la qualité de son exécution, est une des grandes œuvres de l'église ; le modèle originel se trouve à l'abbaye de La Sauve-Majeure, où elle est la pièce la mieux connue du sculpteur anonyme, nommé 'Le Maître de La Sauve'.
Daniel est assis sur une chaise entre deux lions. Il penche la tête à gauche pour la poser sur sa main gauche. Entre Daniel et le lion, se trouve le petit prophète Habacuc, qui lui apporte un repas : « Serviteur de Dieu, prends le repas que Dieu t'a envoyé » (Livre de Daniel, chapitre XIV, v. 36).
Les centaures :
Les deux corbeilles qui encadrent Daniel dans la fosse comportent chacune un centaure masculin et, en principe, ils sont complémentaires. Ils sont des copies assez fidèles de « deux centaures affrontés » du chœur de l'abbaye de La Sauve-Majeure que l'effondrement de la voûte en 1806 a partiellement détruit. Cependant, il y a une différence majeure dans leurs disposition : le premier centaure tourne le dos au public et bande son arc en direction d'un mur aveugle !
La signification des centaures à l'époque romane était très codifiée : le type sagittaire (avec arc bandé), queue droite et pendante, était le centaure de Dieu qui était chargé d'exterminer les créatures pécheresses ou démoniaques ; sa cible, ici, aurait dû être, comme à La Sauve-Majeure, l'autre centaure représentant le péché mortel, avec sa queue sexualisée et fleuronnée affichant la virilité. L'explication probable pour cette inversion est que, pour viser correctement, la flèche devait passer par Daniel ou Habacuc et il est impensable de laisser penser que les deux prophètes puissent être soupçonnés d'être des agents du Mal.

#### Arc doubleau intermédiaire du sanctuaire
Les trois corbeilles du faisceau sud constituent un ensemble original et insolite qui n'a pas son équivalent à l'abbaye de La Sauve-Majeure. Il est consacré à trois épisodes de la vie d'Abraham, selon le récit du livre de la Genèse : 
- L'alliance entre Dieu et Abraham (chapitre XVII) : Abraham, âgé de 99 ans et sa femme Sarah, âgée de 90 ans, n'ont pas d'enfant. Dieu apparait à Abraham et lui propose une alliance. Il lui promet de nombreuses descendants, parmi lesquels des rois qui régneront sur le pays de Canaan, et lui annonce que Sarah enfantera Isaac et que son fils Ismaël, dont la mère est Agar, la servante égyptienne de Sarah, engendrera douze princes et une grande nation. En échange, Abraham et tous ses descendants devront le reconnaître comme leur seul Dieu. Le signe de l'acceptation de l'alliance est la circoncision de tous les mâles de la maisonnée d'Abraham et leurs descendants. Abraham accepte et circoncit tous ses mâles, dont lui-même, Ismaël et ses esclaves (Genèse, chapitre XVII).
- Le sacrifice d'Isaac (chapitre XXII) : Quelques années plus tard, pour éprouver la foi d'Abraham, Yahweh lui demande de sacrifier son fils en holocauste (sacrifice humain par le feu après immolation). Dans la tradition juive, reprise par la tradition chrétienne, le fils est Isaac, âgé d'environ 25 ans — dans la tradition islamique, le fils est Ismaël, âgé d'environ 37 ans. —. Au dernier moment du sacrifice, l'ange de Dieu arrête le bras d'Abraham et indique un bélier qui doit remplacer le sacrifice humain.
- Les mœurs des hommes de Sodome (chapitre XIX) : Quelques jours après l'alliance avec Yahweh, Abraham reçoit la visite de trois anges qui sont en route pour la ville de Sodome. Ils ont comme but la vérification des mœurs des hommes de Sodome qui « offensent » Yahweh. À Sodome, ils logent chez Loth, neveu d'Abraham, constatent les « offenses » et les villes de Sodome et Gomorrhe sont détruites par le feu céleste. Le texte originel de la Genèse est ambiguë sur le sens des « offenses » (voir l'article Sodome). Cependant, pour les pères de l’Église et en particulier pour saint Augustin d'Hippone, c'était sans ambiguïté, l'offense était l'homosexualité masculine qu'ils condamnaient fermement. Les idées de saint Augustin sur la sexualité et le péché originel ont profondément influencé l’Église jusqu'à nos jours. Il est assez fréquent de trouver des rappels contre les « relations impures » entre hommes dans les sanctuaires réservés aux clercs.

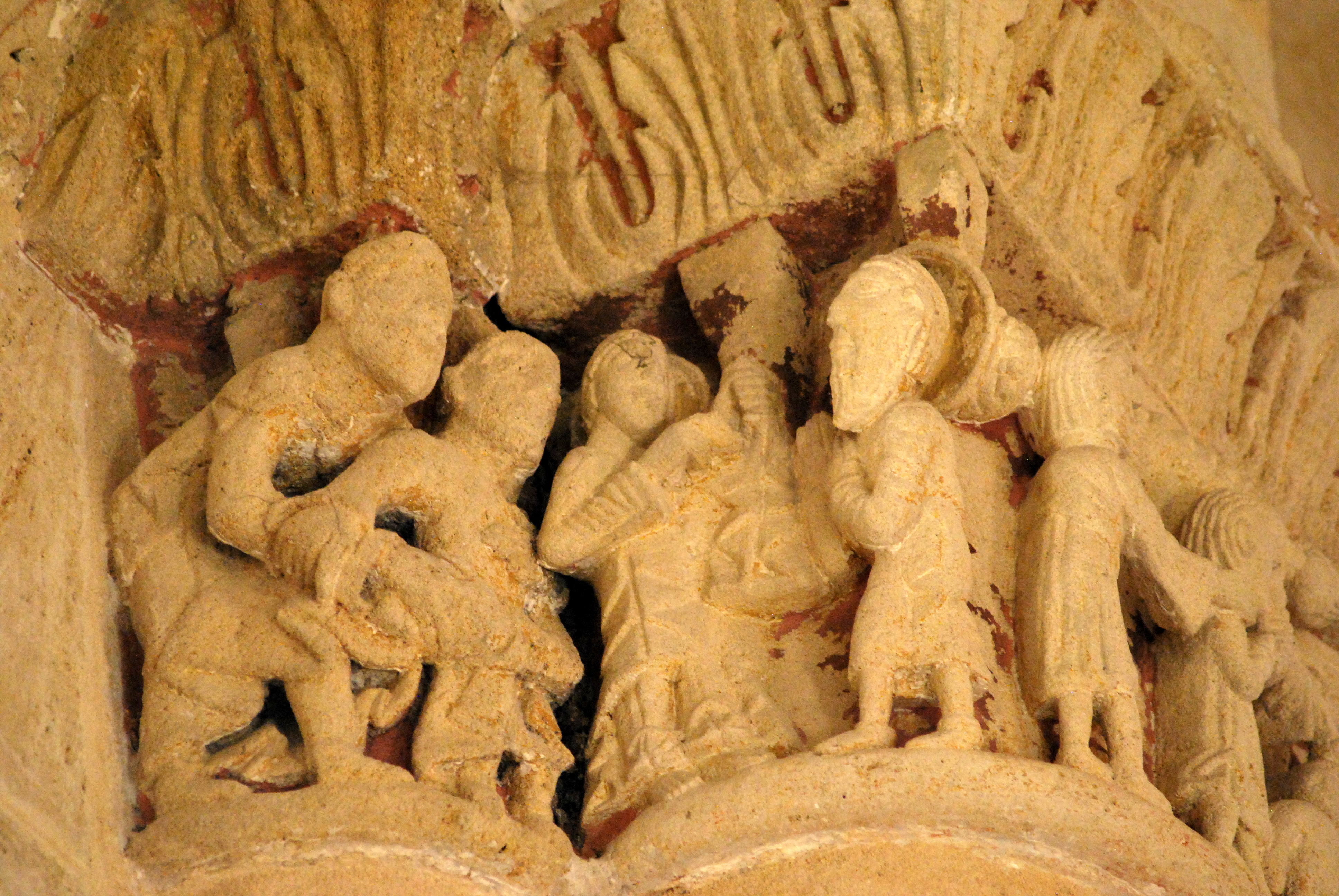
La circoncision d’Ismaël

La circoncision de la maisonnée d'Abraham : 
On voit, à droite, Abraham  devant Yahweh représenté à l'image de l'homme. C'est la première théophanie d'Abraham. Yahweh porte une tunique longue au plissé triangulaire et est nu-pieds. Entre ses mains, il exhibe un linge épais. Il y a deux significations à y attribuer : l'un est qu'il s'agit du « linge de la circoncision », l'autre qu'il s'agit du « linge de la maternité » promise à la vieille Sarah.
À gauche, on voit un garçon tenu par un homme, en attente d'être circoncis : le garçon est probablement Ismaël, âgé de 13 ans, le fils d'Abraham et d'Agar.
Le sacrifice d'Isaac :

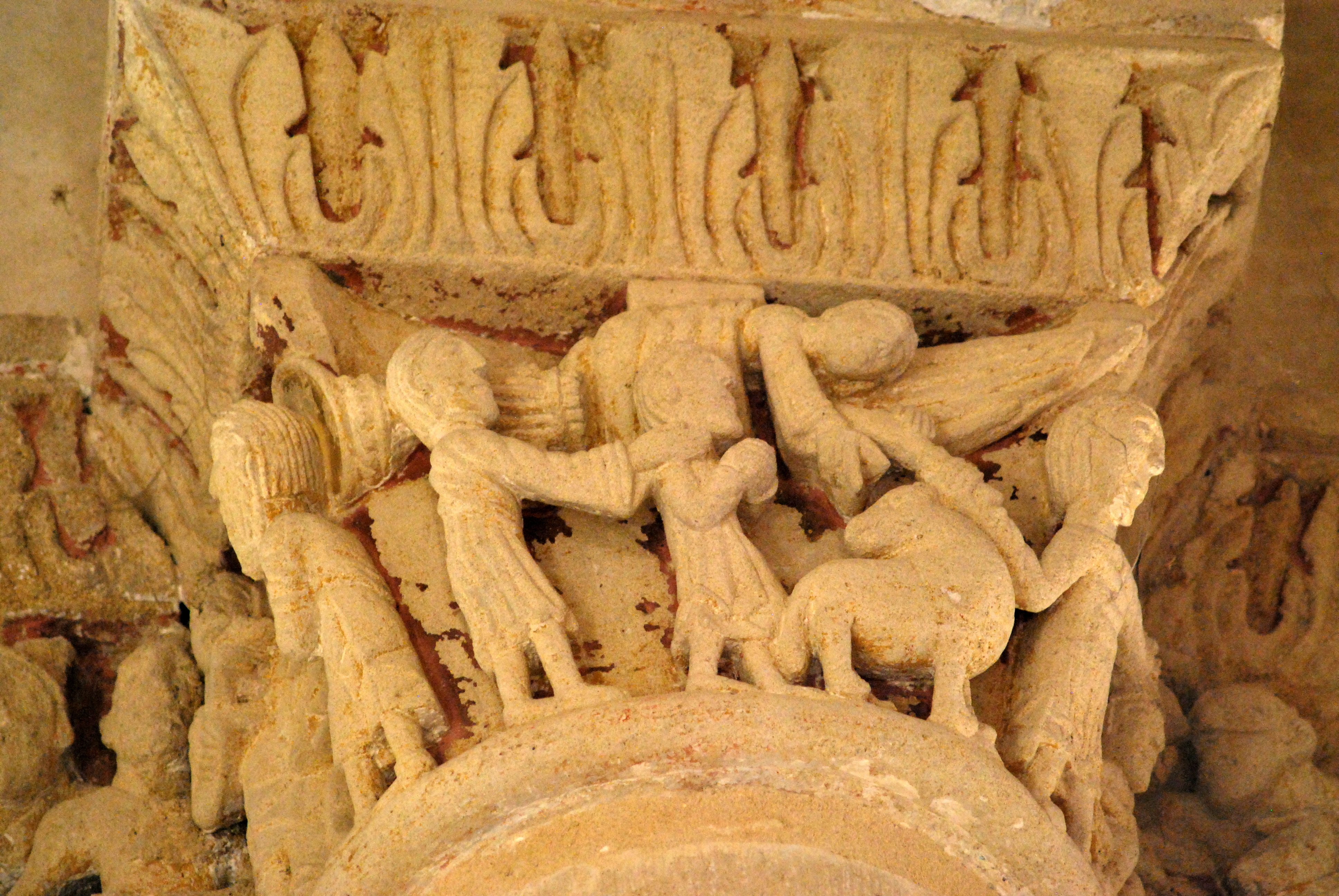
Le sacrifice d'Isaac (1)

Il y a deux étapes : d'abord, Abraham et Isaac sont vus de profil en train de gravir le mont Moriah. Abraham porte le bois pour l'holocauste et appuie sa main droite sur l'épaule d'Isaac, lequel avance avec les mains sur le cœur. Abraham n'est plus un vieillard, il a rajeuni et est une jeune patriarche imberbe. L'imagier a suivi une tradition purement juive, véhiculée par la Midrash, qui affirme qu'à la naissance d'Isaac, Abraham et Sarah ont miraculeusement rajeuni.
Dans la deuxième phase, Abraham, debout, tient à sa main droite l'arme sacrificielle et sa main gauche a saisi Isaac par ses cheveux. Le petit Isaac, ligaturé, est assis sur le bois du sacrifice, attendant d'être brûlé après l'égorgement.
Au-dessus et à droite d'Abraham, l'ange du Seigneur retient, de sa main gauche, le bras d'Abraham et, avec sa main droite, indique le bélier qui doit servir de sacrifice de substitution.
Les hommes de Sodome : 

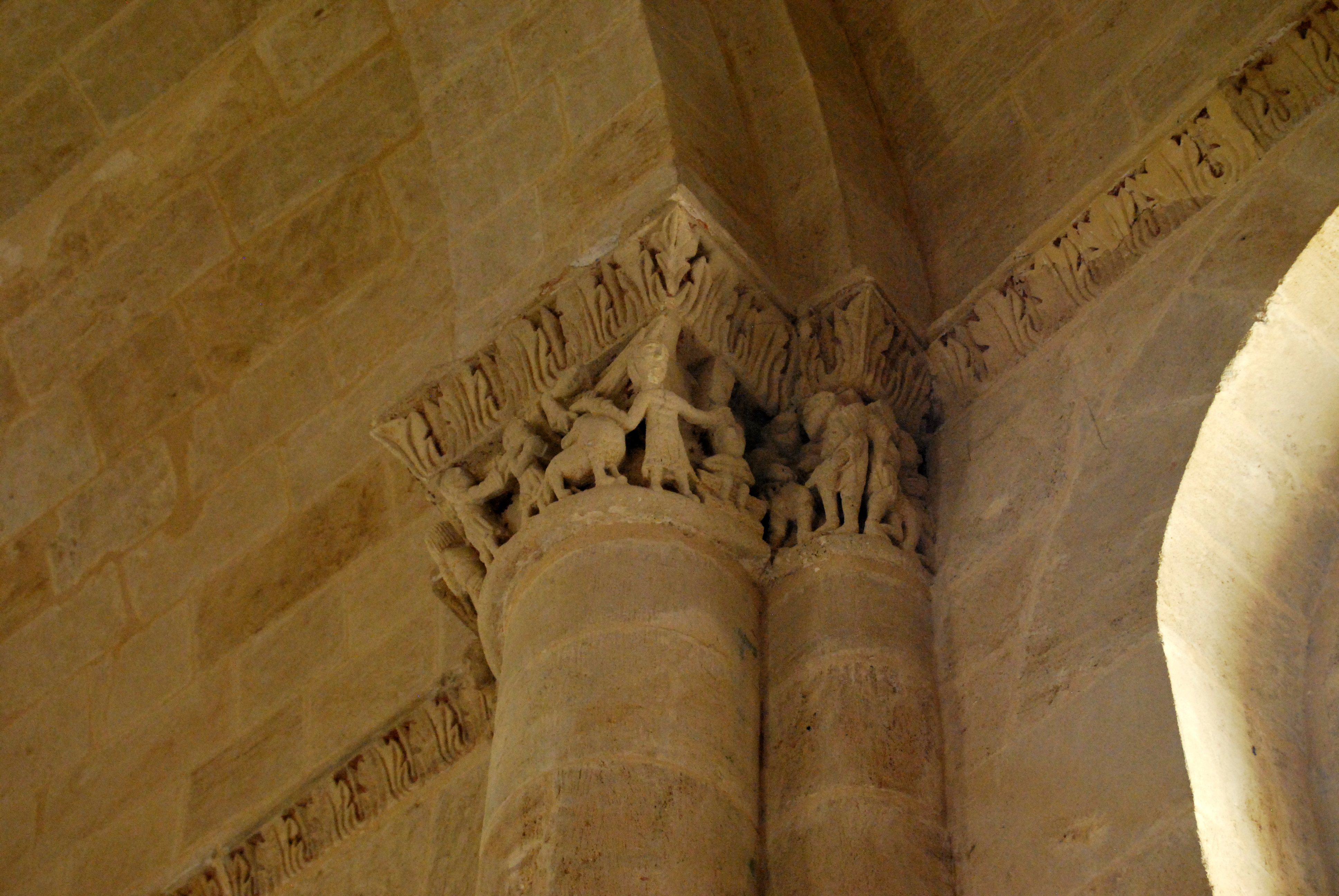
Le sacrifice d'Isaac (2) et les hommes de Sodome

Sur le troisième chapiteau du cycle d'Abraham on voit deux couples d'hommes, intimement enlacés, les yeux dans les yeux. Ce sobre aperçu des relations impures entre hommes est une évocation des mœurs homosexuelles des hommes de Sodome et un rappel à ceux qui les pratiquent que les flammes célestes les attendent.

#### Le chevet
La partie orientale et la zone absidiale de l'église sont décorées majoritairement avec des palmettes, dents de scie, fruits, feuillages, pignes, etc. Cependant, il y a deux chapiteaux historiés qui représentent trois des sept péchés capitaux: Avarita, Luxuria et Libido. La décoration du chevet comporte deux étages distincts de colonnes et de pilastres, qui, pour le premier étage, ont un cordon d'entrelacs qui fait le tour de l'abside. Des sujets animés ont été sculptés dans ce bandeau, aux angles et sur les bagues contournant les fûts. Toutes ces sculptures font référence aux péchés capitaux.
Il est très fréquent de trouver dans les églises romanes, autour du sanctuaire, endroit réservé au clergé, des chapiteaux historiés qui donnent des rappels de moralité.
Chapiteau nord de la fenêtre : Avarita et Luxuria :
Sur l'angle nord du chapiteau on peut voir, assis dans un fauteuil, un homme à cheveux bouclés. Il incarne l'aisance et la puissance de l'argent, mais il croule sous le poids d'un énorme bourse pendue autour de son cou. Sur sa droite, un petit démon aux pieds griffus enfonce une perche munie d'un croc dans sa bouche. C'est l'usurier et l'avarice qui sont dénoncés.
Sur l'angle sud du chapiteau, se trouve une femme aux pieds nus, en robe plissée. Elle se présente frontalement avec ses mains sur les hanches, incarnant le stéréotype de la « danseuse », symbole de la luxure.
Chapiteau sud de la fenêtre : Libido :
À chaque angle de la face principale du chapiteau, se trouve un jeune homme nu, à genoux sur l'astragale. Ils se soulèvent les pieds avec les mains et des lianes entrelacées serpentent entre leurs cuisses. Le parcours des lianes s'attarde ou siège le plaisir (et donc le péché) : la gorge, le ventre, le bas-ventre, etc. C'est encore un rappel contre le péché de chair.
Ce modèle est une copie simplifiée d'un chapiteau de l'abbaye de La Sauve-Majeure.

#### Les sculptures du cordon
Les sculptures figurées du cordon sont toutes des rappels de moralité. Seule, la dernière est romane, les autres, de moins bonne facture, datent d'une refonte ornementale faite environ vers l'an 1200.
Fauve engoulant deux oies :

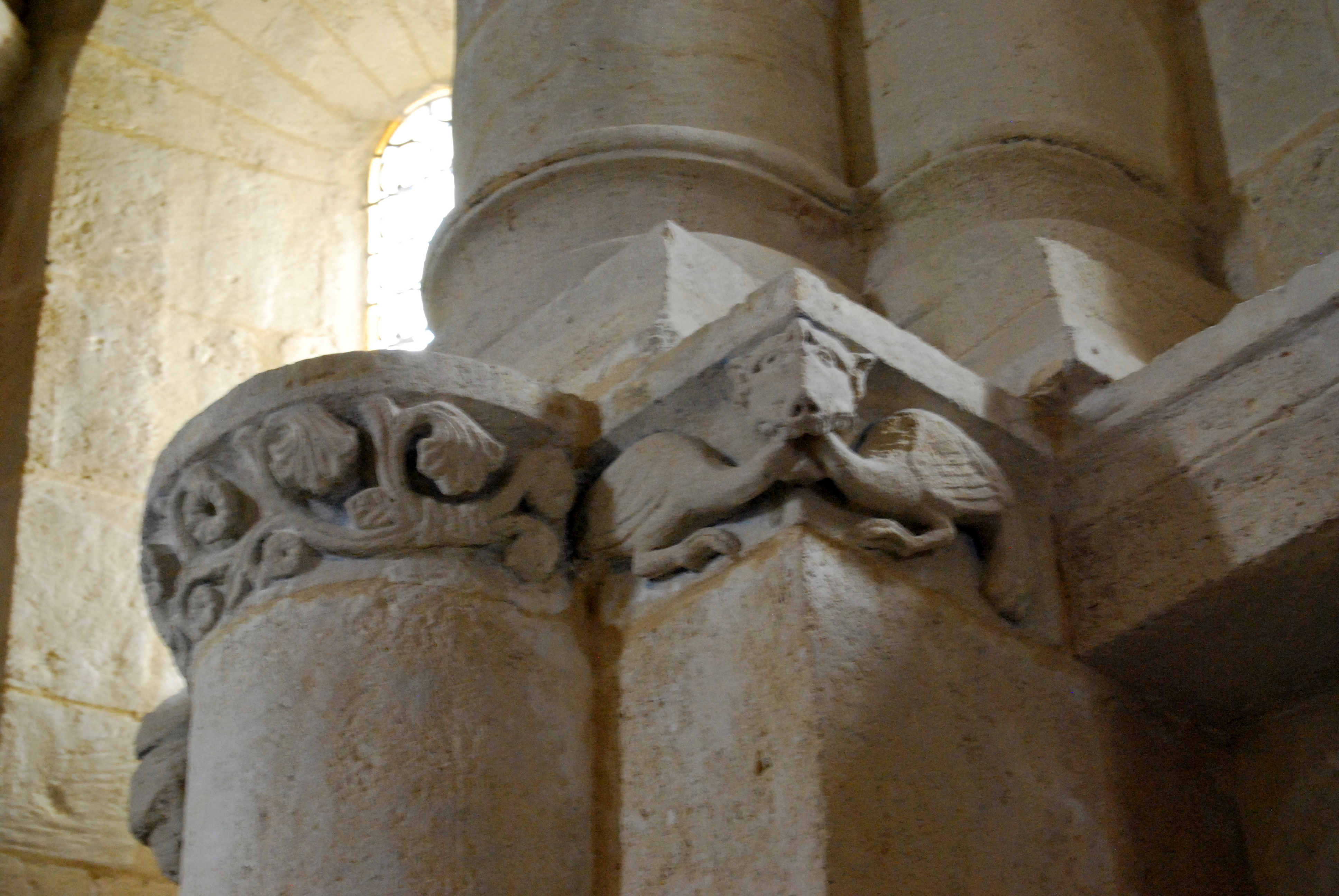
Fauve engoulant deux oies

Le protomé d'angle, d'une bête démoniaque, aux oreilles pointues, happe dans sa gueule les têtes de deux oiseaux à long cou et à pattes courtes, probablement des oies.
Une telle représentation n'est pas rare en Gironde. Le sens de son message, en rapport avec les autres sculptures du chevet, est, peut-être, un rappel que l'imprudence peuvent mener rapidement à l'Enfer.
Fauve engoulant deux avant-bras : 
On voit le protomé d'une bête maléfique, à la denture impressionnante, qui engoule deux bras humains. Les corps des deux hommes sont allongés, chacun se tenant une cheville d'une main et l'autre main s'engageant dans la gueule de la bête.
Le loup et l'agneau : 
Les deux animaux sont face à face ; le loup tient dans les griffes de sa patte gauche un objet circulaire. Cet objet est peut-être le fruit de la Tentation. L'agneau a replié les deux pattes antérieures pour rendre hommage, en signe de soumission au loup.
On peut interpréter le sens de cette sculpture comme une mise en garde, pour les fidèles, contre les tentations.
Les quatre lions :
Le lion est, de très loin, la représentation animale la plus fréquente dans l'iconographie romane. Sur les chapiteaux, ils participent à des mises en scène complexes, à caractère symbolique et souvent moralisateur.
Ici, on voit deux couples de lions. Pour chaque couple, les lions ont leurs cous enlacés. Chaque lion a la queue rentrante (c'est-à-dire que la queue passe sous le corps, puis ressort en remontant). Le lion suce le bout de sa queue. Depuis toujours, la caricature du félin ou canidé avec la queue entre les jambes symbolise la « Honte » et la « Soumission ». Quand la queue se redresse ensuite, elle est aussi un symbole sexuel. La combinaison Honte-Sexualité, à l'époque de la réforme grégorienne et de l'imposition du célibat des clercs, était un rappel à l'ordre.
Tu dois, tu dois chanter : 

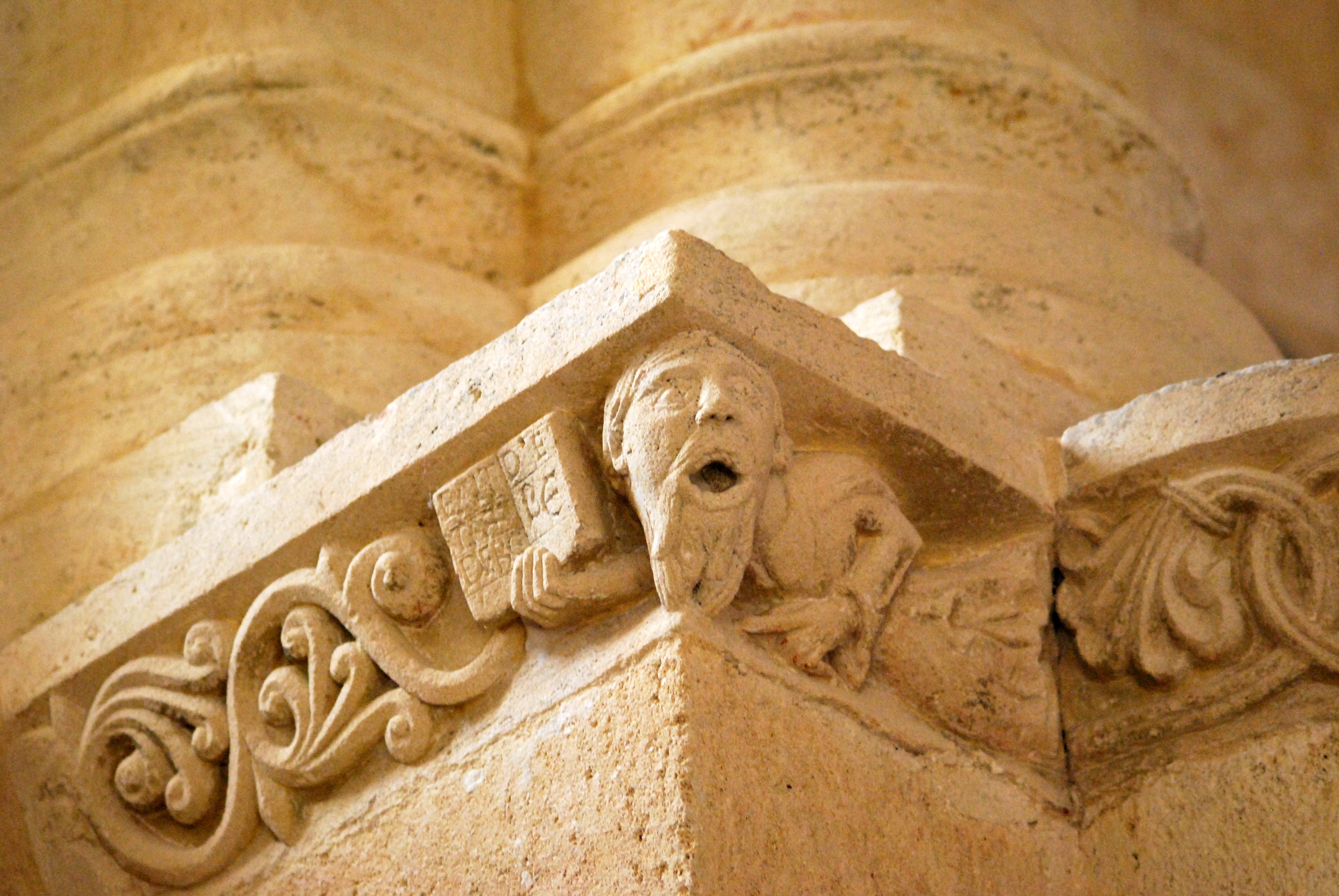
Tu dois, tu dois chanter

Un moine, barbe en pointe, yeux vifs et bouche grande ouverte, est habillé d'une tunique talaire. Il exhibe un antiphonaire ouvert à la page : CANTE DEBE DEBE (« Tu dois, tu dois chanter »). On note également une grosse tige sagittée à trois folioles qui sort du recueil de chants.
On peut dire que cette sculpture est romane en raison de la barbe et des cheveux du moine. En 1054, a eu lieu le Grand Schisme, ou la séparation des églises d'Orient et d'Occident. L'une des conséquences de ce schisme fut un conflit, au sein de l’Église, qui opposa les partisans du port de la barbe et leurs adversaires, les « misopogons ». L’Église d'Orient a suivi les prescriptions du Lévitique (chapitre XIX, v. 27) interdisant la tonsure du crâne et le rasage de la barbe. L’Église d'Occident a fait un choix contraire. Deux papes, Léon IX (1002-1049-1054) et Grégoire VII (1020-1073-1085), ont excommunié tous les clercs qui portaient la barbe — la tonsure pour les moines dans l'église catholique a été rendue facultative en 1972 —.

#### Les vitraux
Les vitraux sont l’œuvre du maître-verrier Louis-Victor Gesta de Toulouse (1862).
Les sujets représentés sont : Le baptême de Jésus, l'adoration des Rois mages, sainte Marie-Madeleine, le couronnement de la Vierge dans les cieux et l'annonciation faite à Marie.

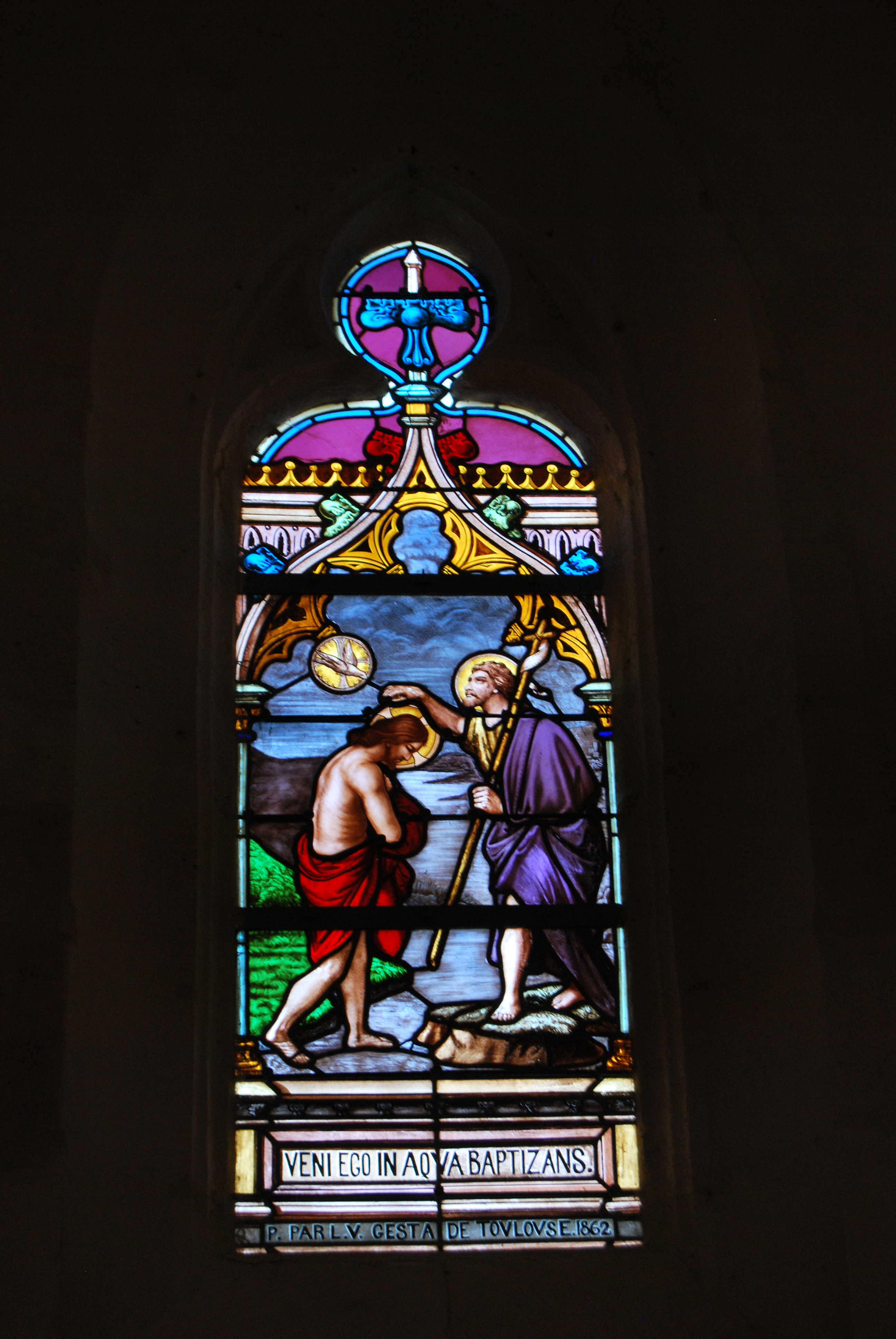
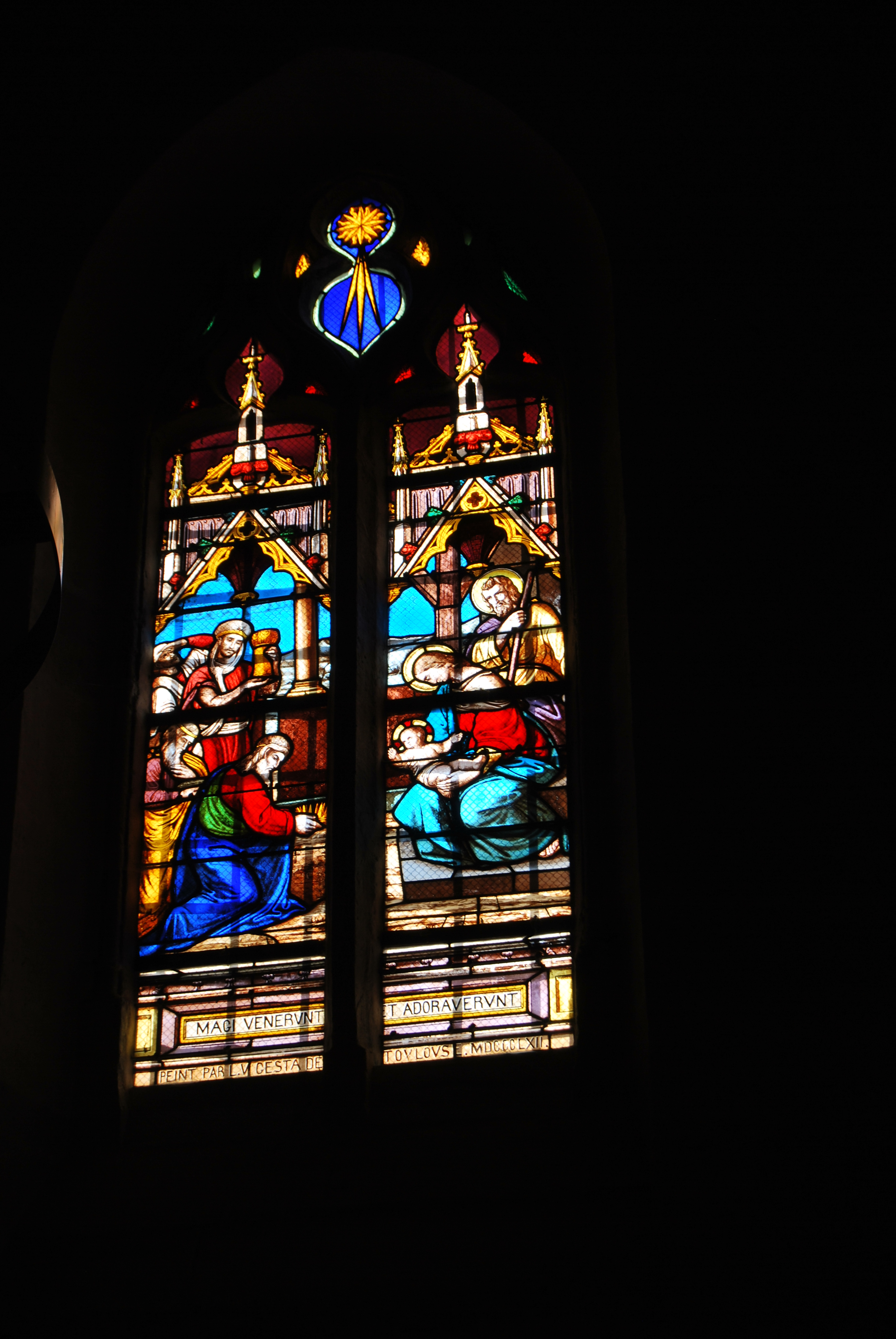
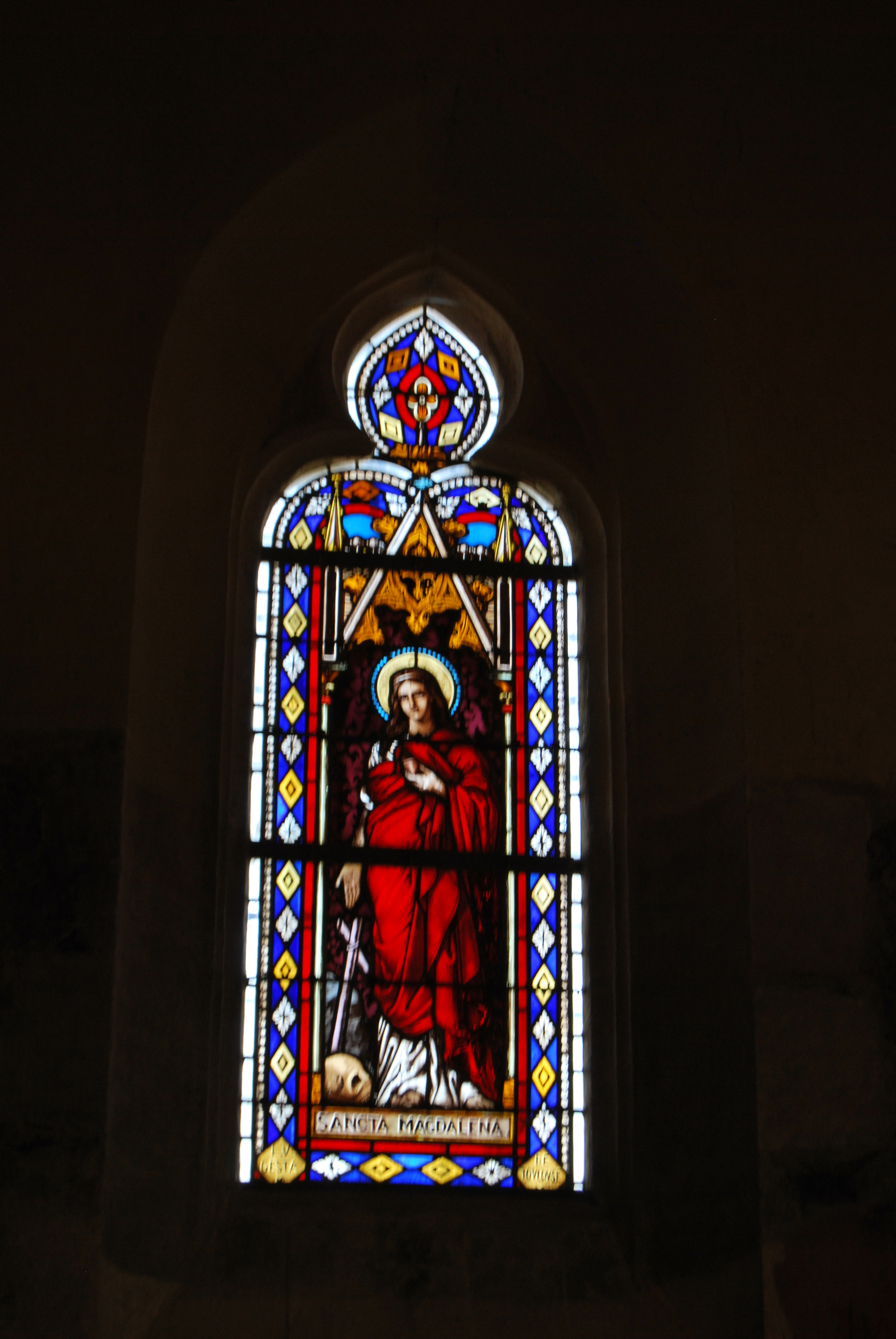
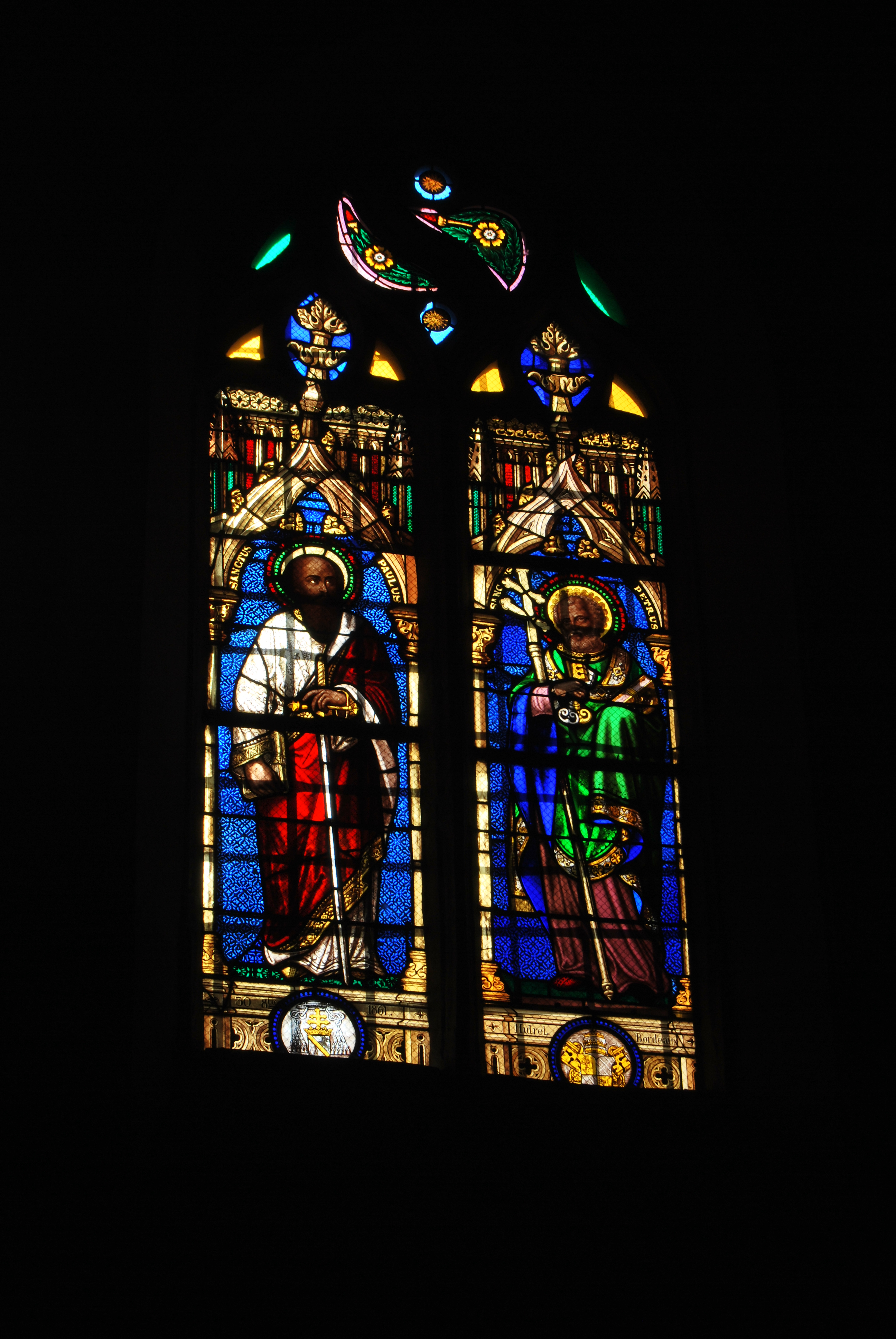
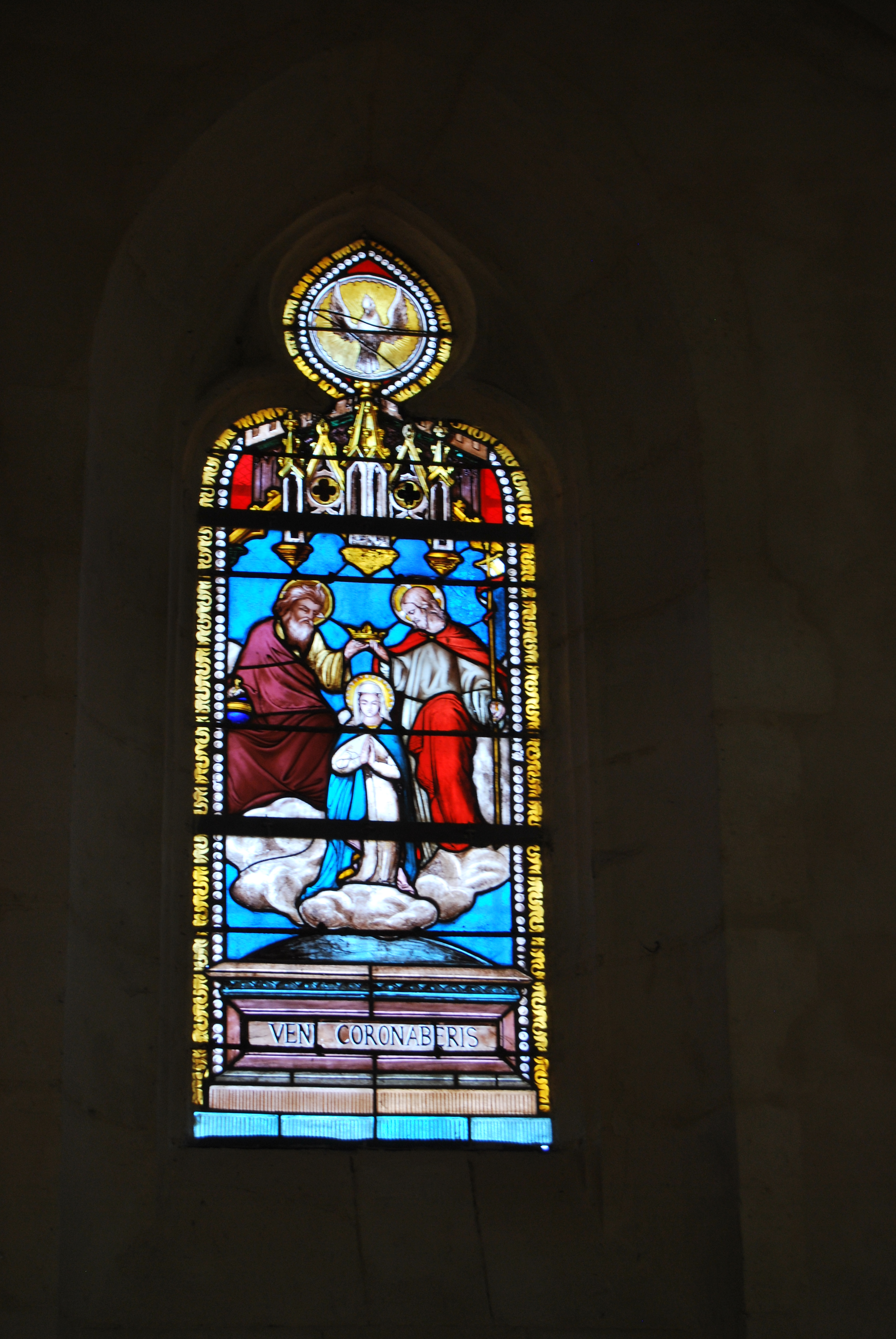
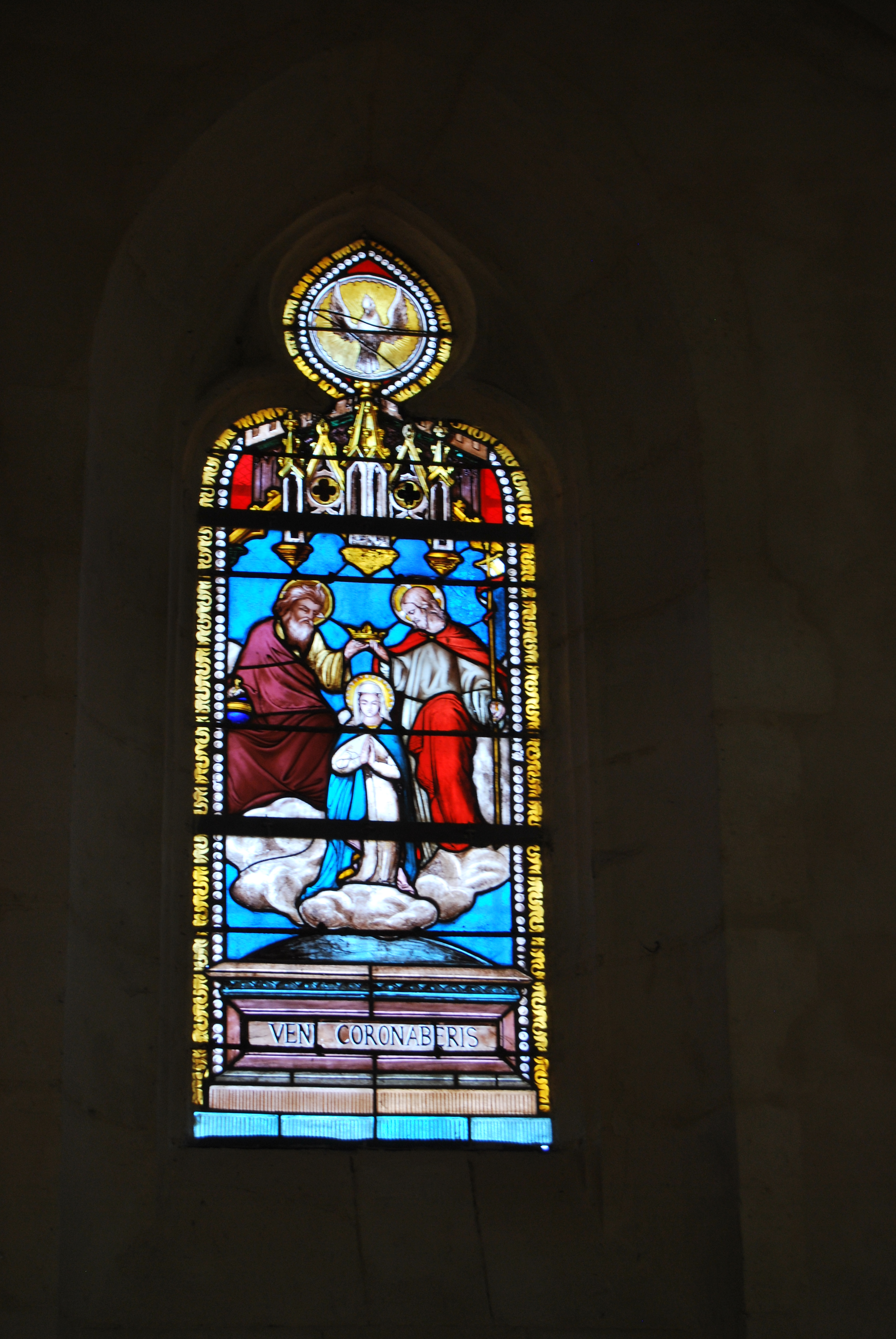

#### Les peintures murales

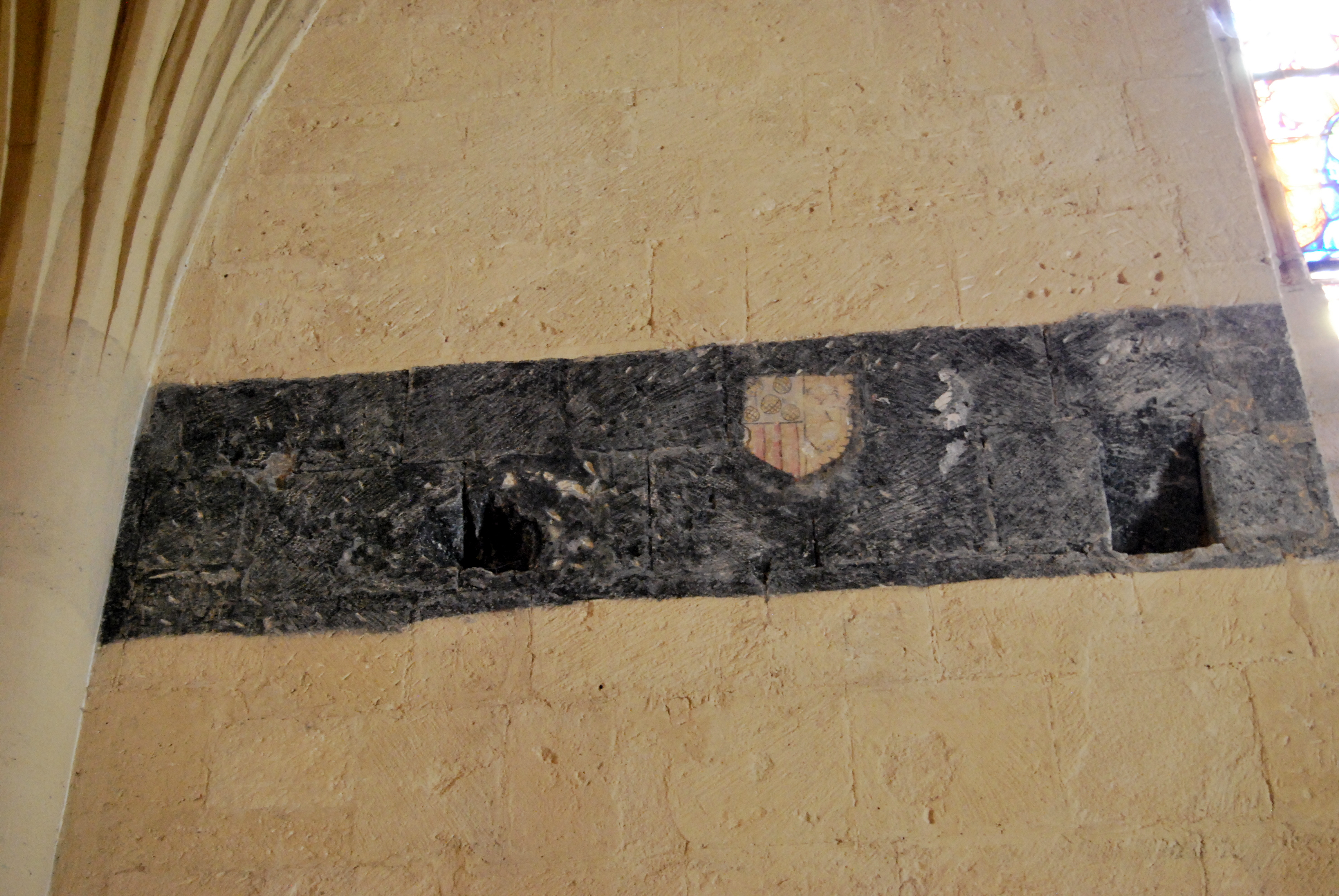
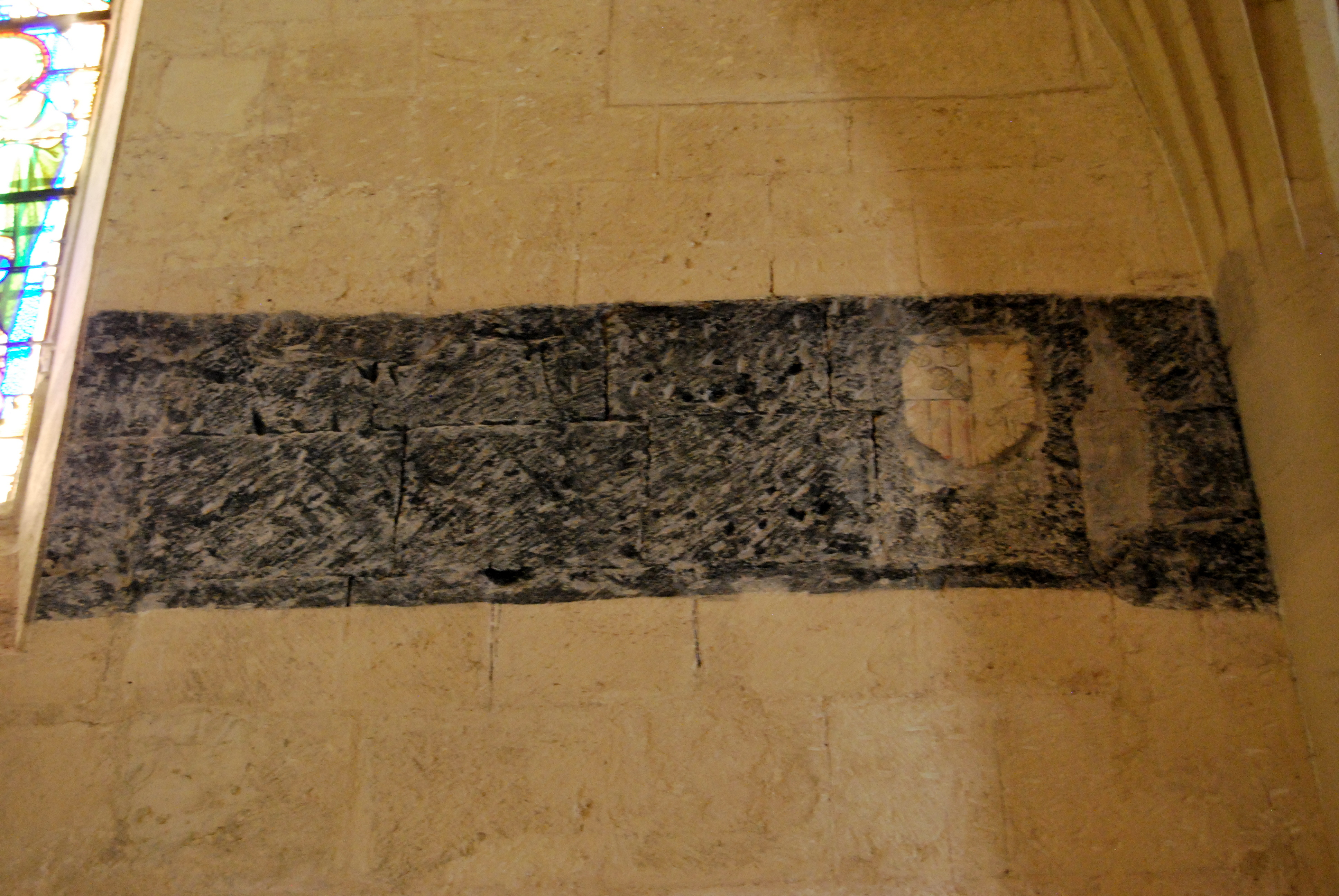
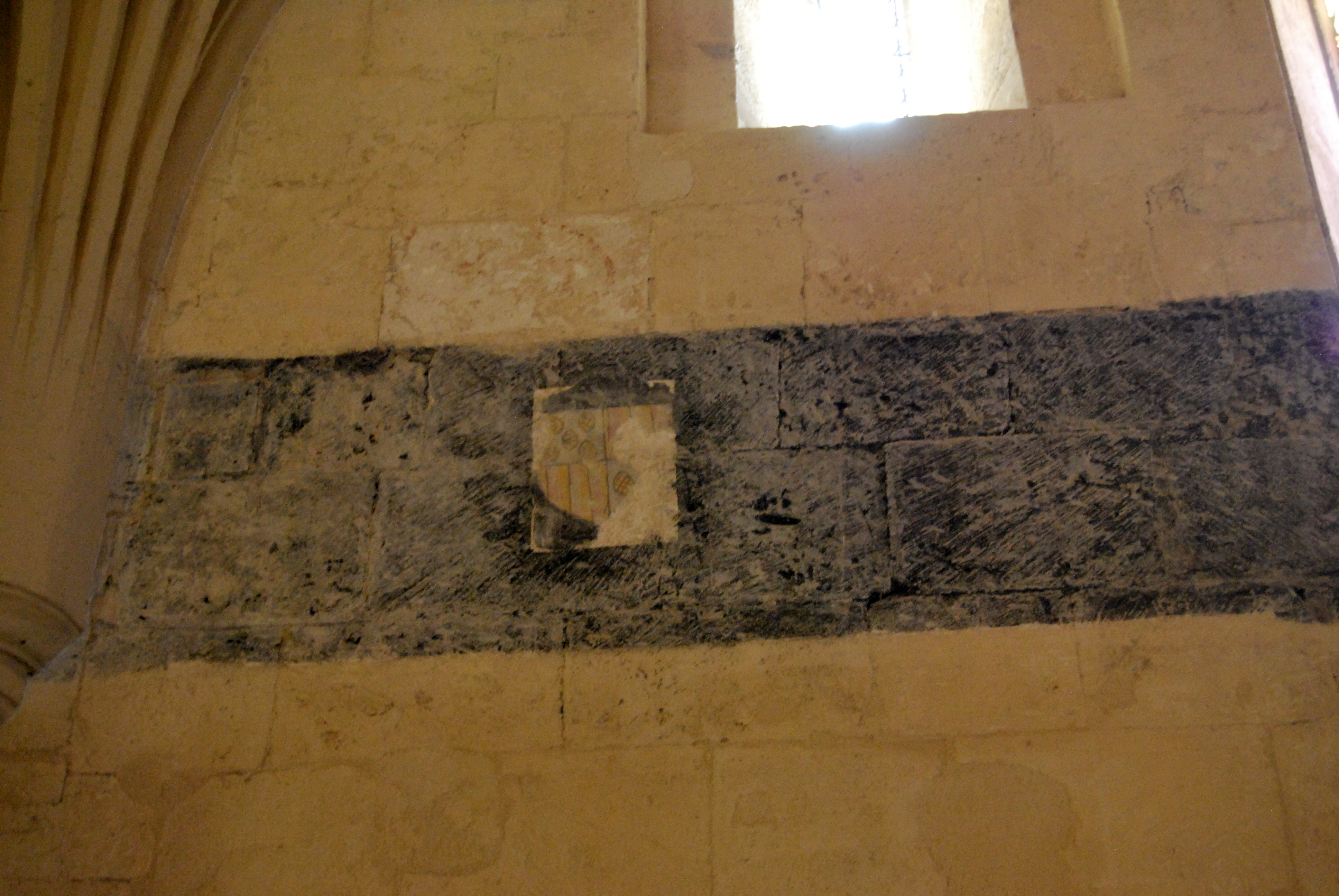
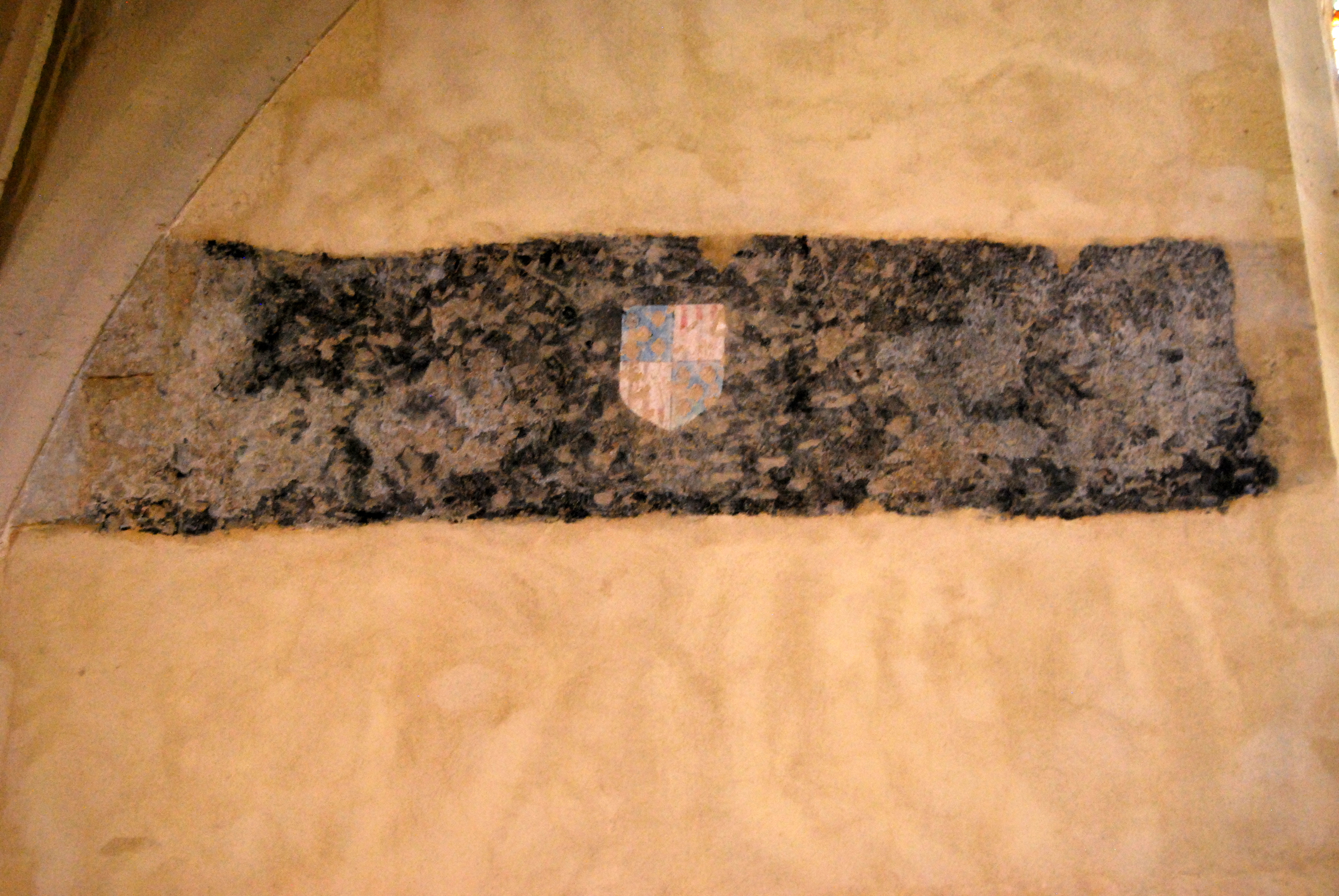
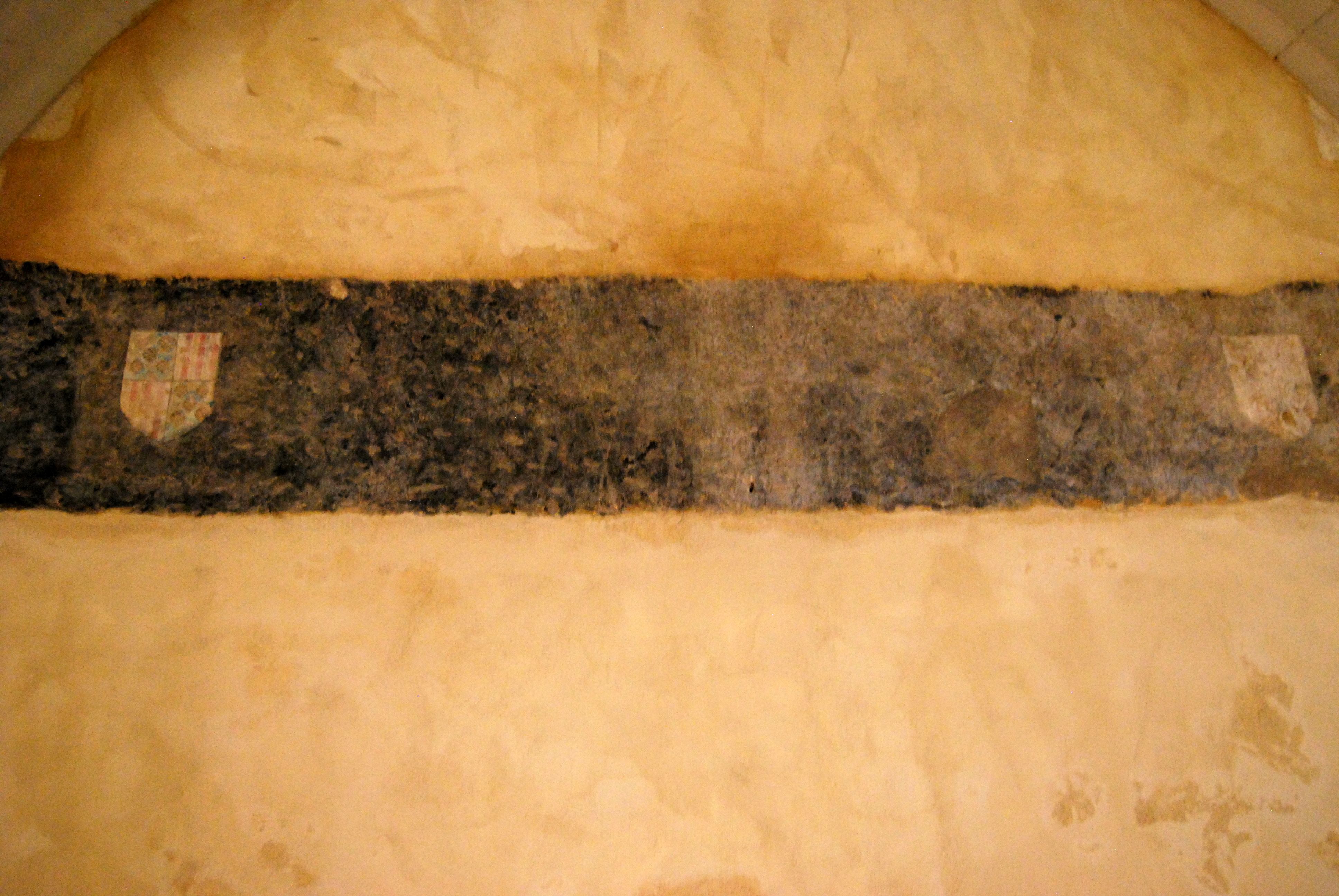

Des peintures murales du XVIe siècle ont été retrouvées sous le badigeon du XIXe siècle. On y distingue des personnages féminins ainsi qu'une litre funéraire marquée du blason de la famille de Piis, propriétaire du château de Bisqueytan au XVIe siècle, bandeau noir peint tout autour de l'église afin de commémorer la mort du seigneur, patron de la paroisse. Les peintures murales sont actuellement (2014) en cours de restauration.

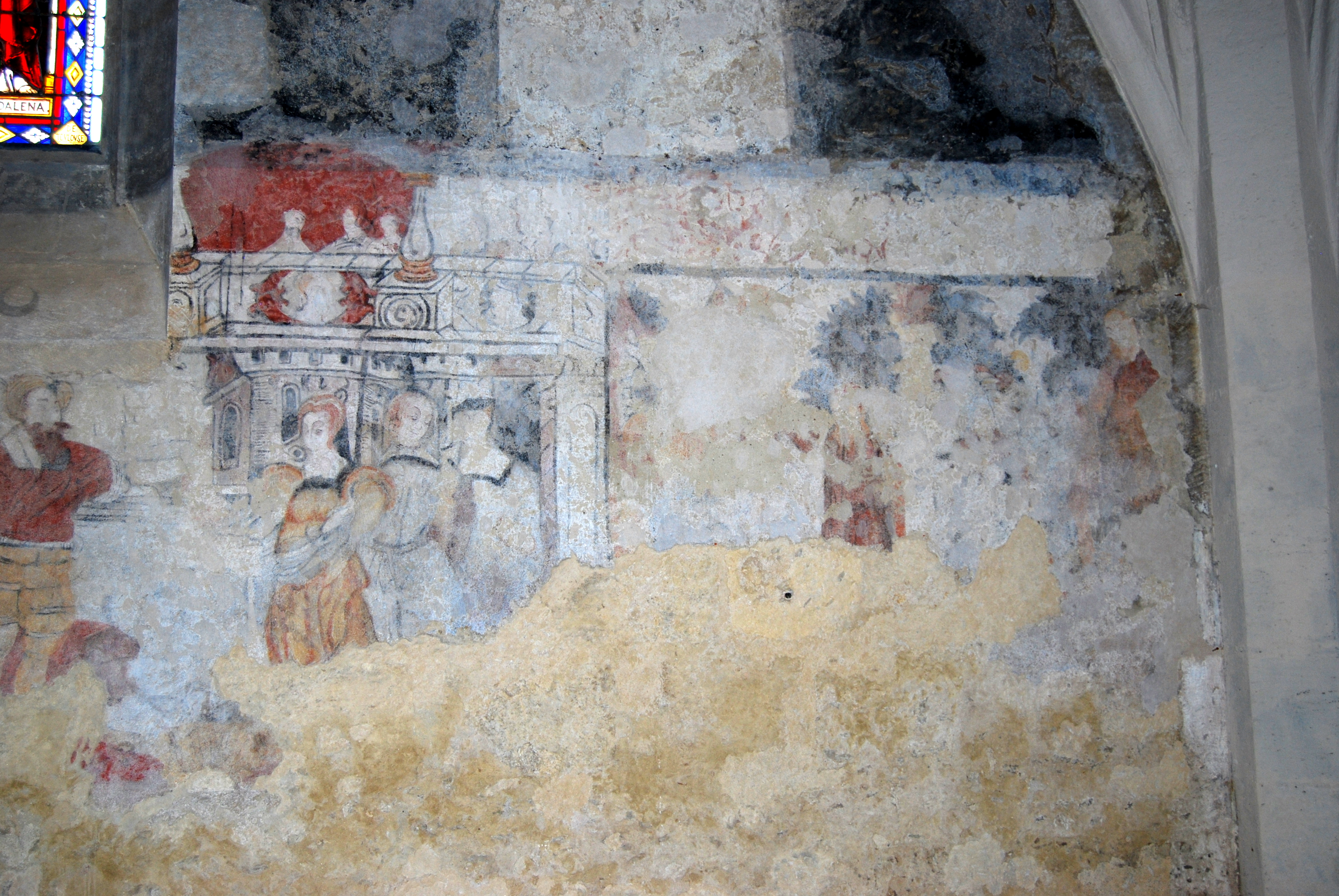
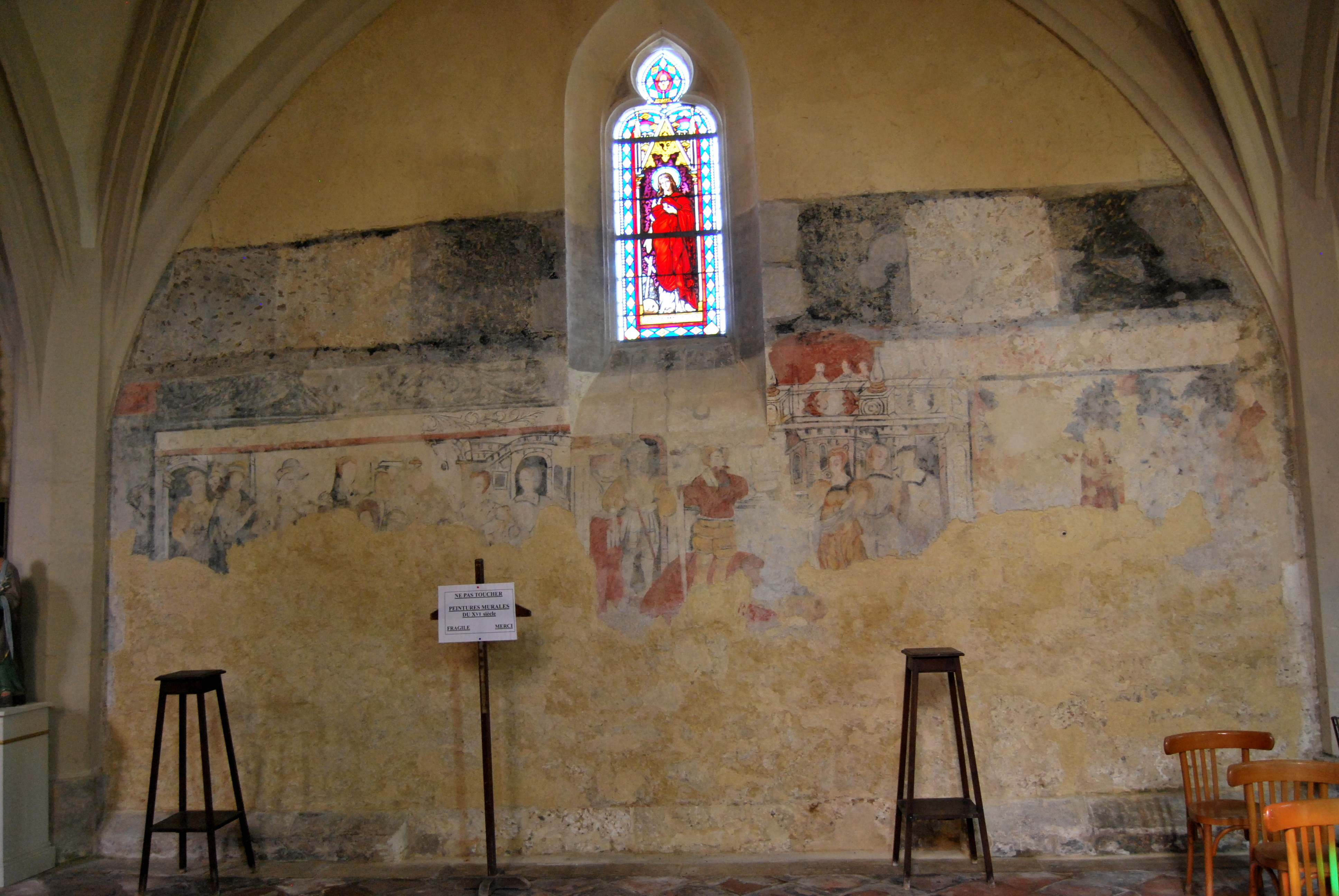

Les litres funéraires

#### Le mobilier

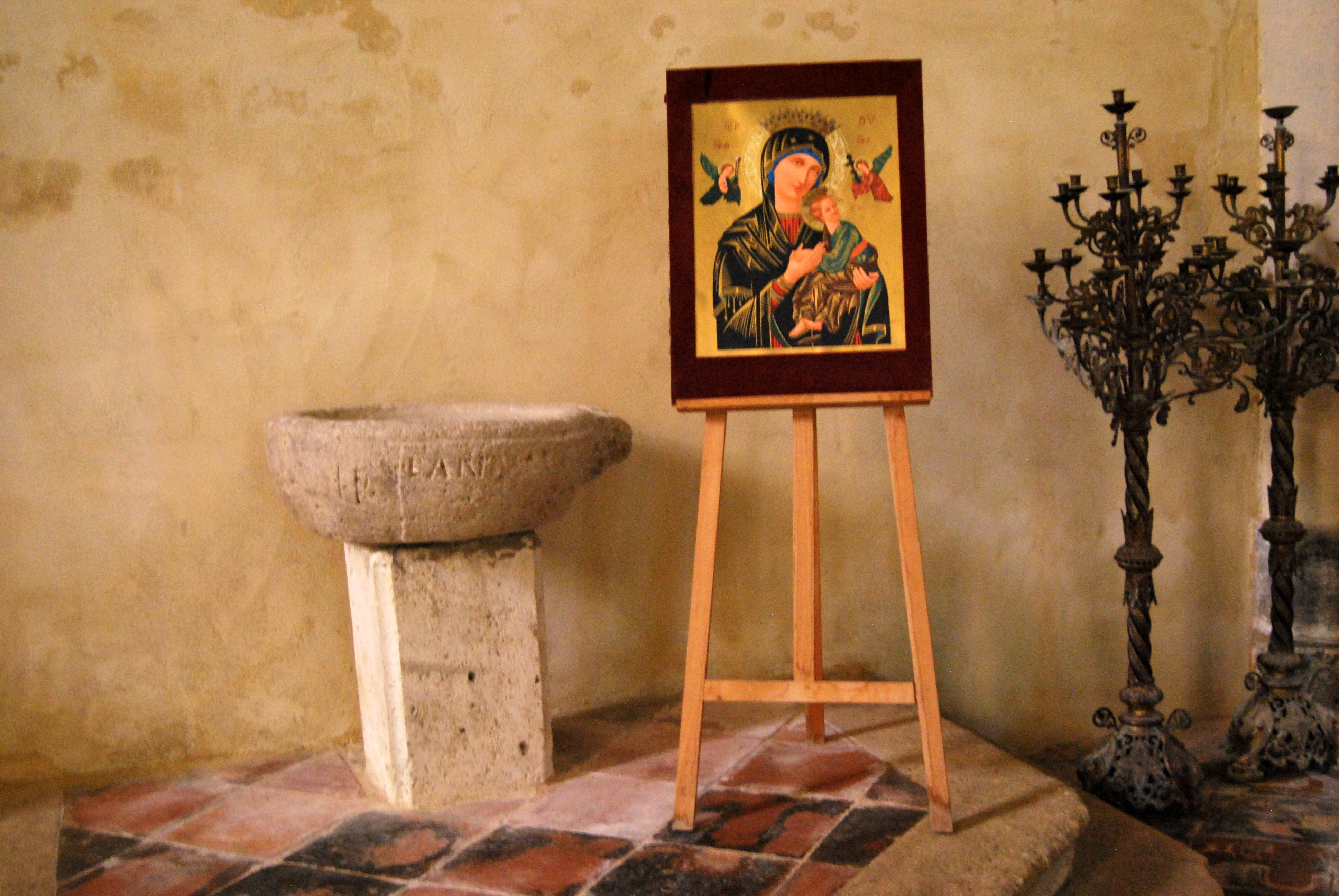
Fonts baptismaux.
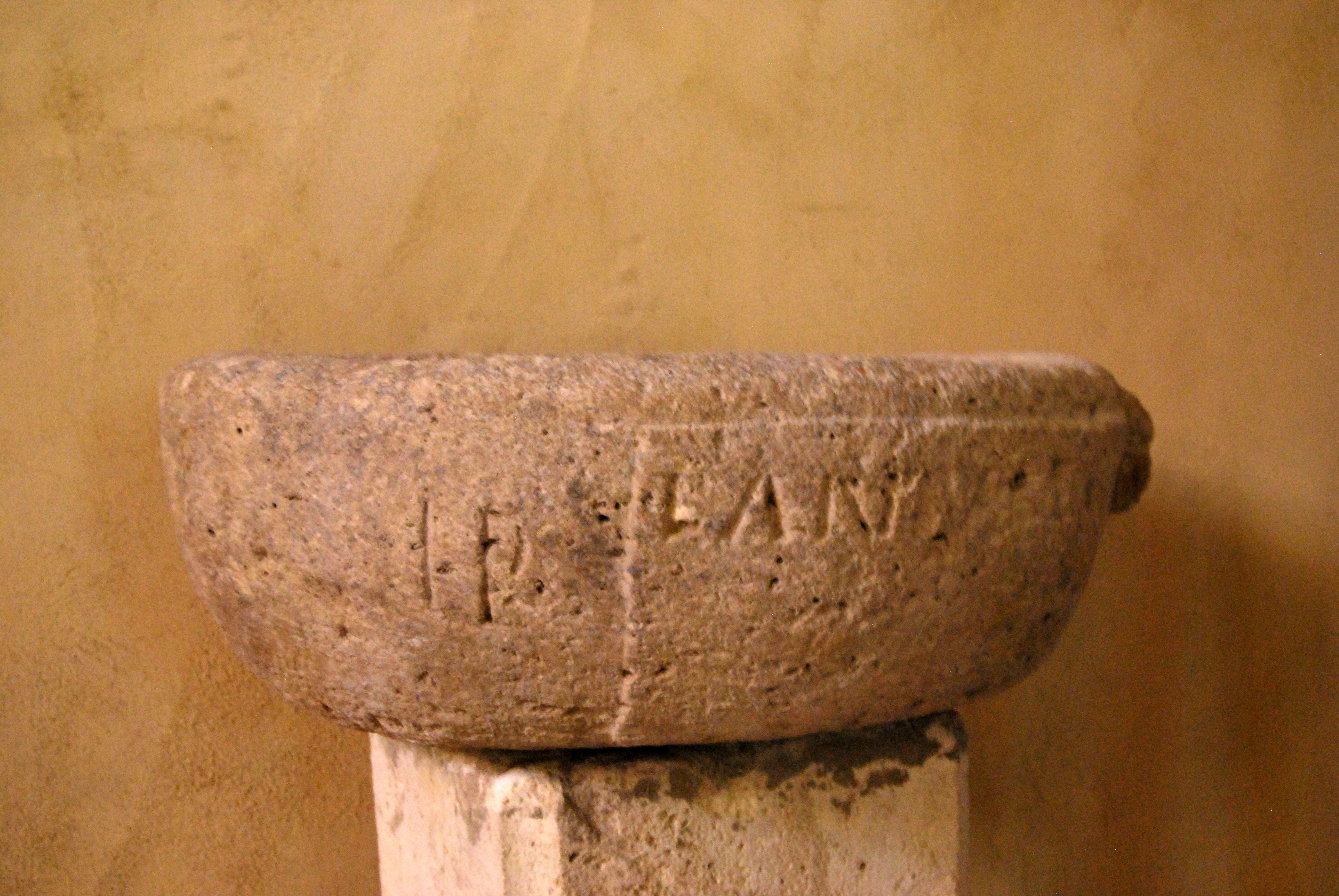
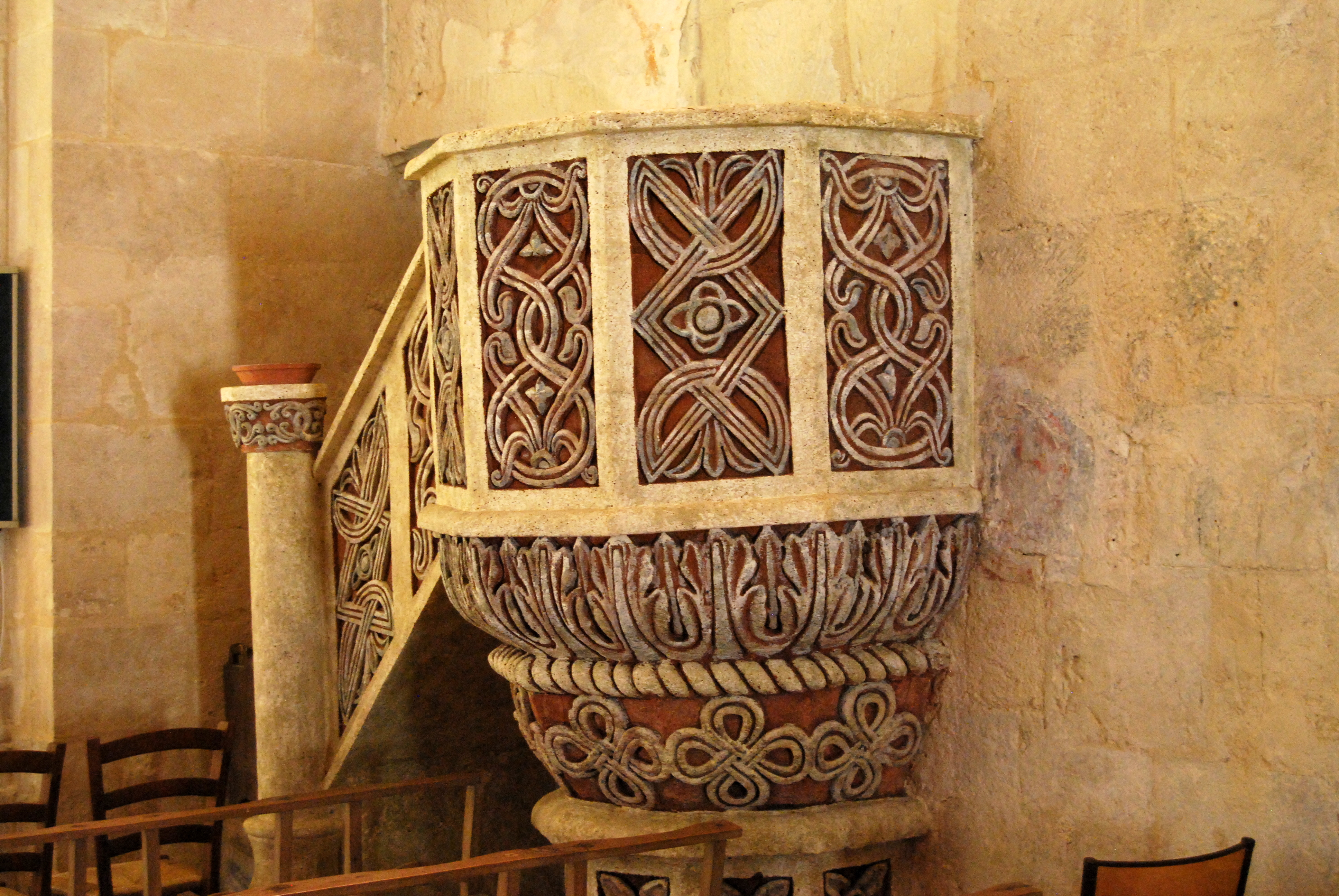
La chaire.